# بيت السحيمي
بيت السحيمي أو بيت الشيخ عبد الوهاب الطبلاوي هو بيت عربي ذو معمار شرقي متميز يقع في حارة الدرب الأصفر المتفرعة من شارع المعز لدين الله الفاطمي بحي الجمالية في قلب مدينة القاهرة. يتكون البيت من قسمين أحدهما قبلي والآخر بحري، أنشأ القسم القبلي الشيخ عبد الوهاب الطبلاوي سنة 1058هـ / 1648م. وقد دون هذا التاريخ على طراز خشبي على أحد جدران البيت، أما القسم البحري فقد أنشأه الحاج إسماعيل بن إسماعيل شلبي سنة 1211هـ/1797م ودمجه في القسم الأول وجعل منهما بيتاً واحداً. عرف المنزل باسم بيت السحيمي نسبة إلى آخر من سكنه، وهو الشيخ محمد أمين السحيمي شيخ رواق الأتراك بالجامع الأزهر. وقد خضع البيت إلى عملية تجديد شاملة في حقبة التسعينيات، ويتبع منطقة آثار شمال القاهرة.

## الموقع
يقع بيت السحيمي على مساحة نصف فدان في حارة الدرب الأصفر المتفرعة من شارع المعز لدين الله الفاطمي بحي الجمالية بمدينة القاهرة، ويستخدم كمتحف لفنون العمارة الإسلامية ومركز للإبداع الفني.

## وصف البيت
للبيت قسمان، القسم القبلي وهو الأقدم، بناه الشيخ عبد الوهاب الطبلاوي عام 1648 م، والقسم البحري بناه الحاج إسماعيل شلبي عام 1699 م وقد ربط بالقسم الأول.
البيت مثال للبيوت العربية التقليدية بنكهة قاهرية، الدخول إلى البيت يكون من خلال المجاز الذي يؤدي إلى الصحن الذي توزعت فيه أحواض زرعت بالنباتات والأشجار. تفتح غرف البيت على الصحن.
البيت متأثر تخطيطيا بالعمارة العثمانية التي كانت تخصص الطابق الأرضي للرجال ويسمى السلاملك والطابق العلوي للنساء ويسمى الحرملك، لذا فالطابق الأرضي من البيت كله لاستقبال الضيوف من الرجال وليس فيه أي غرف أو قاعات أخرى.

### الطابق الأرضي
في القسم الأول نجد قاعة واسعة منتظمة الشكل تنقسم إلى إيوانين يحصران في الوسط مساحة منخفضة عنهما يطلق عليها الدرقاعة وقد رصفت بالرخام الملون. يمتد حول جدران الإيوانين شريط من الكتابة يحتوي على أبيات من نهج البردة. سقف القاعة من الخشب المكسو برسومات وزخارف نباتية وهندسية ملونة. كانت هذه القاعة تستخدم كمجلس للرجال.
للبيت إيوان آخر مفتوح على الصحن ويتوجه نحو الشمال ليستلم هواء البحر البارد صيفا يسمى المقعد وله سقف خشبي أيضا يشبه القاعة. كان المجلس يستخدم شتاء والمقعد يستخدم صيفا.
في القسم البحري مجلس آخر يشبه الأول في التصميم، أي مكون من إيوانين ورقاعة إلا أن هذا المجلس أكبر حجما وبه تفاصيل معمارية أدق وأكثر فخامة وفي وسطه حوض ماء من الرخام المذهب وبه فسقية على هيئة شمعدان، مما يدل على أنه صمم وكأنه صحن مسقف.
القسم البحري به إيوان أيضا ويعلو الإيوان مشربية مصنوعة من خشب العزيزي. سقف هذا الإيوان من الخشب تتوسطه قبة صغيرة بها فتحات ليدخل منها الهواء والضوء تسمى الشخشيخة مصنوعة من الخشب أيضا، مزخرفة من الداخل ومغطات بالجص من الخارج.
في المجلس أكثر من كوة في الجدران وضعت عليها خزائن من الخشب المشغول بالنقوش الهندسية والنباتية.
بعد المجلس غرفة لقراءة القرآن فيها كرسي كبير من الخشب المشغول. ينزل من سقف هذه الغرفة مصباح من النحاس يضئ بالفتيل المغموس بالزيت.

### الطابق الأول
في الطابق الأول غرف العائلة، وهي قاعات متعددة تشبه التي في الطابق الأرضي إلا أن بها شبابيك كثيرة مغطاة بالمشربيات تطل على الصحن وبعضها على الشارع ولا يوجد إيوان في الطابق الأول. مما يجدر ذكره أن الغرف لم تكن تميز غرف للنوم أو غيره باستثناء بعض الغرف المحددة.
إحدى الغرف في الطابق الأول، القسم البحري، كسيت جدرانها بالقيساني الأزرق المزخرف بزخارف نباتية دقيقة وفيها أواني الطعام المصنوعة من الخزف والسيراميك الملون والمزخرف حيث يبدو أنها كانت تستخدم لإعداد الطعام. بجوارها غرفة صغيرة جدا غير مزخرفة تستخدم للخزن.
لم يكن في البيت أسرة بل أن العائلة تنام على مرتبات من القطائف المزخرفة أيضا. في البيت حمام تقليدي عبارة عن غرفة صغيرة مكسوة بالرخام الأبيض لها سقف مقبب به كوات مربعة ودائرية مغطاة بالزجاج الملون. في الحمام موقد لتسخين الماء وحوض منحوت من قطعة واحدة من الرخام المزخرف بالإضافة إلى خزان للماء.

### الصحنان
للبيت صحنان، صحن أمامي بمثابة حديقة مزروعة يتوسطه ما يسمى بالتختبوش، وهو دكة خشبية زينت بأشغال من خشب الخرط. في هذا الصحن شجرتان زرعتا عند بناء البيت، زيتونة وسدرة. الصحن الخلفي به حوض ماء وساقية للري وطاحونة تدار بواسطة الحيوانات. كان الصحن الخلفي للخدمة.
للبيت ثلاثة آبار.

## الترميم
تم ترميم البيت بمنحة من الصندوق العربي للإنماء الاقتصادي بتكلفة عشرة ملايين جنيه. استمرت أعمال مشروع توثيق وترميم وتنمية منطقة بيت السحيمي مدة خمس سنوات منذ عام 1996 وحتى عام 2000 تحت قيادة الدكتور أسعد نديم.

## مركز الإبداع الفني
حالياً يستخدم بيت السحيمي كمتحف مفتوح لفنون العمارة الإسلامية، وكمركز للإبداع الفني التابع لصندوق التنمية الثقافية، حيث يستضيف فرق التراث الشعبي بمختلف أنواعها من فنون موسيقية وفن الأراجوز وفن خيال الظل، كما تقام به ورش عمل لتعليم الشباب أصول هذا الفن، وذلك بهدف الحفاظ على الموروث الثقافي المصري وحمايته من الاندثار وتوفير أماكن عرض ثابتة لتلك الفرق التابعة للهيئة العامة لقصور الثقافة، والتي تقدم عروضاً مجانية يوم الأحد من كل أسبوع بمركز إبداع السحيمي.

## معرض صور

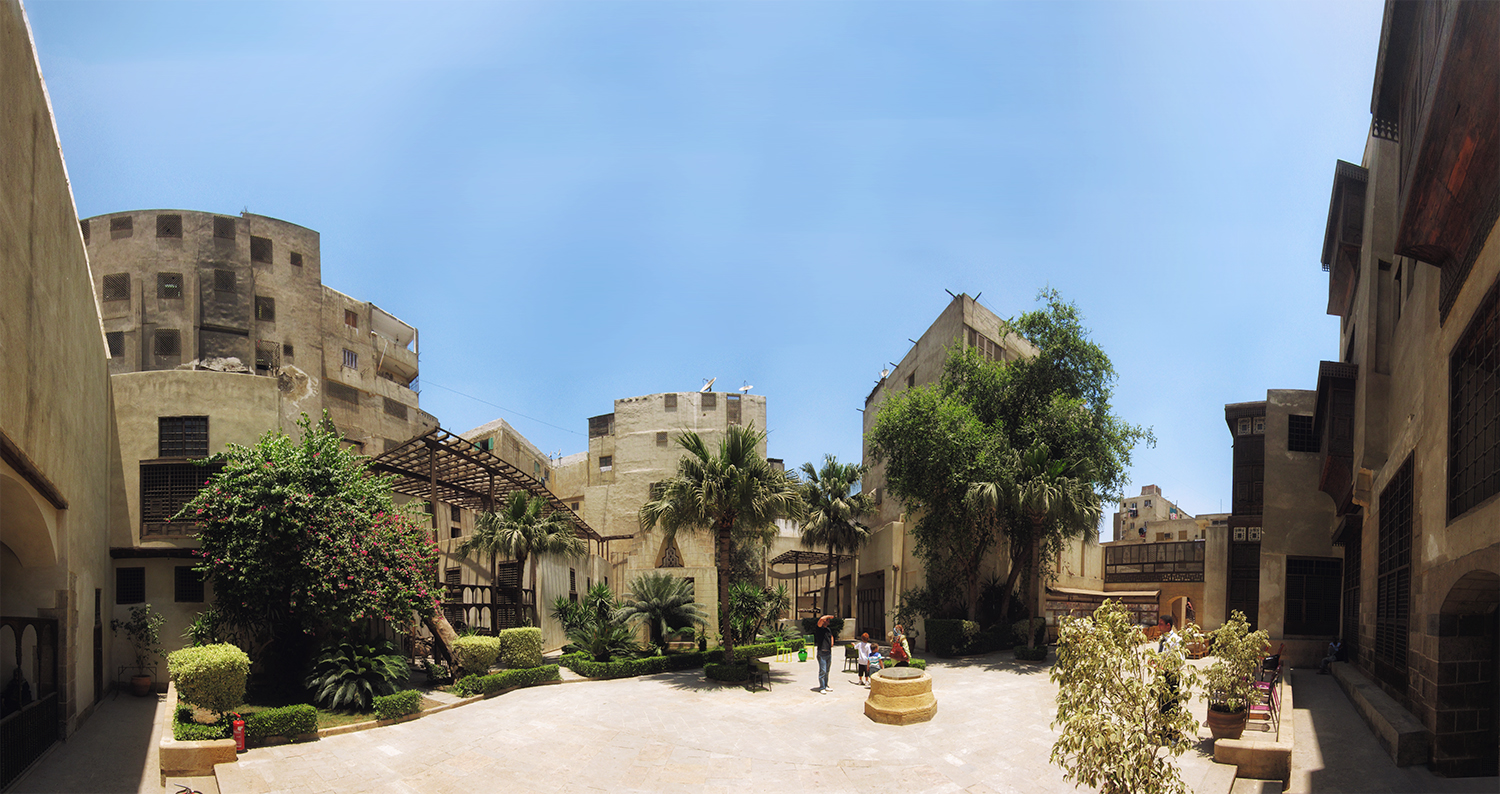
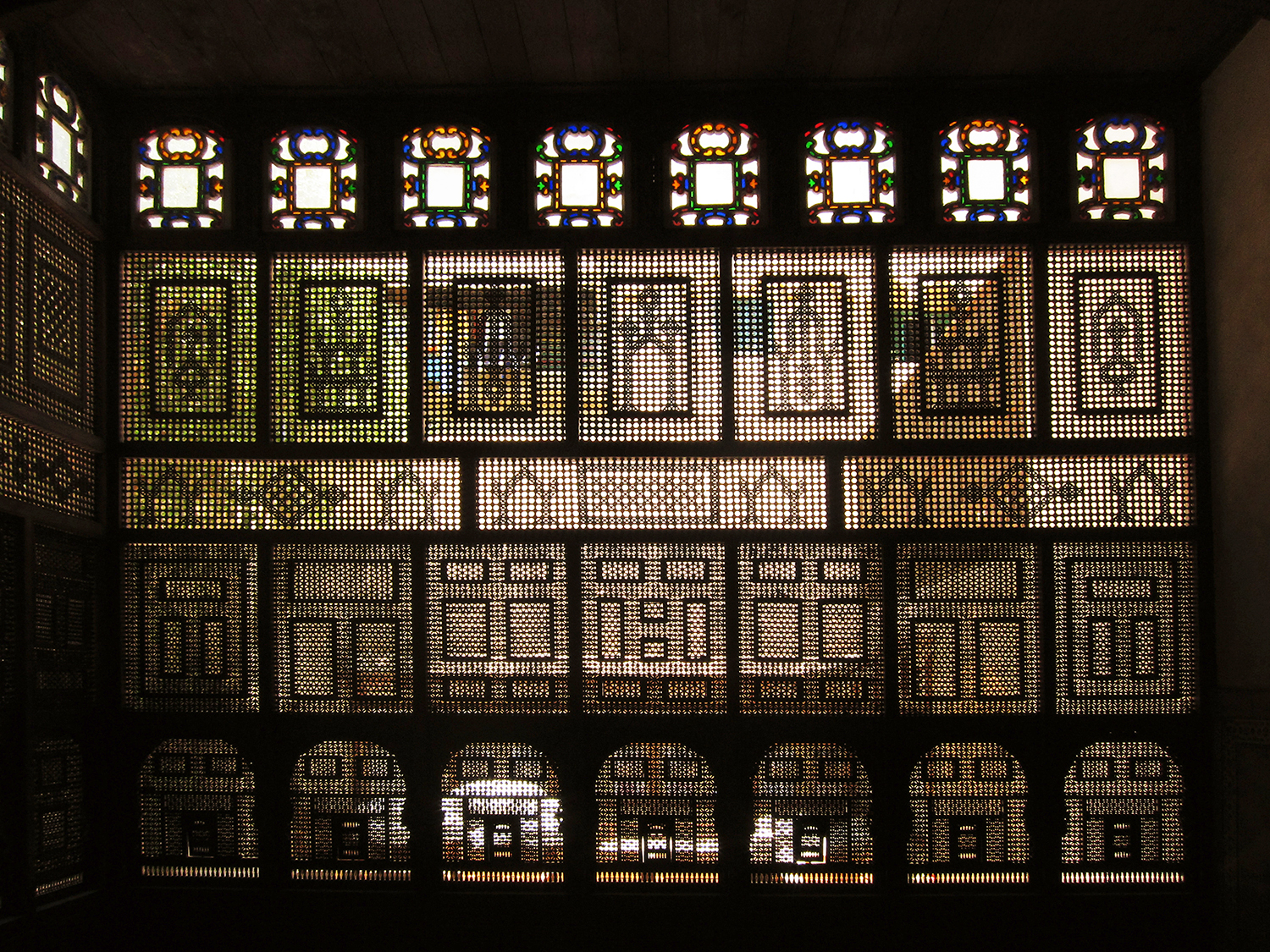
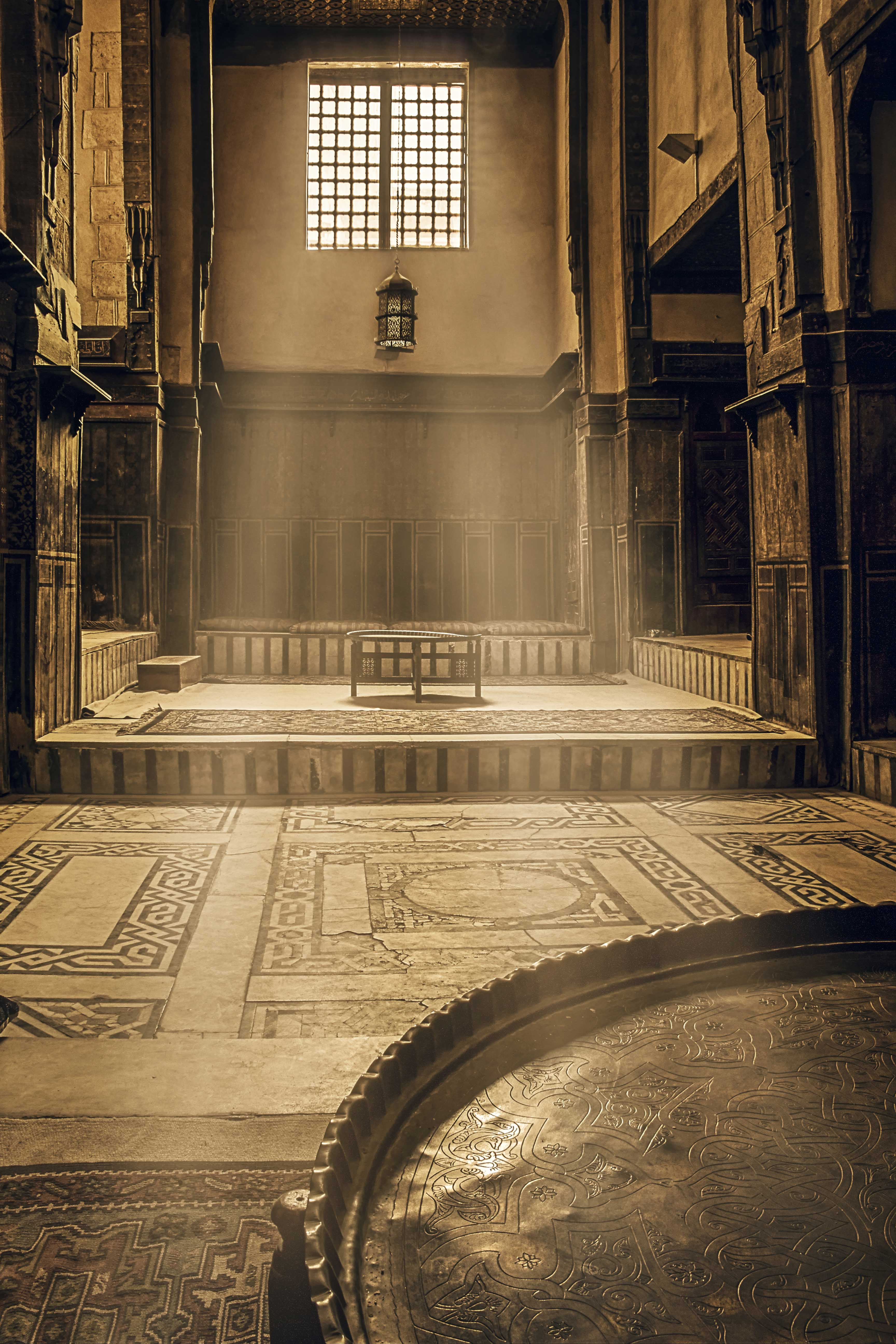
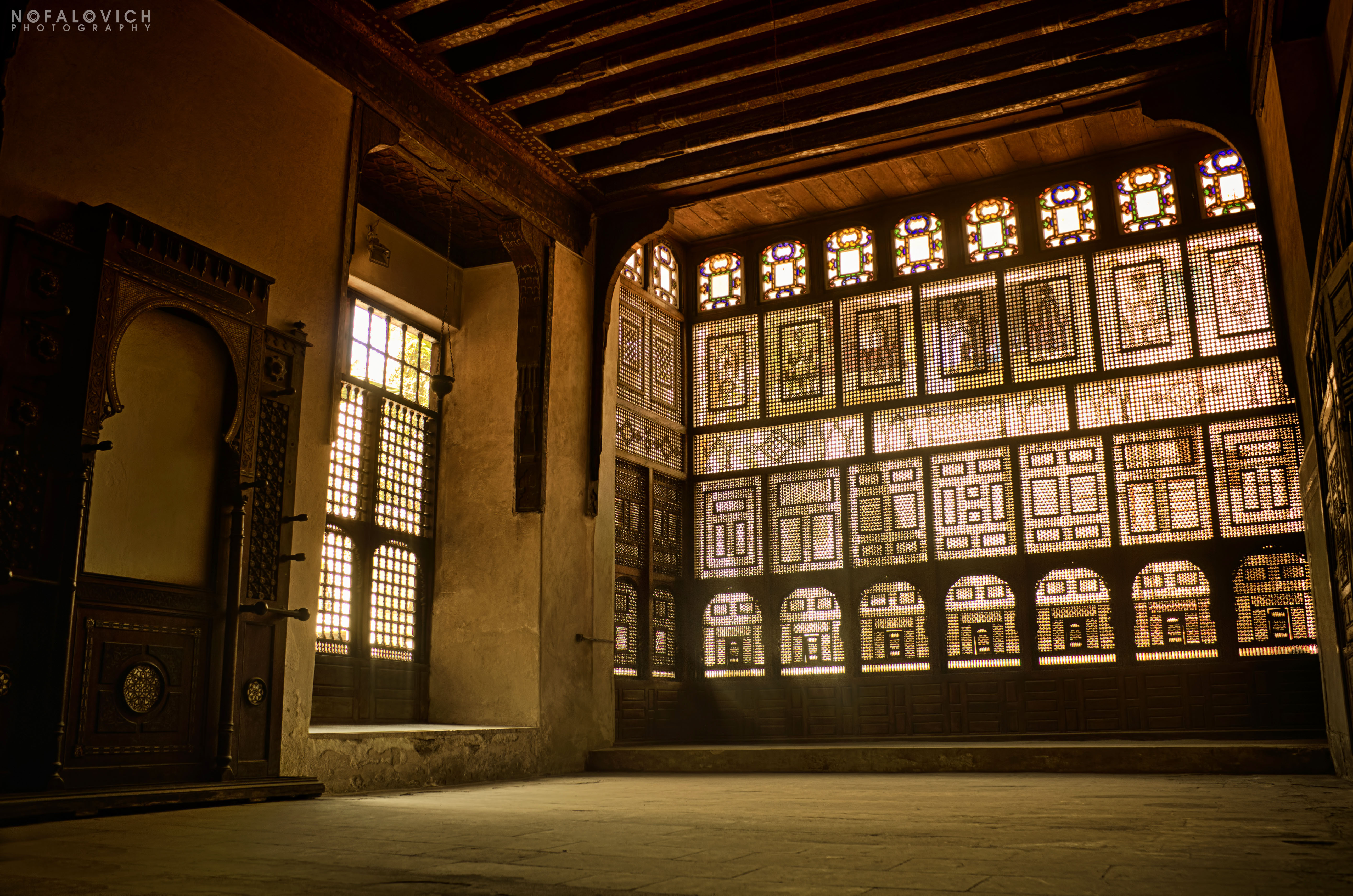
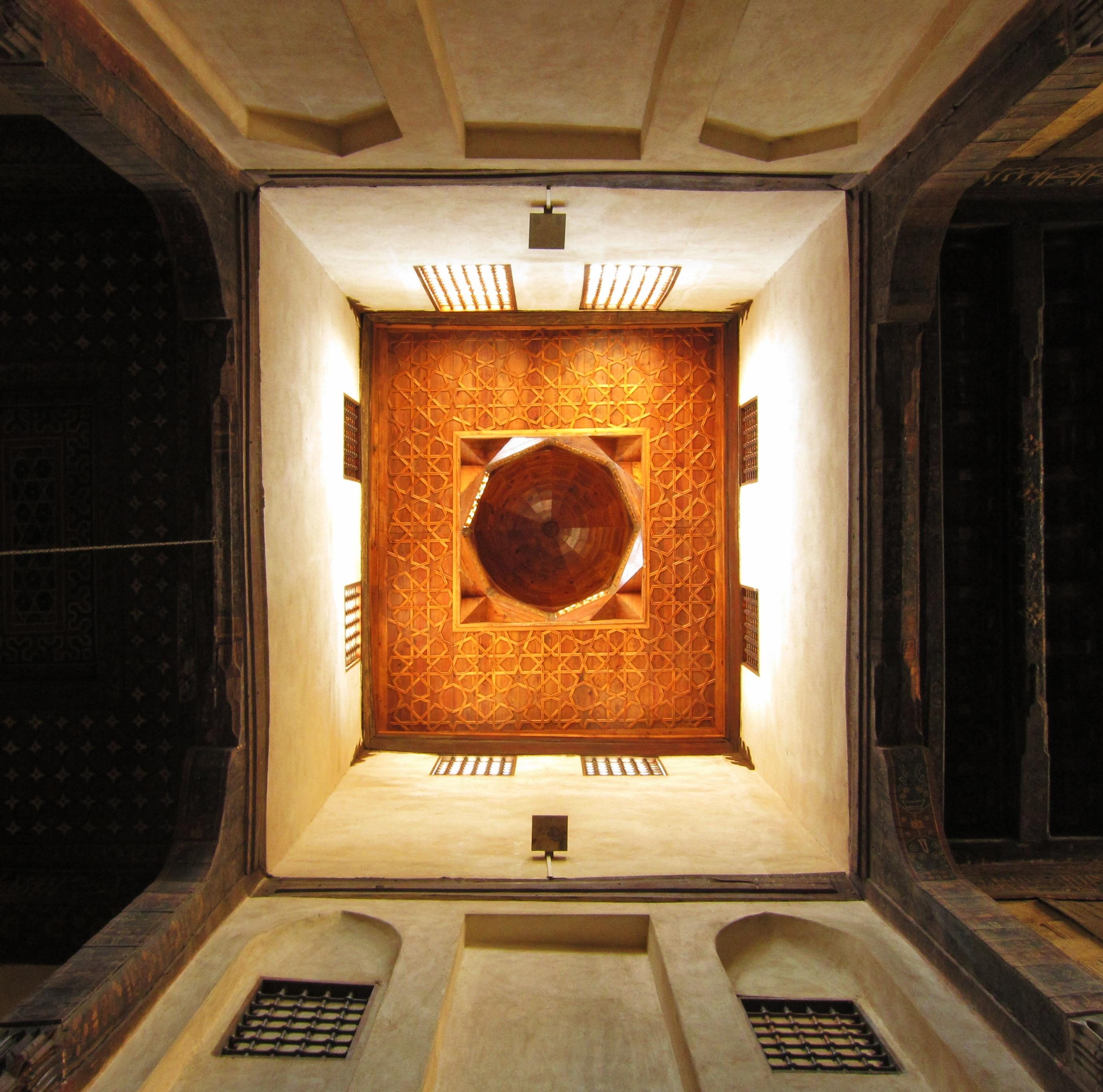
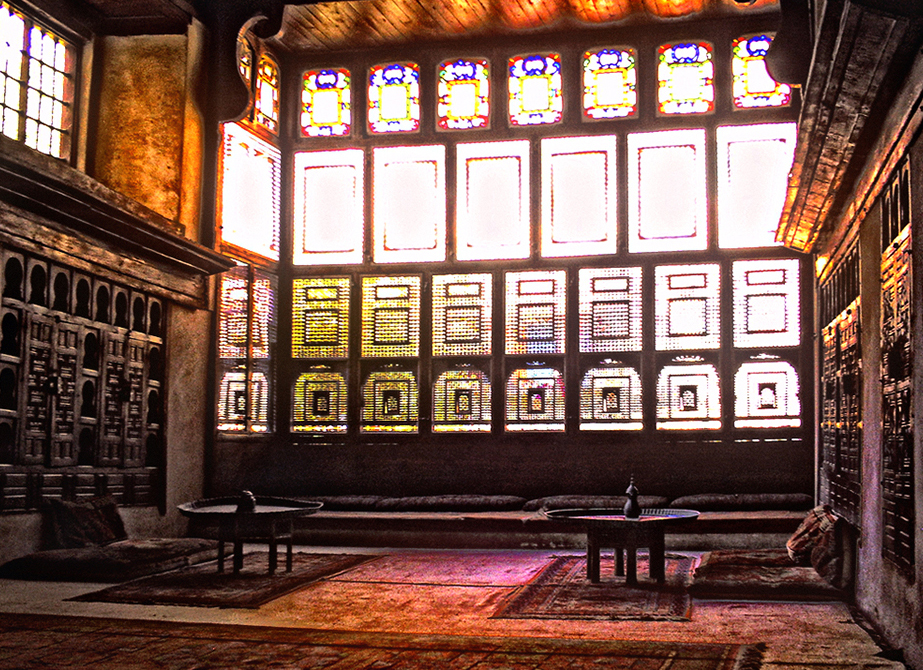
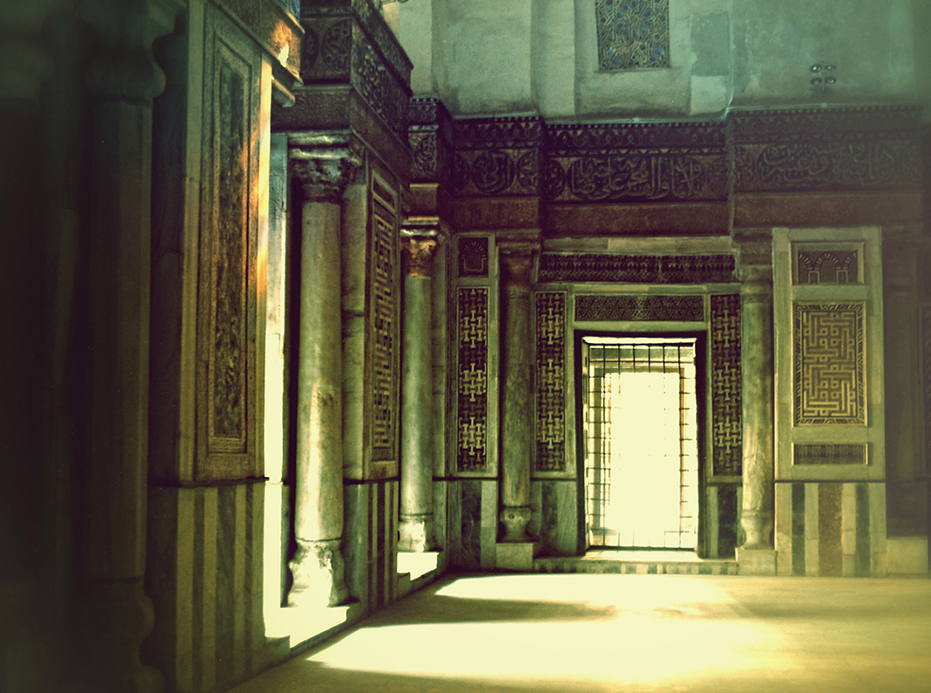
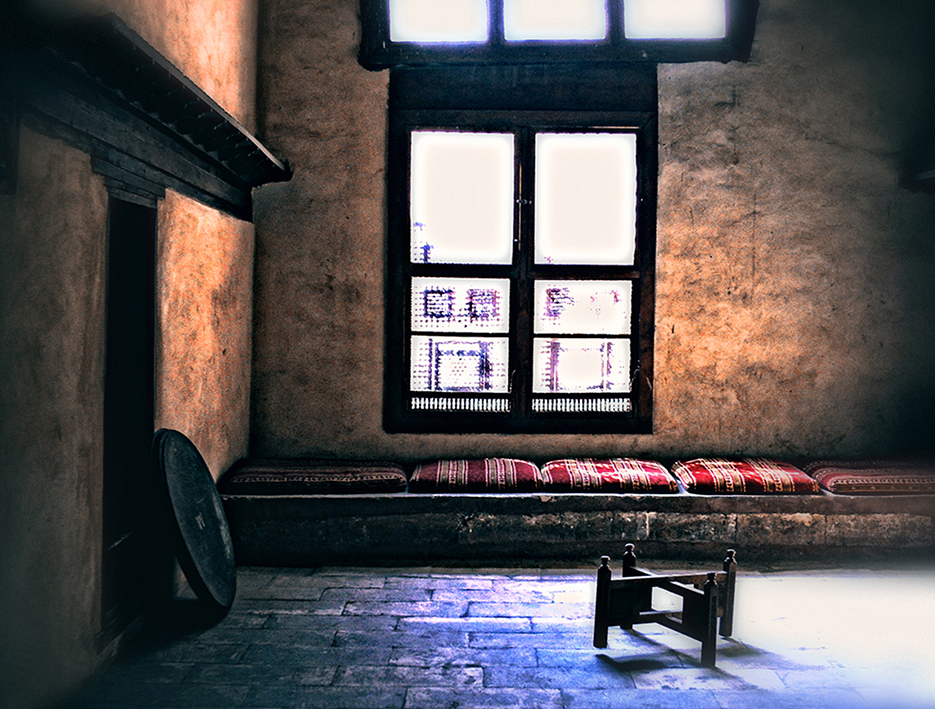
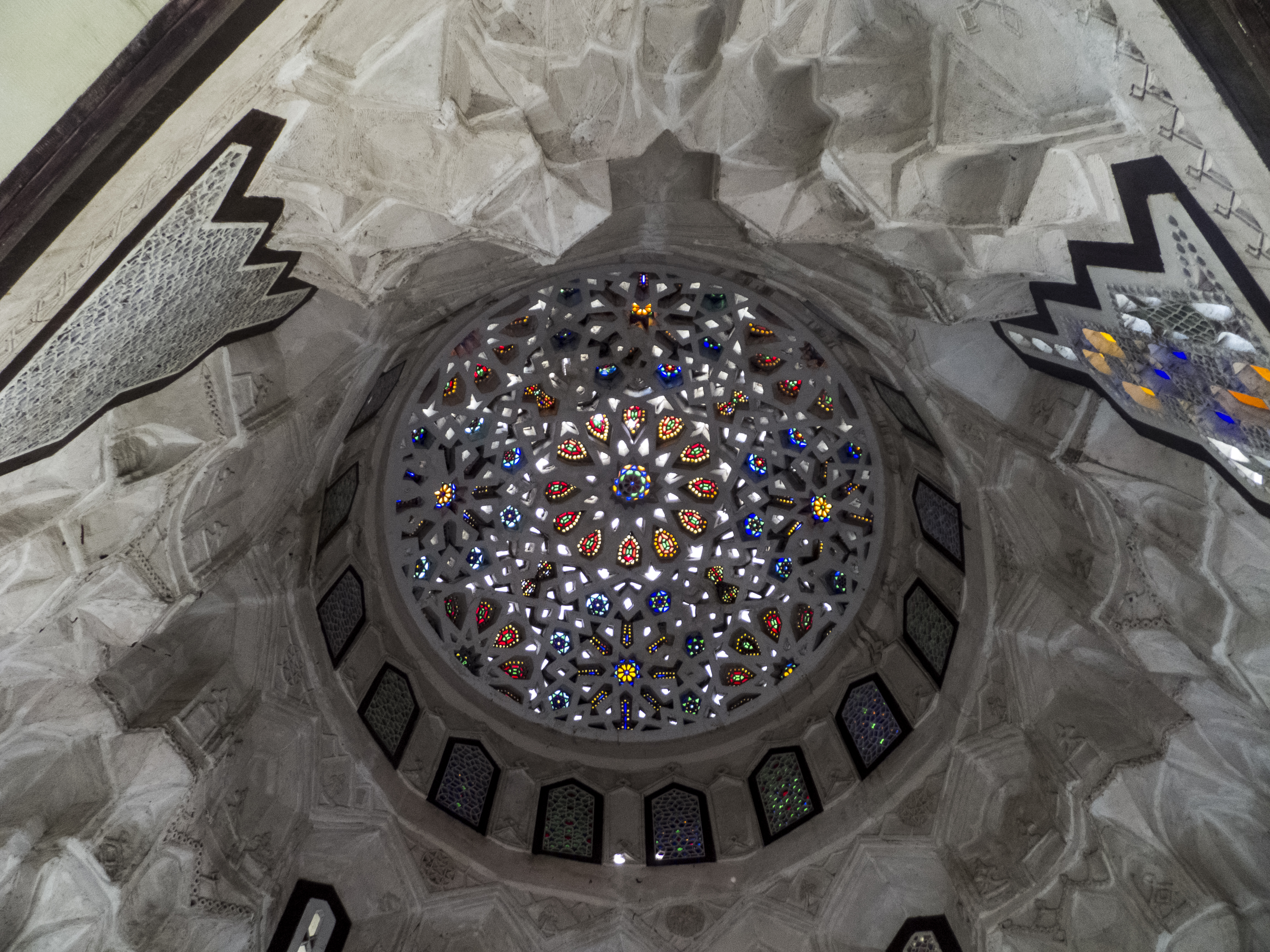
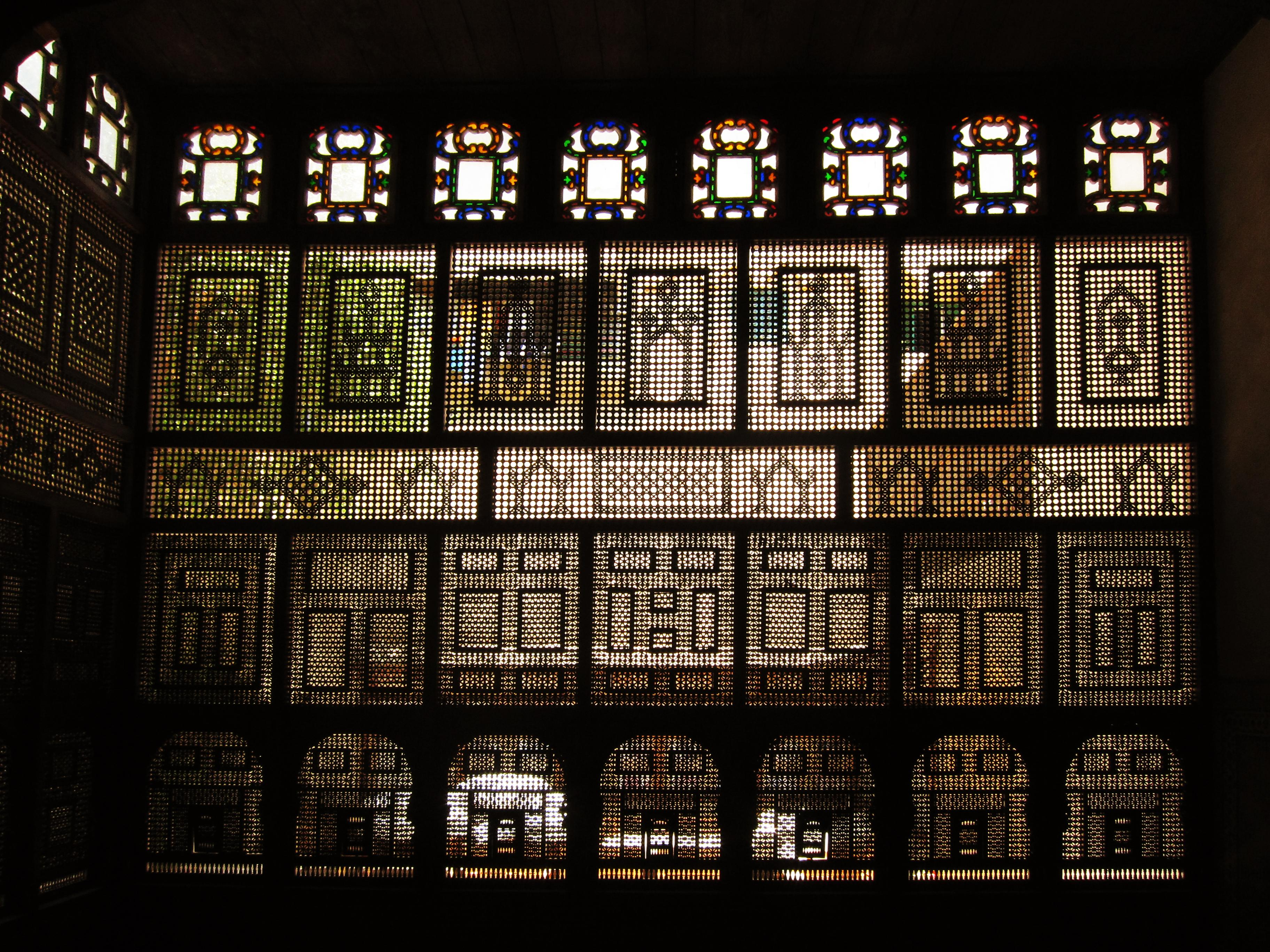
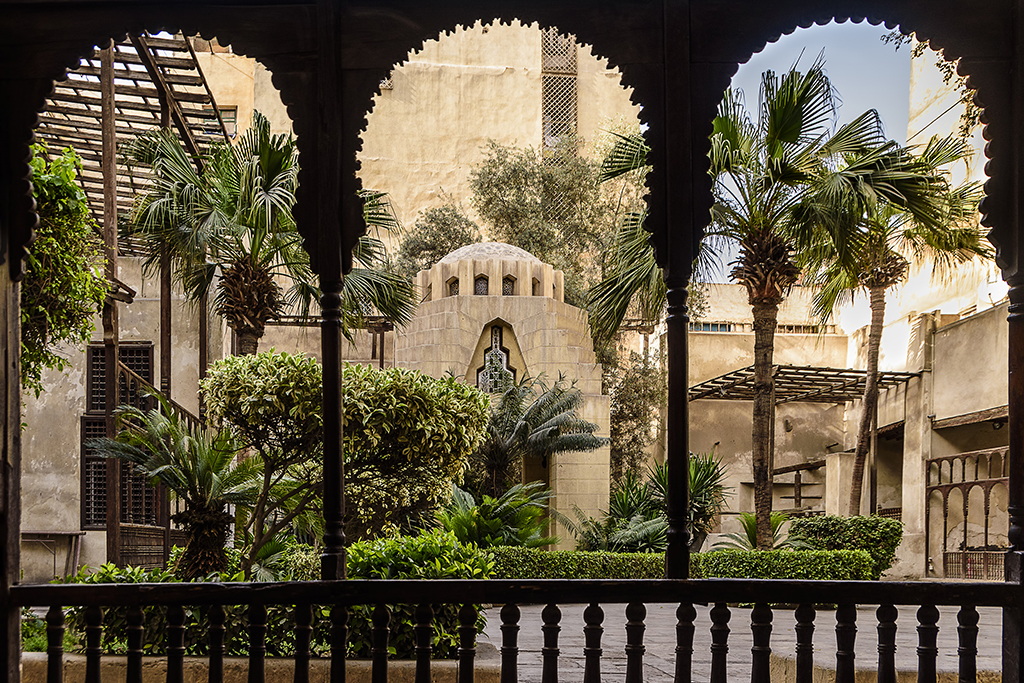
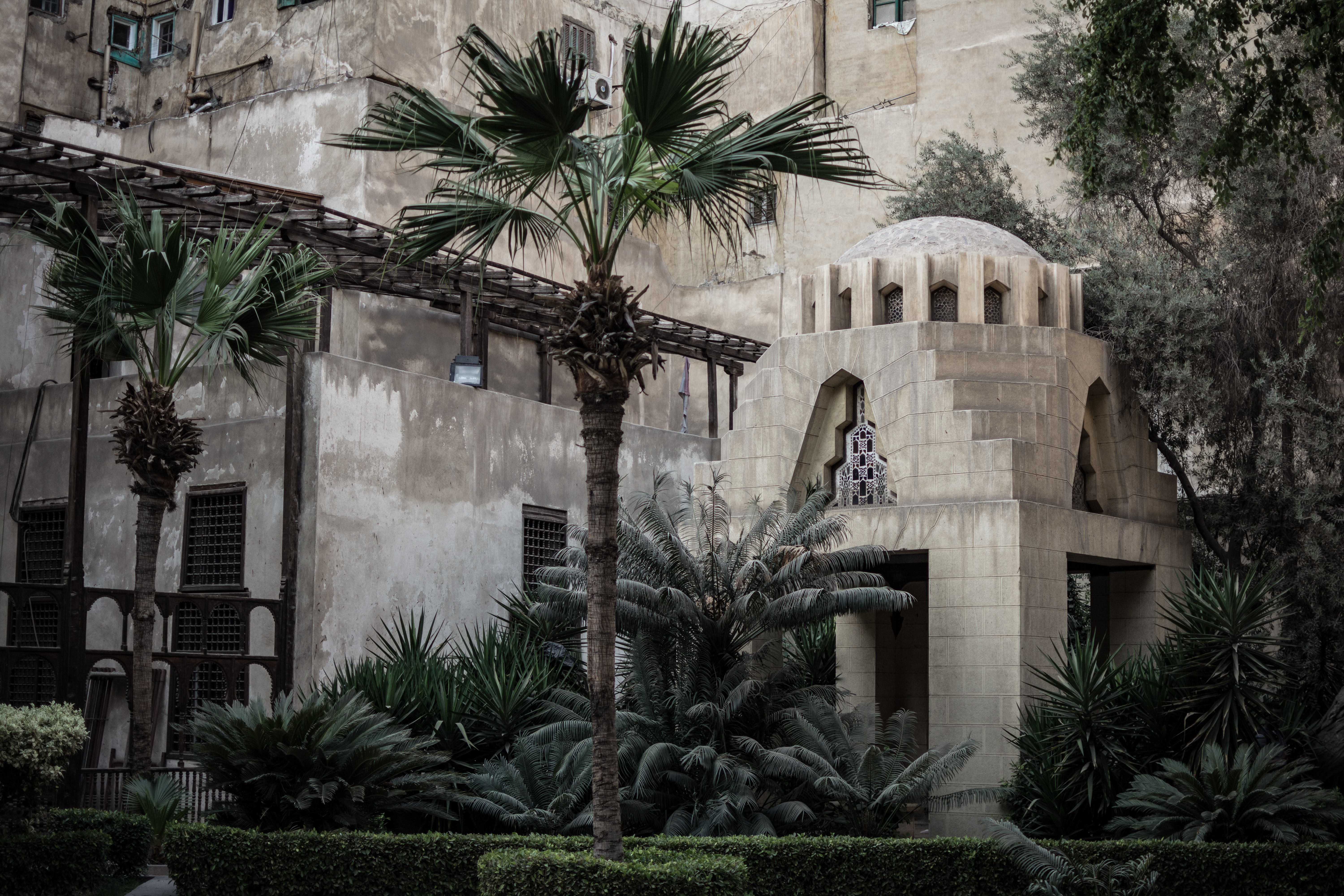
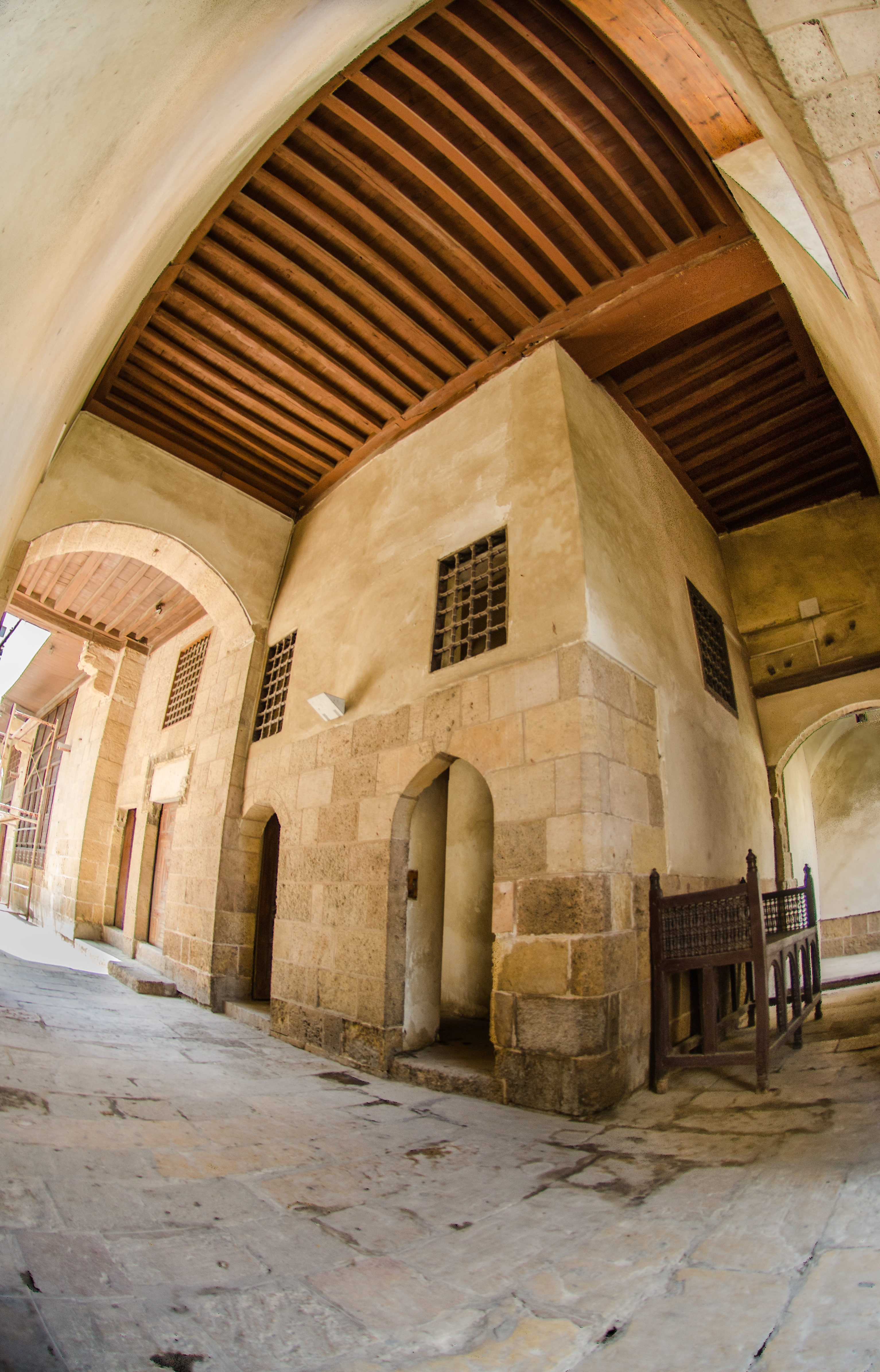
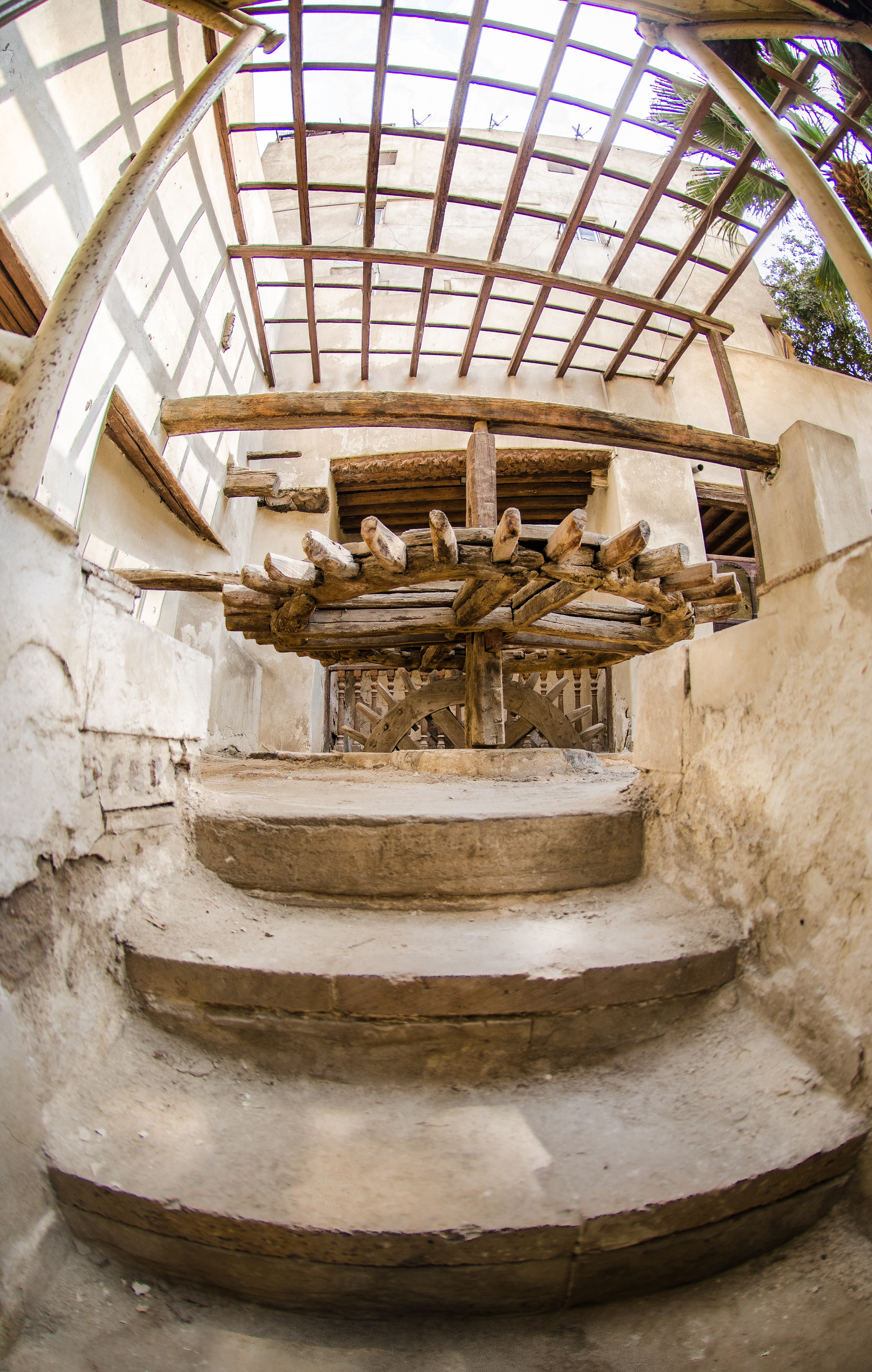
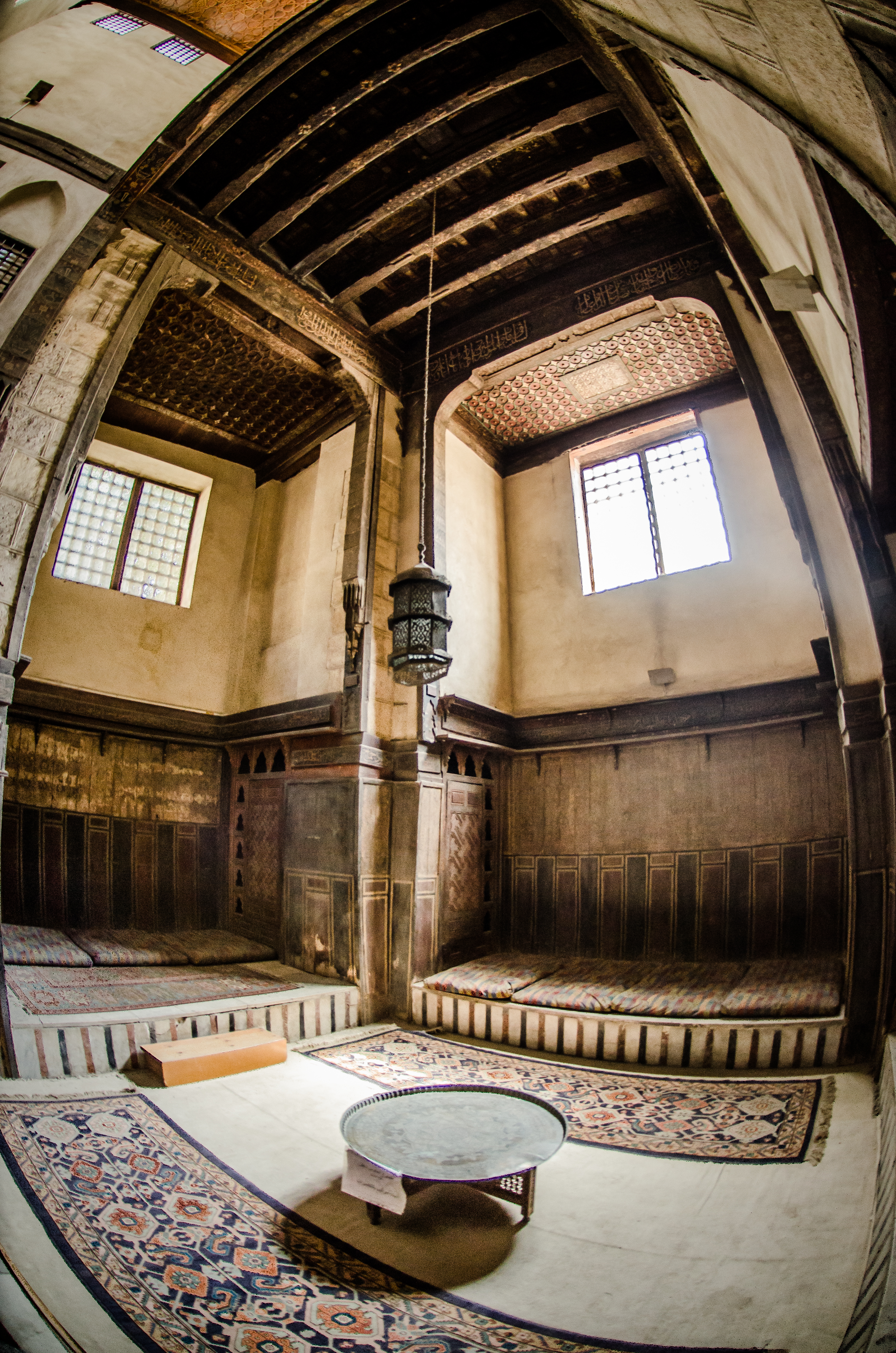
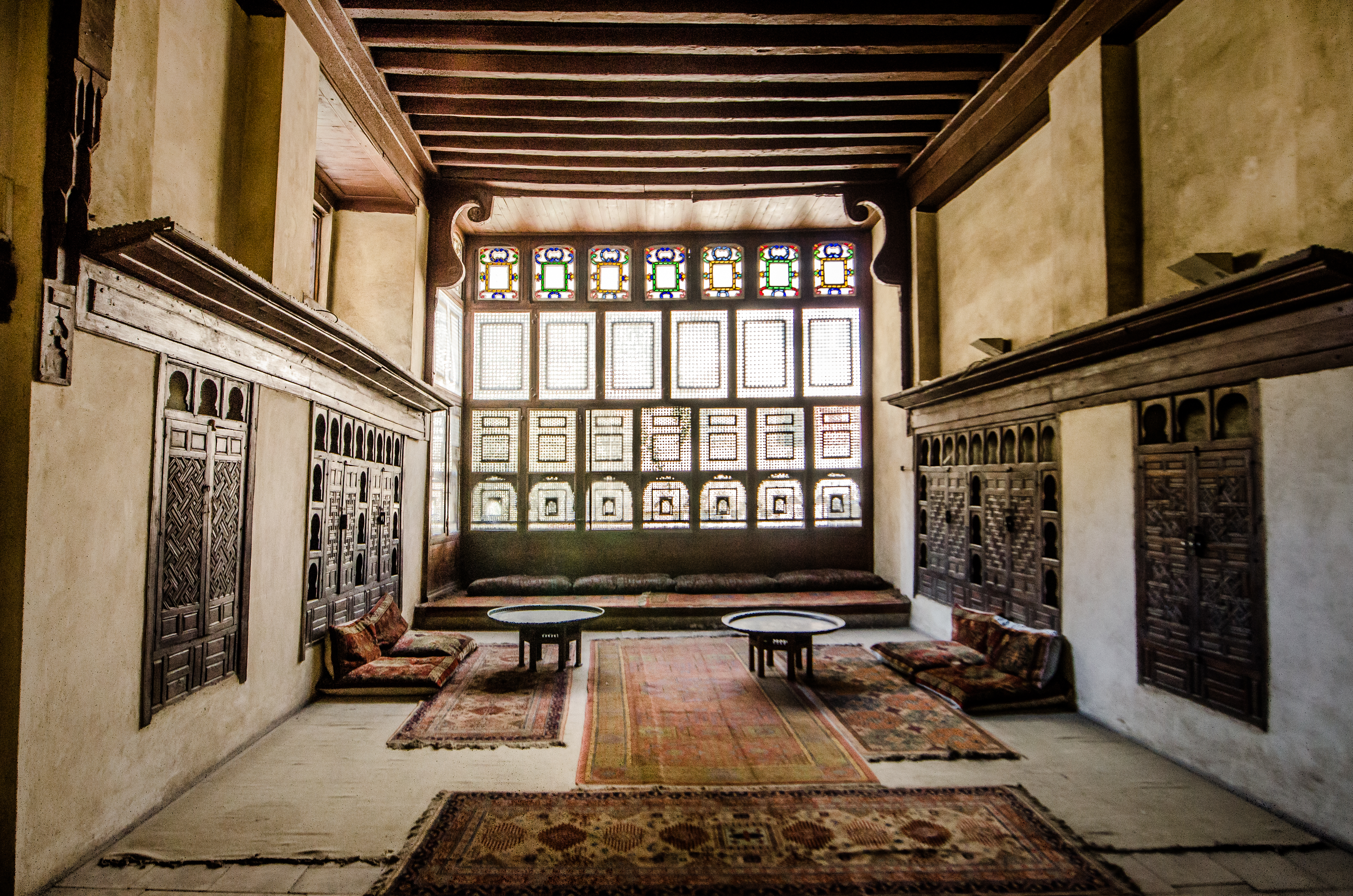
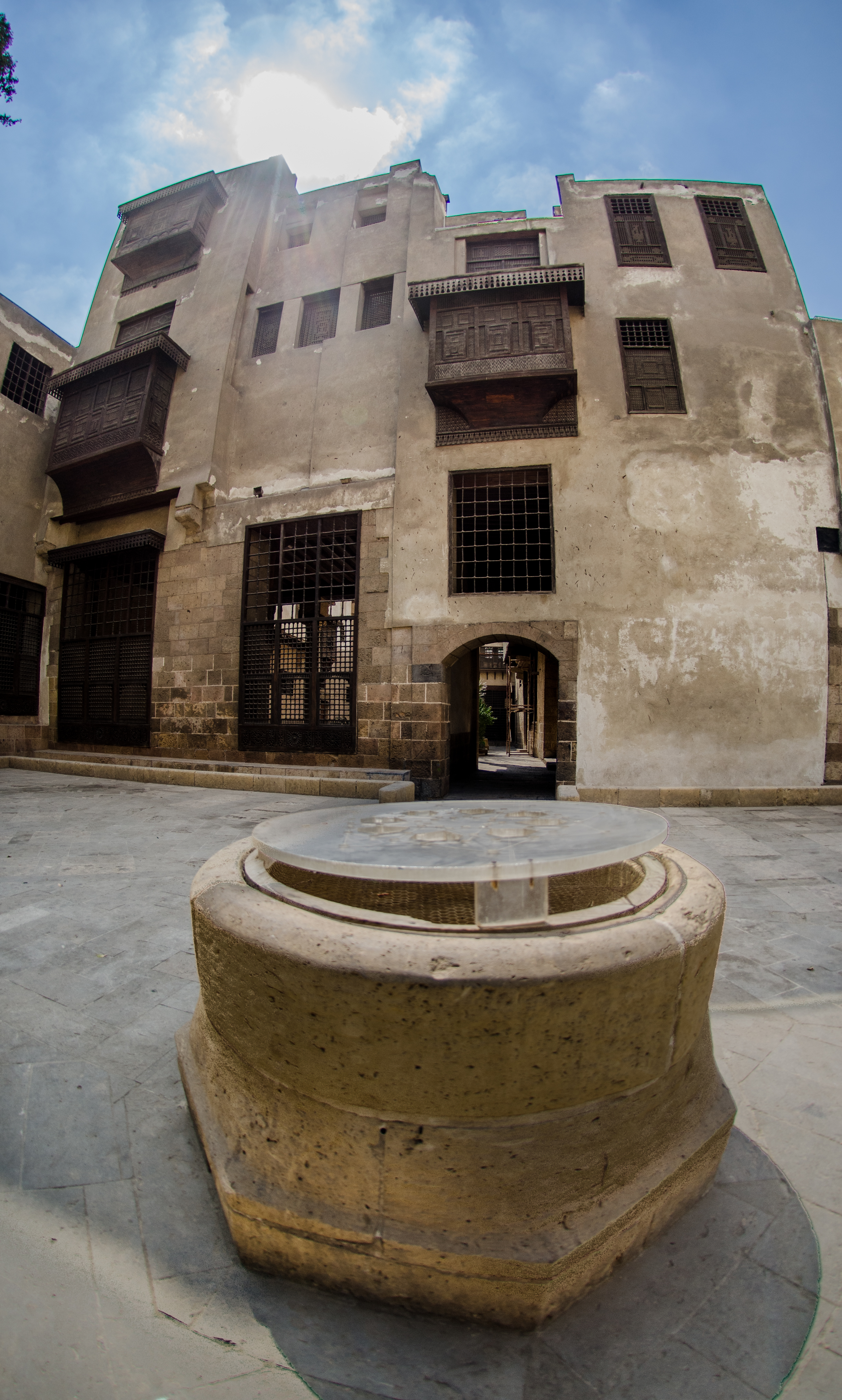
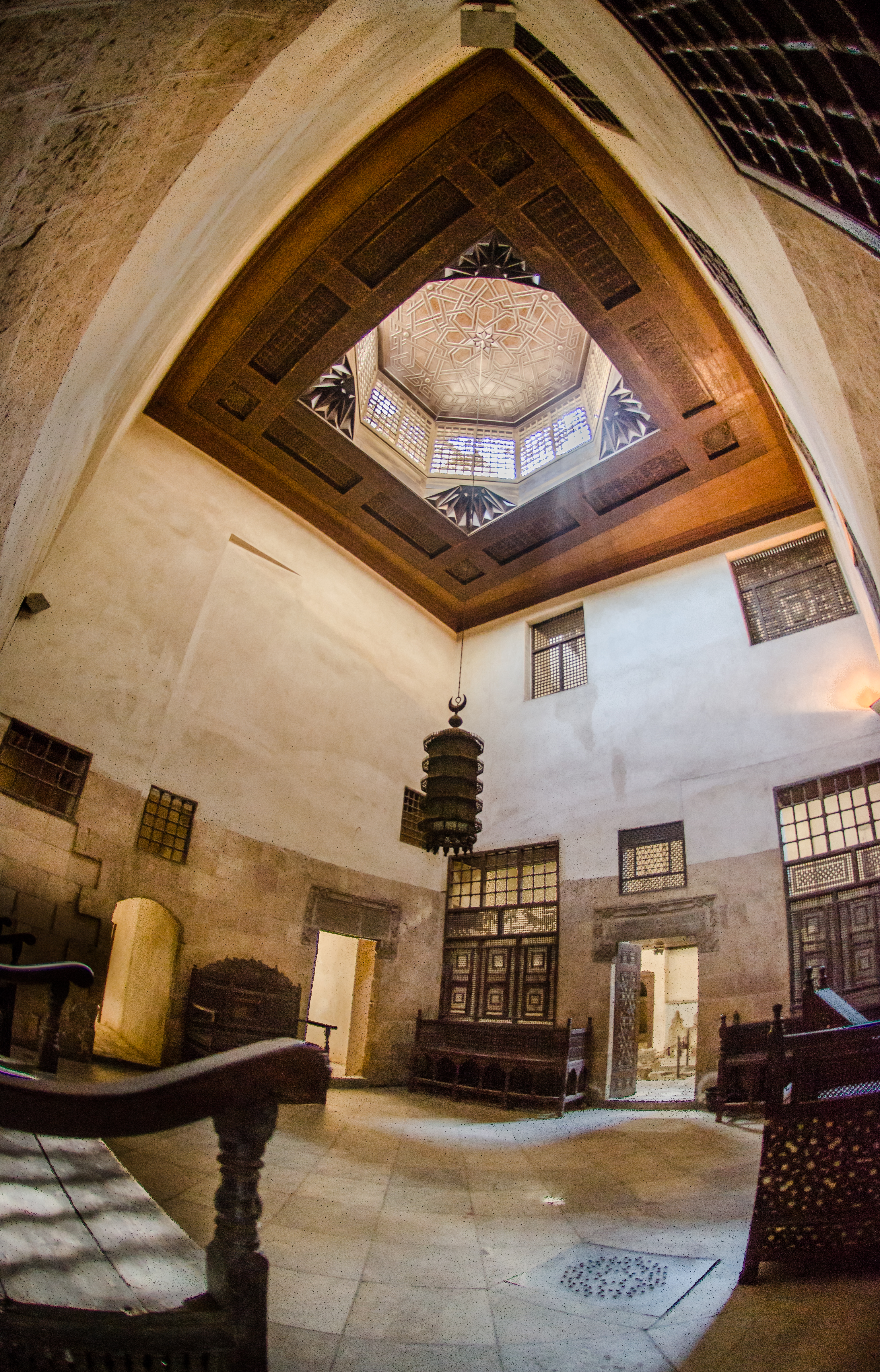
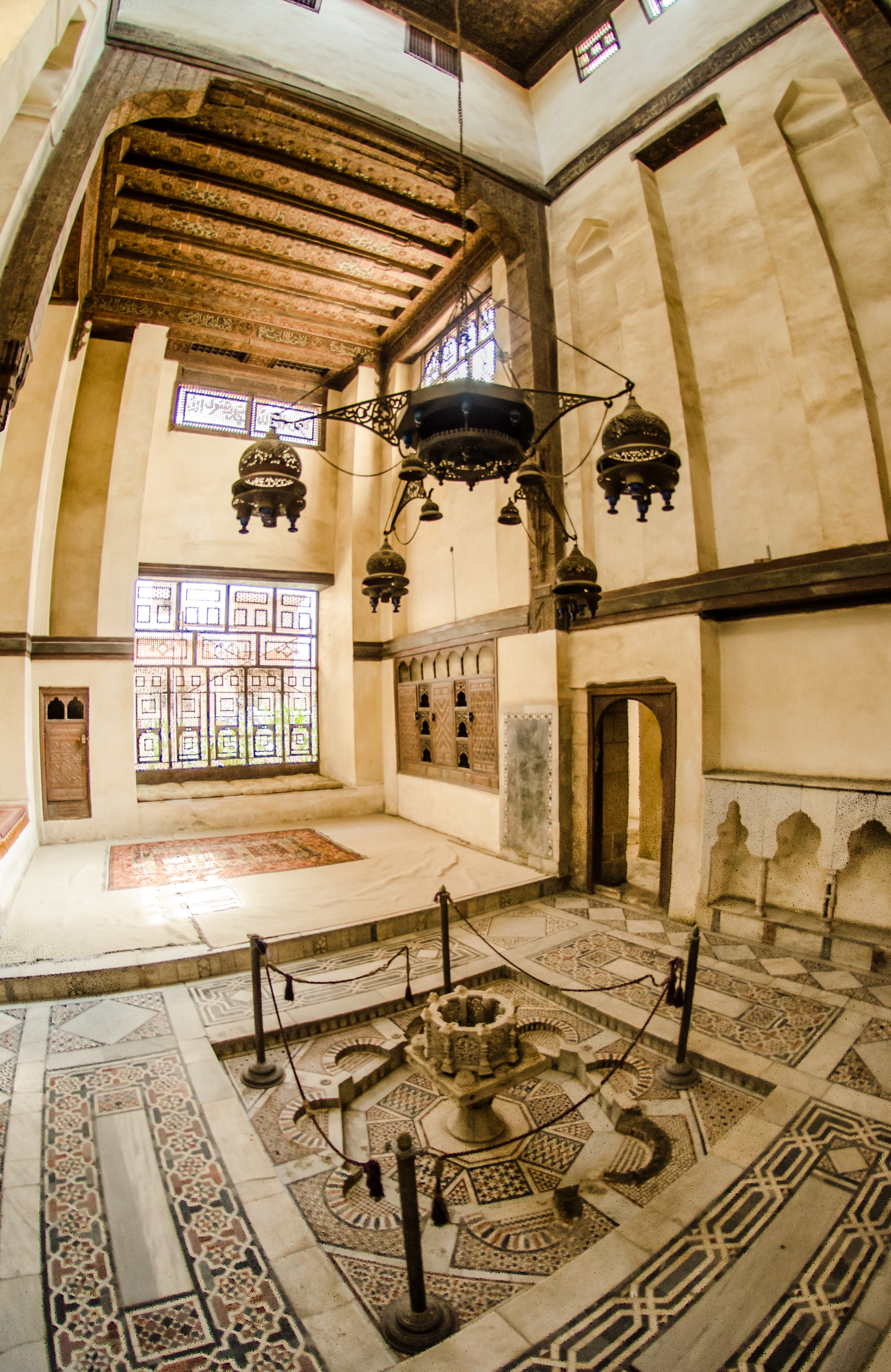
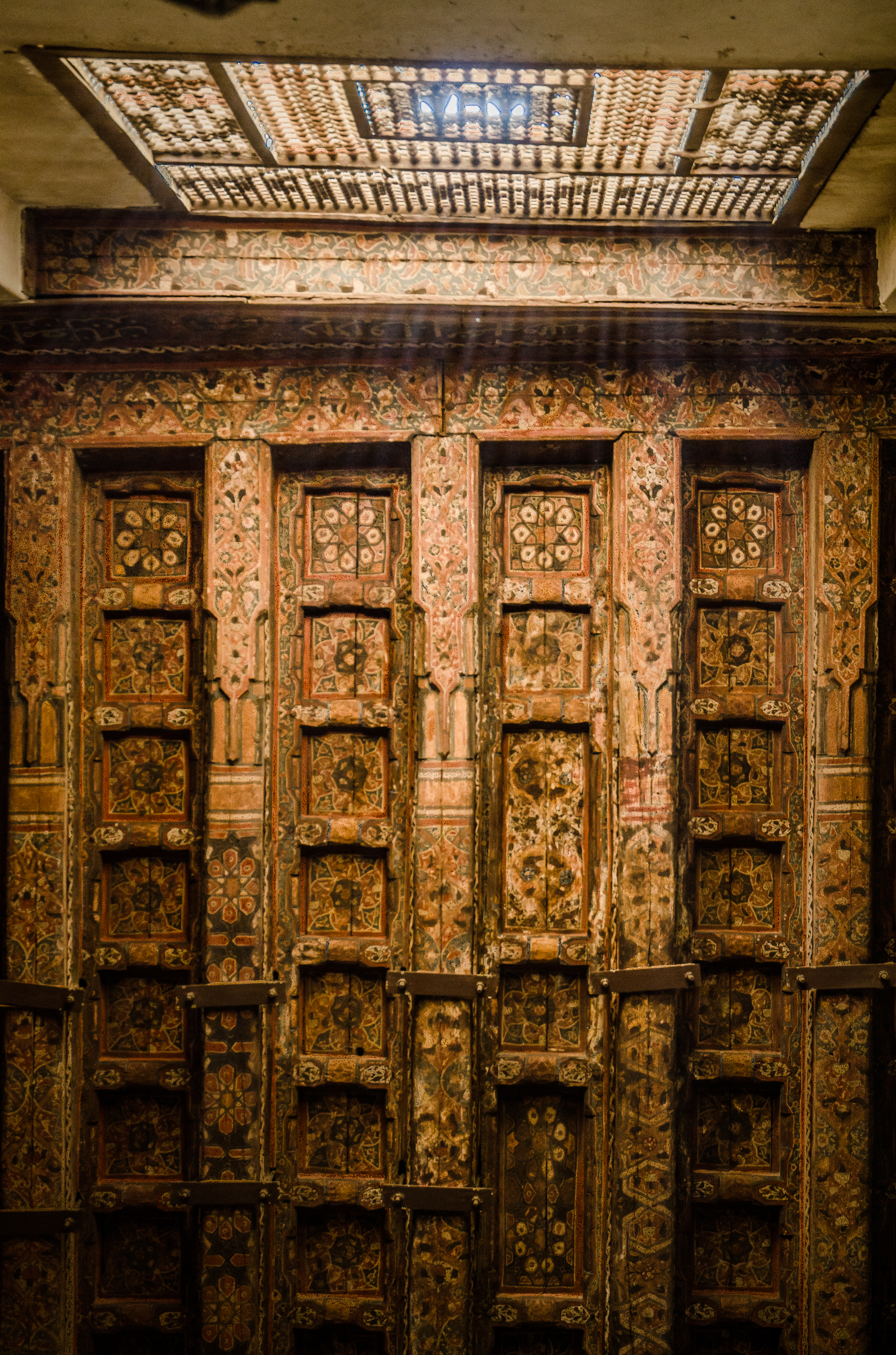
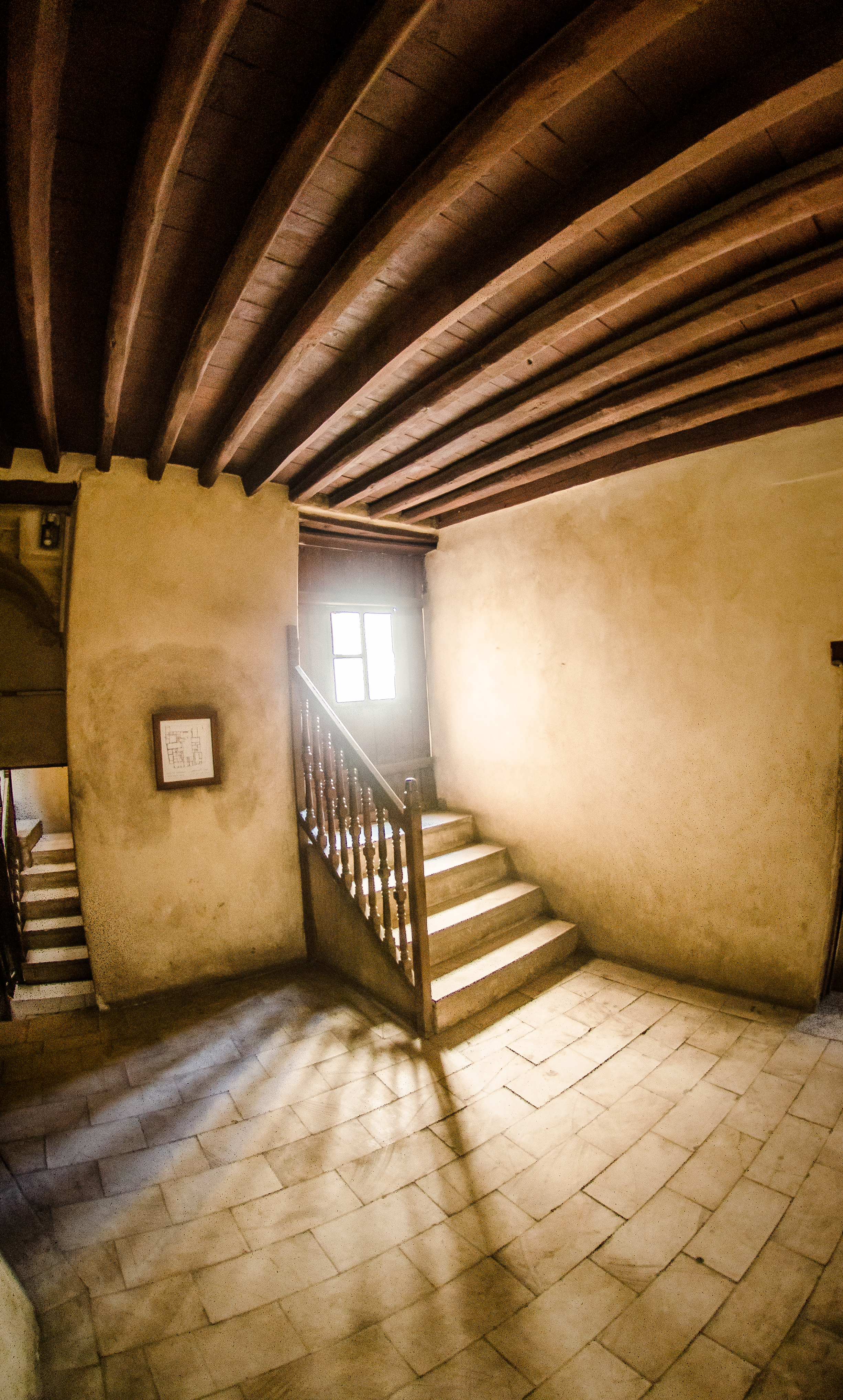
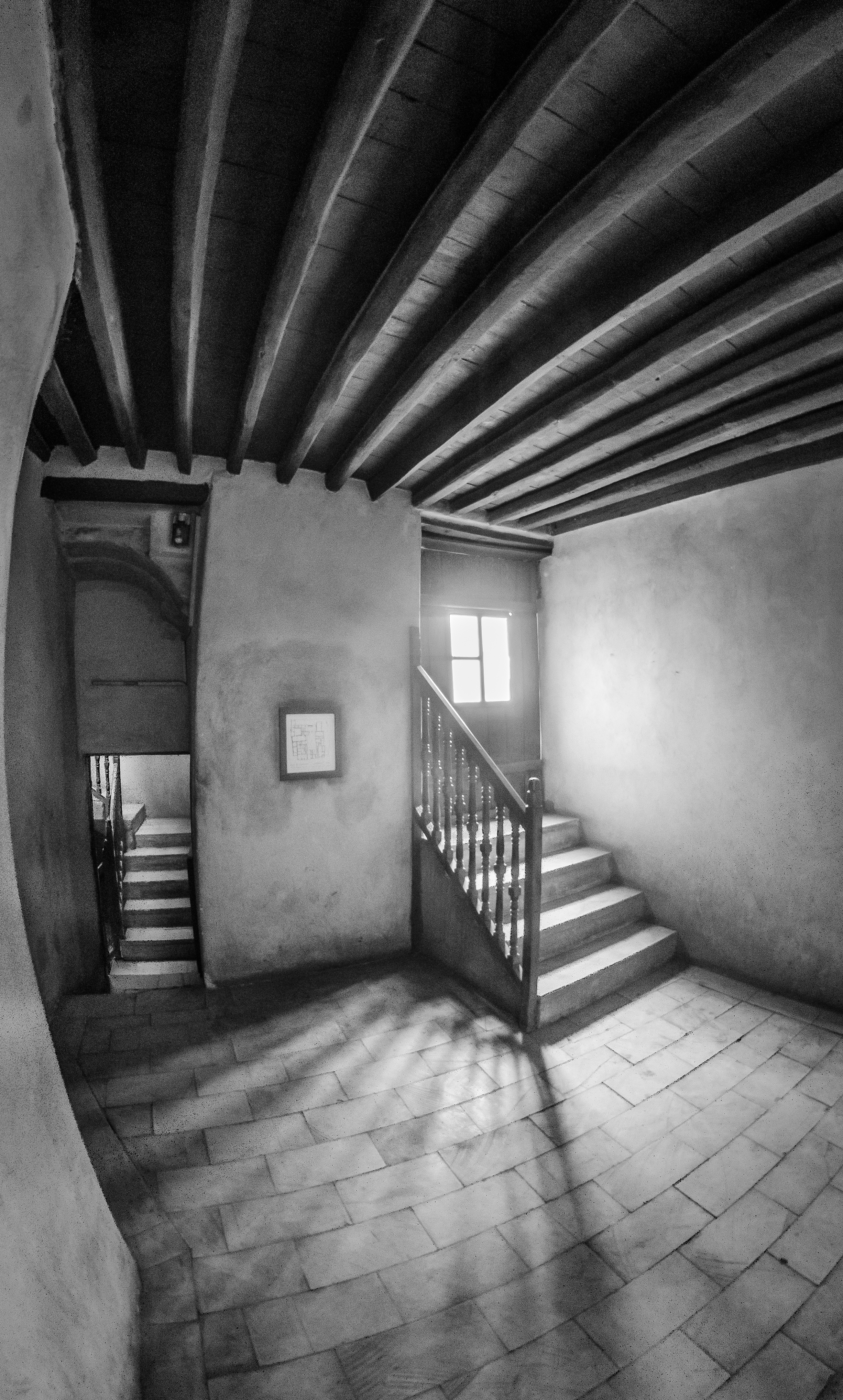
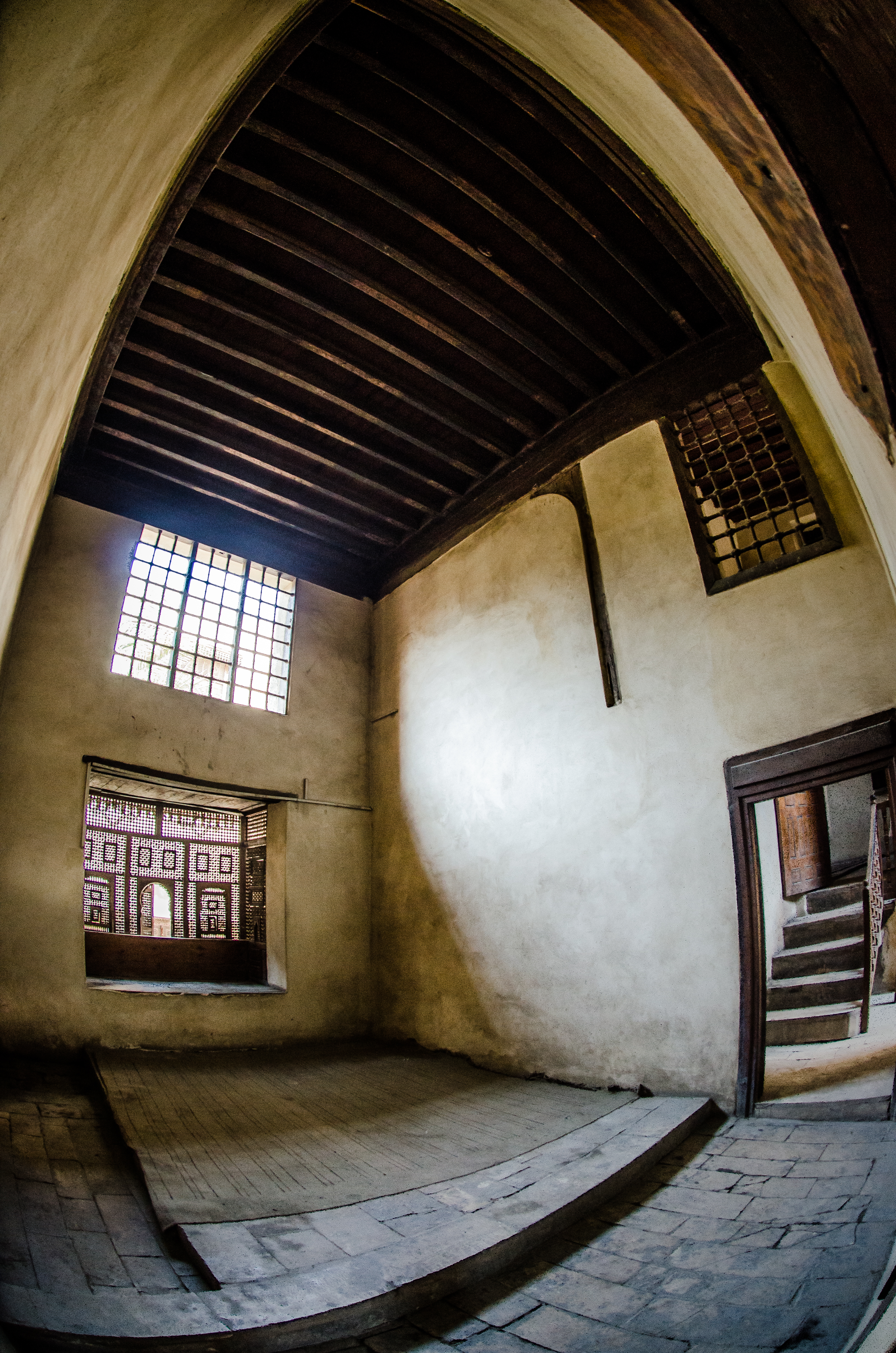
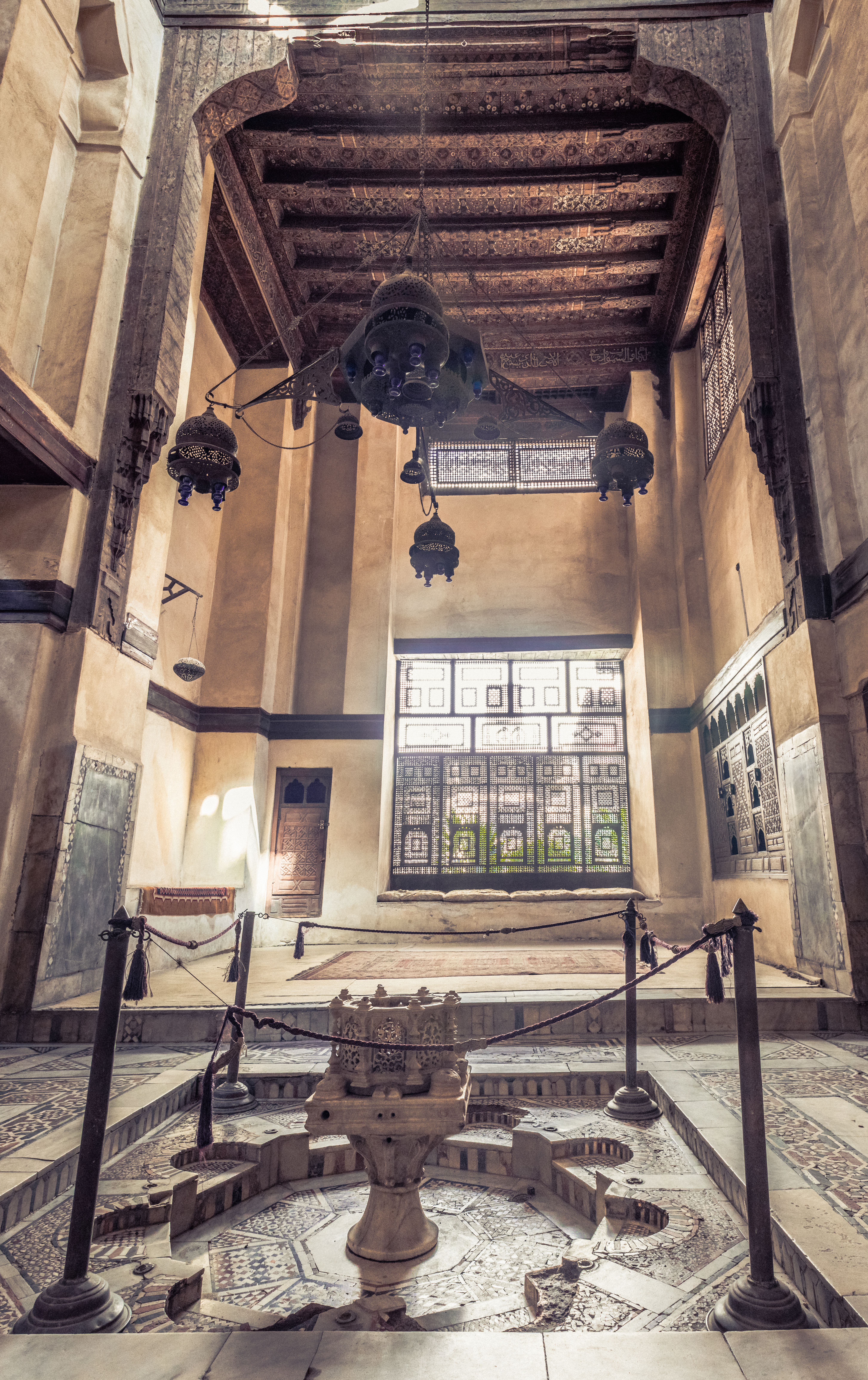
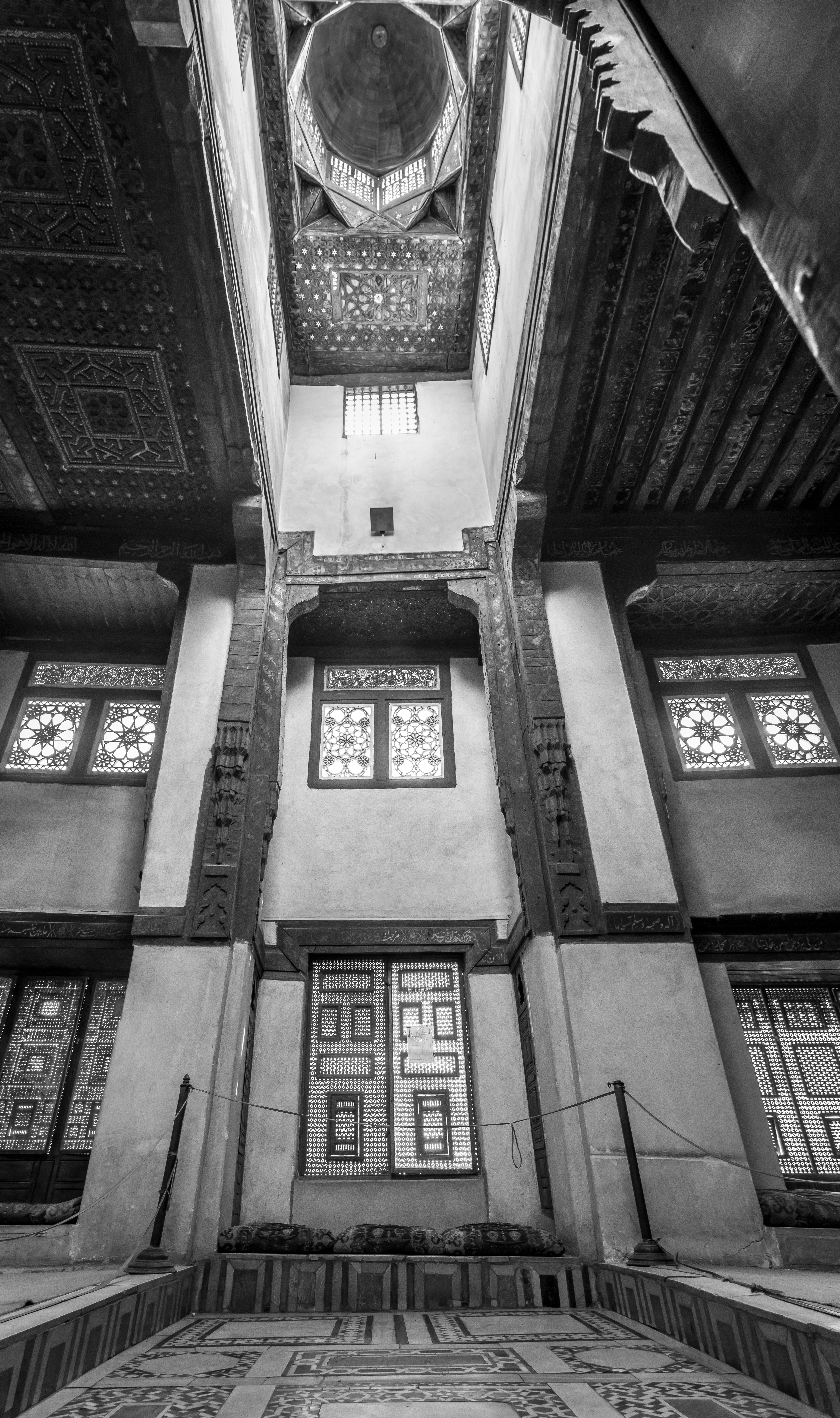
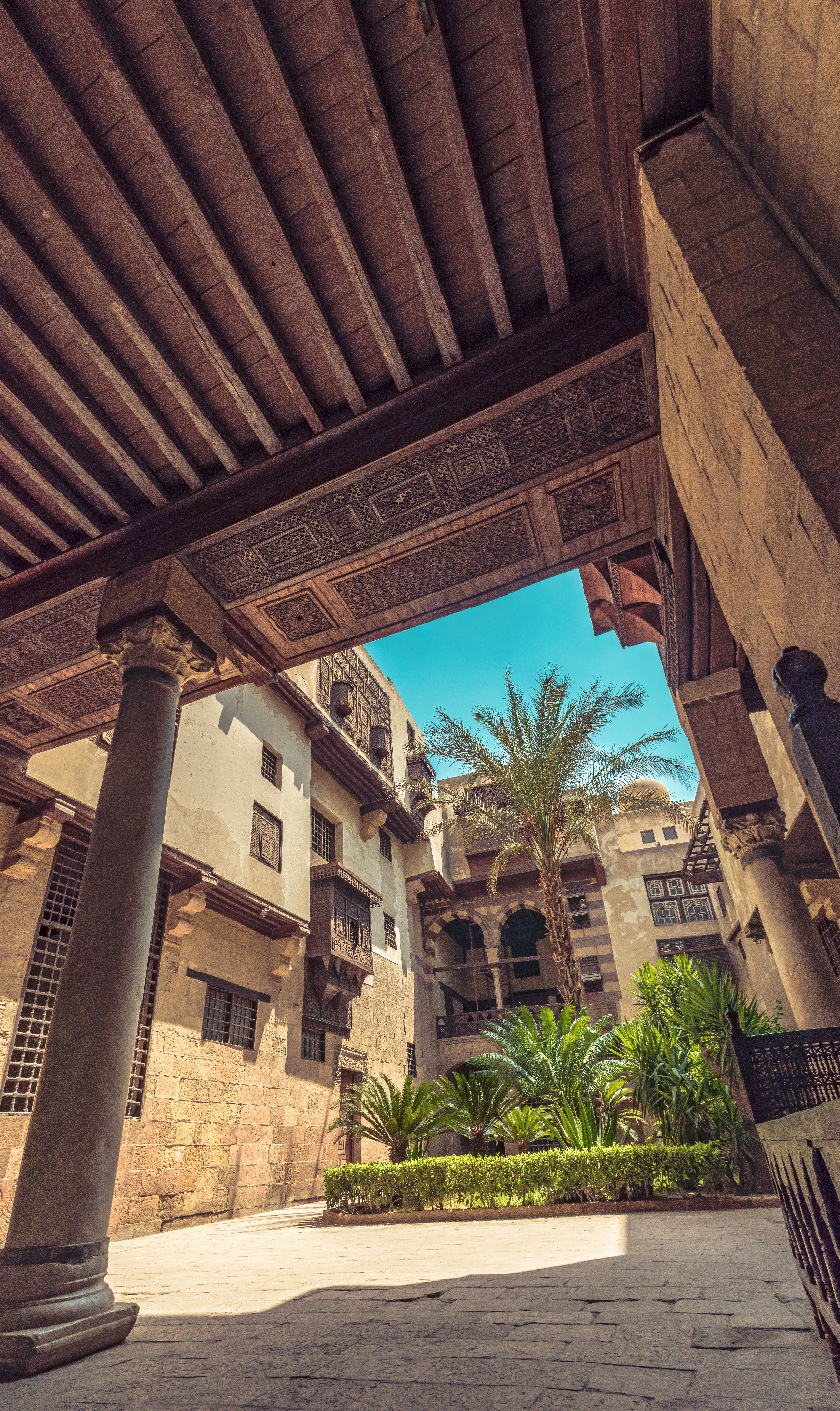
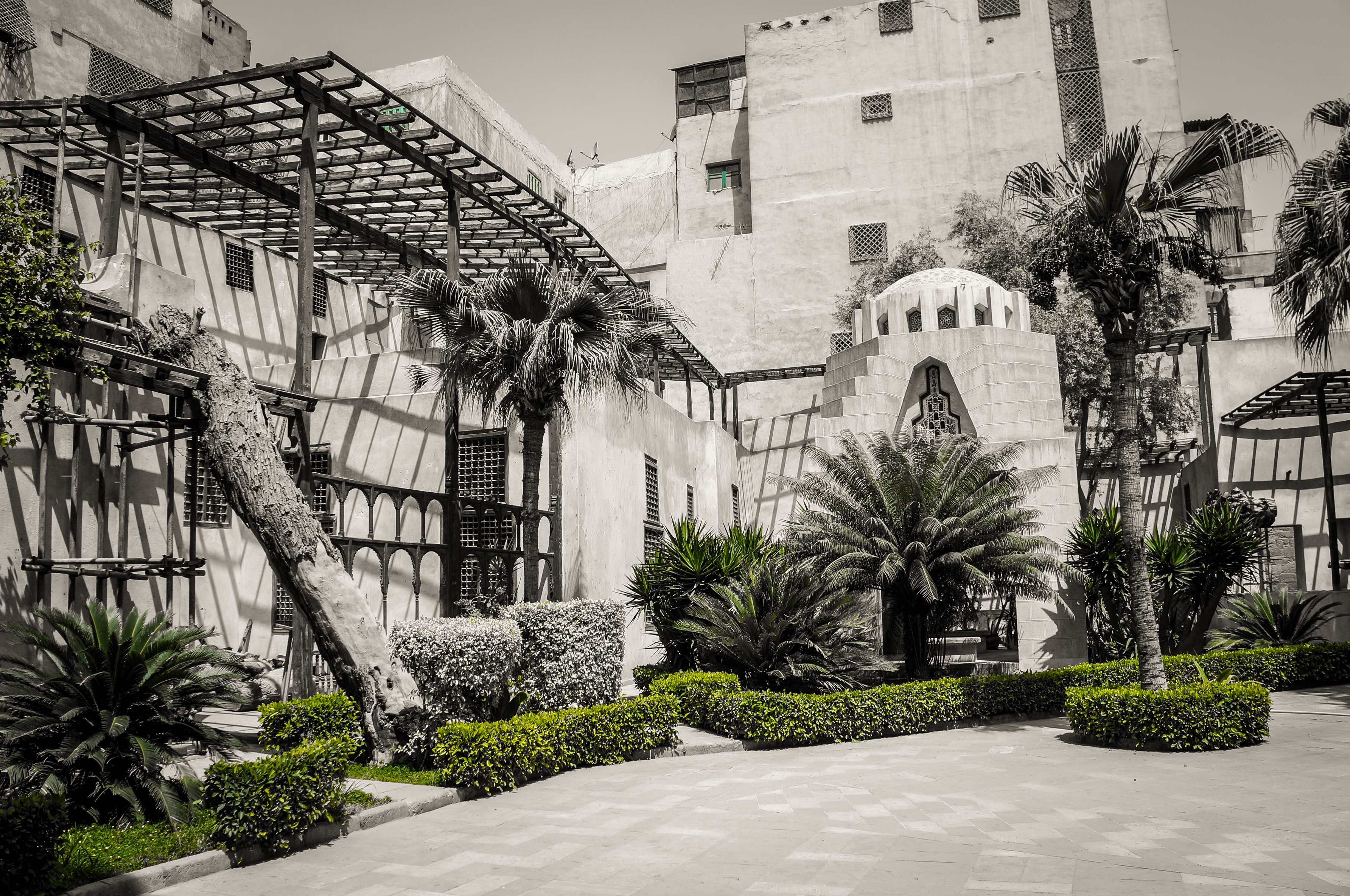
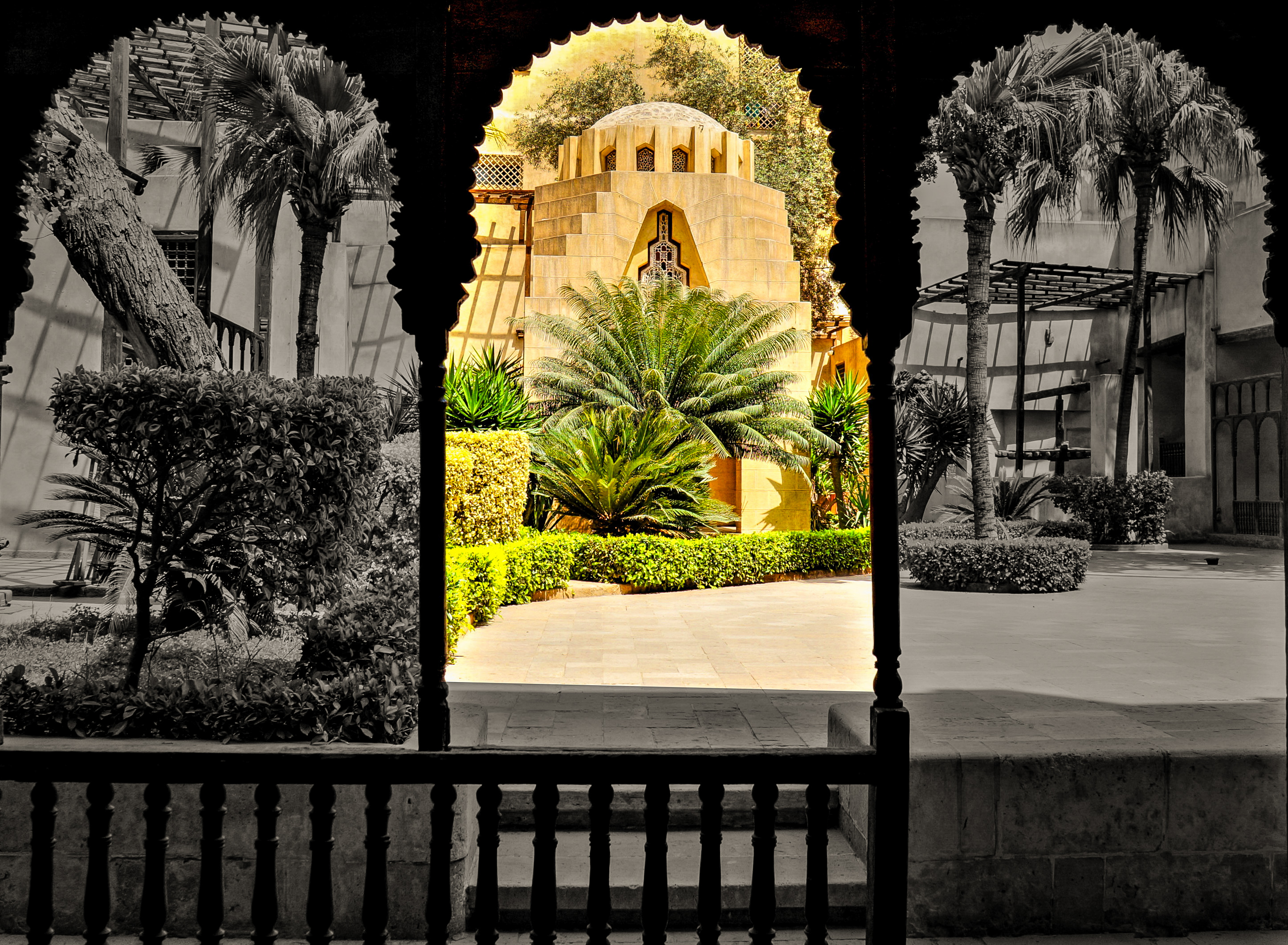
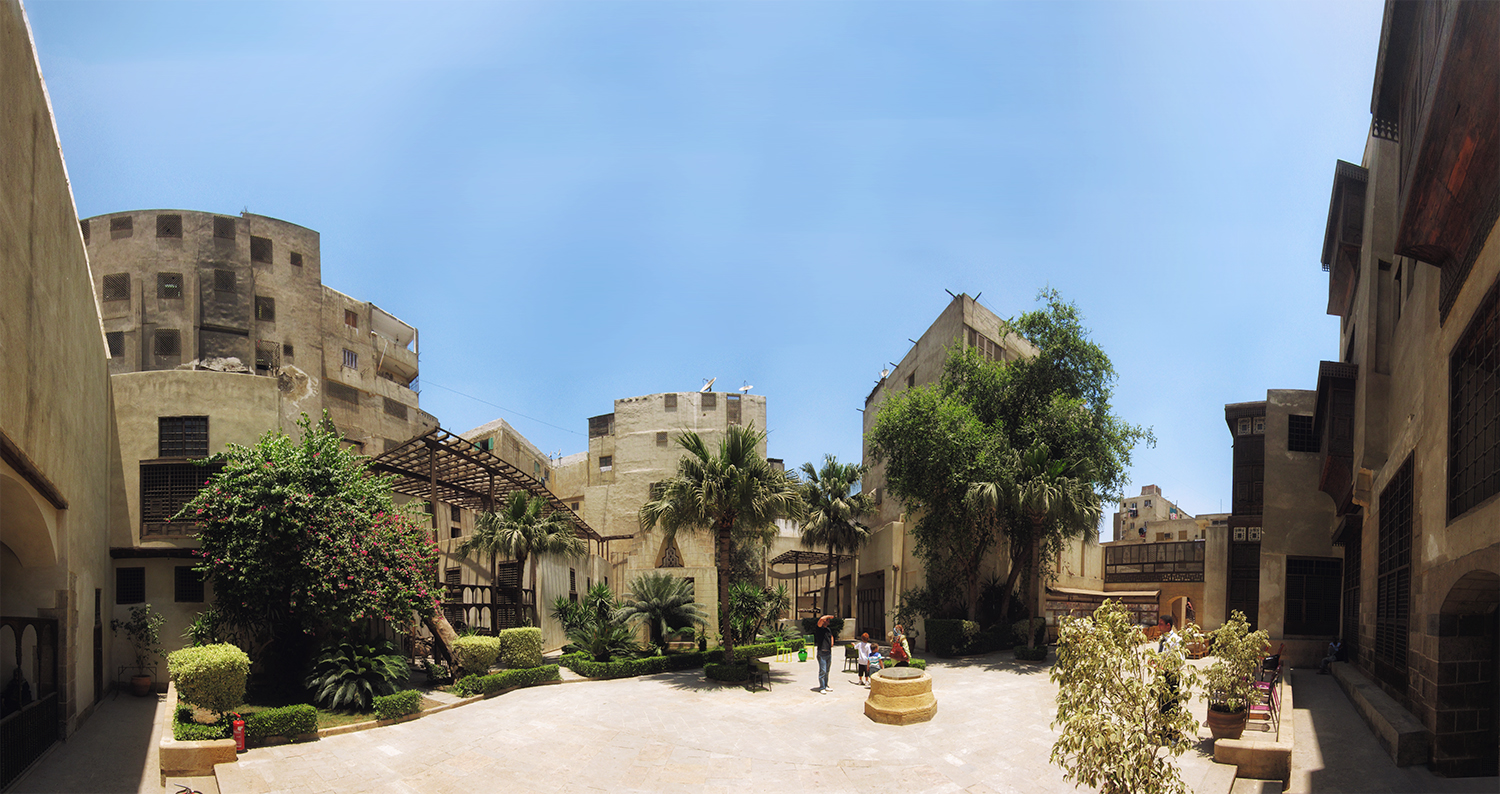
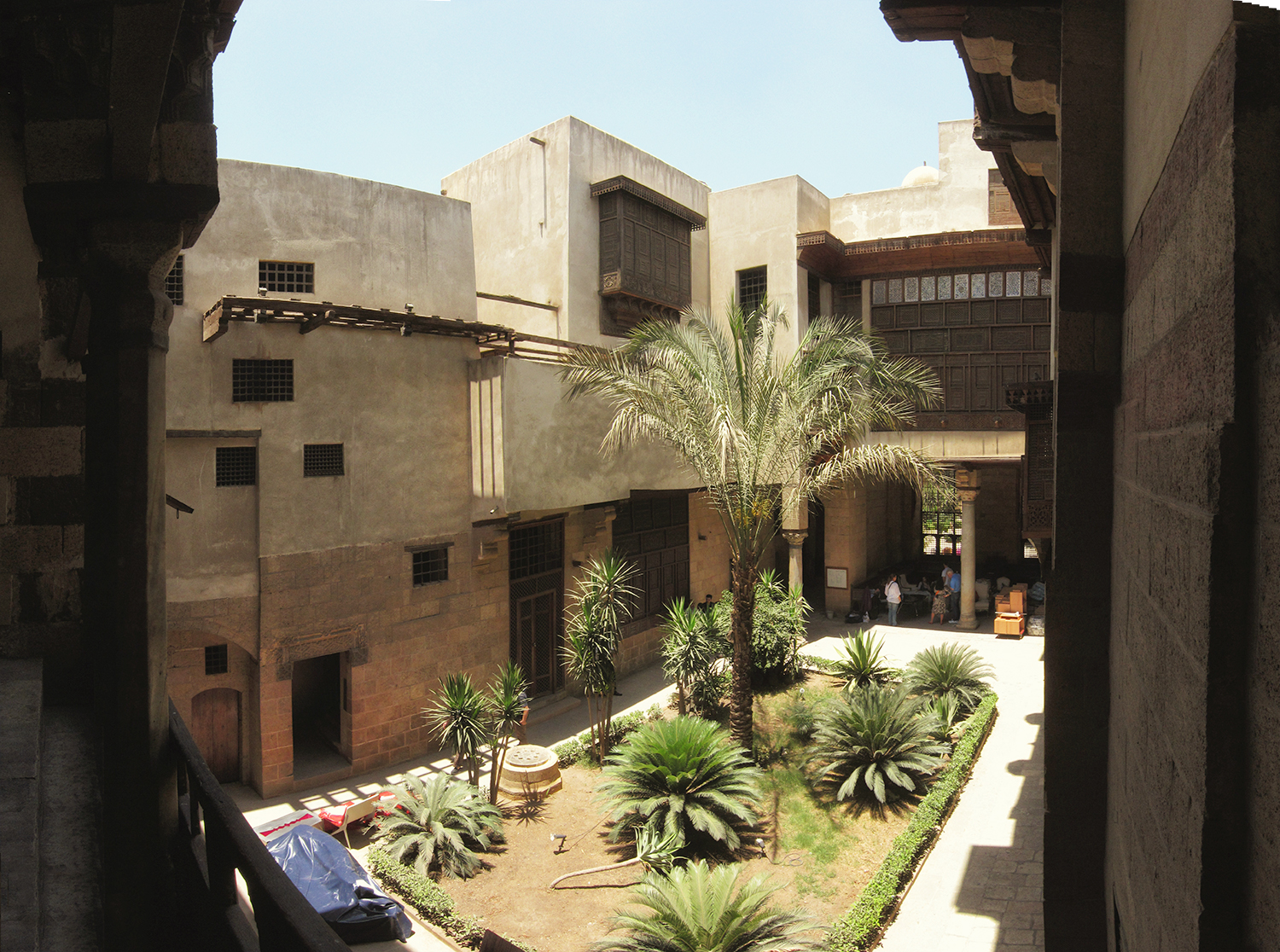
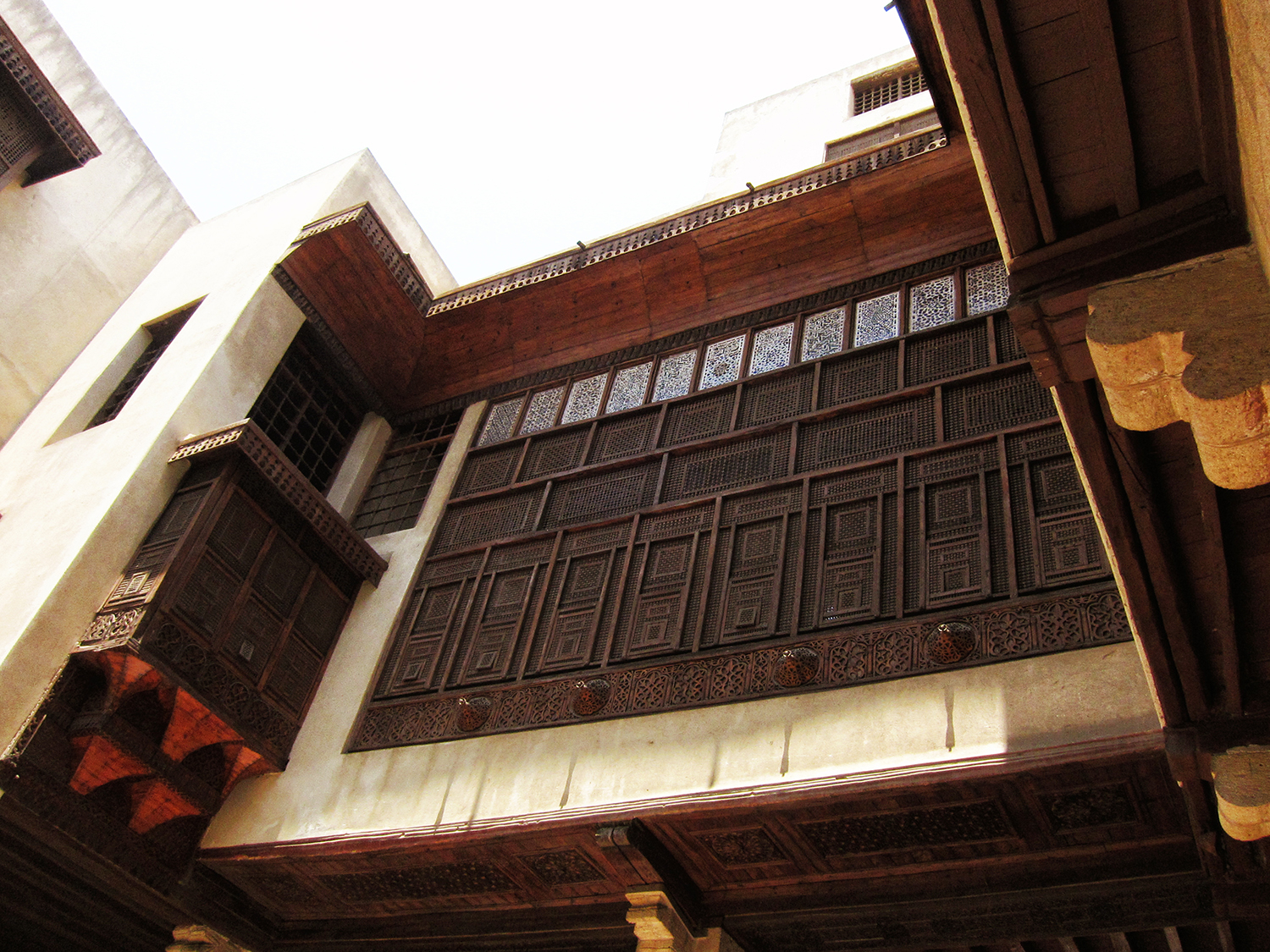
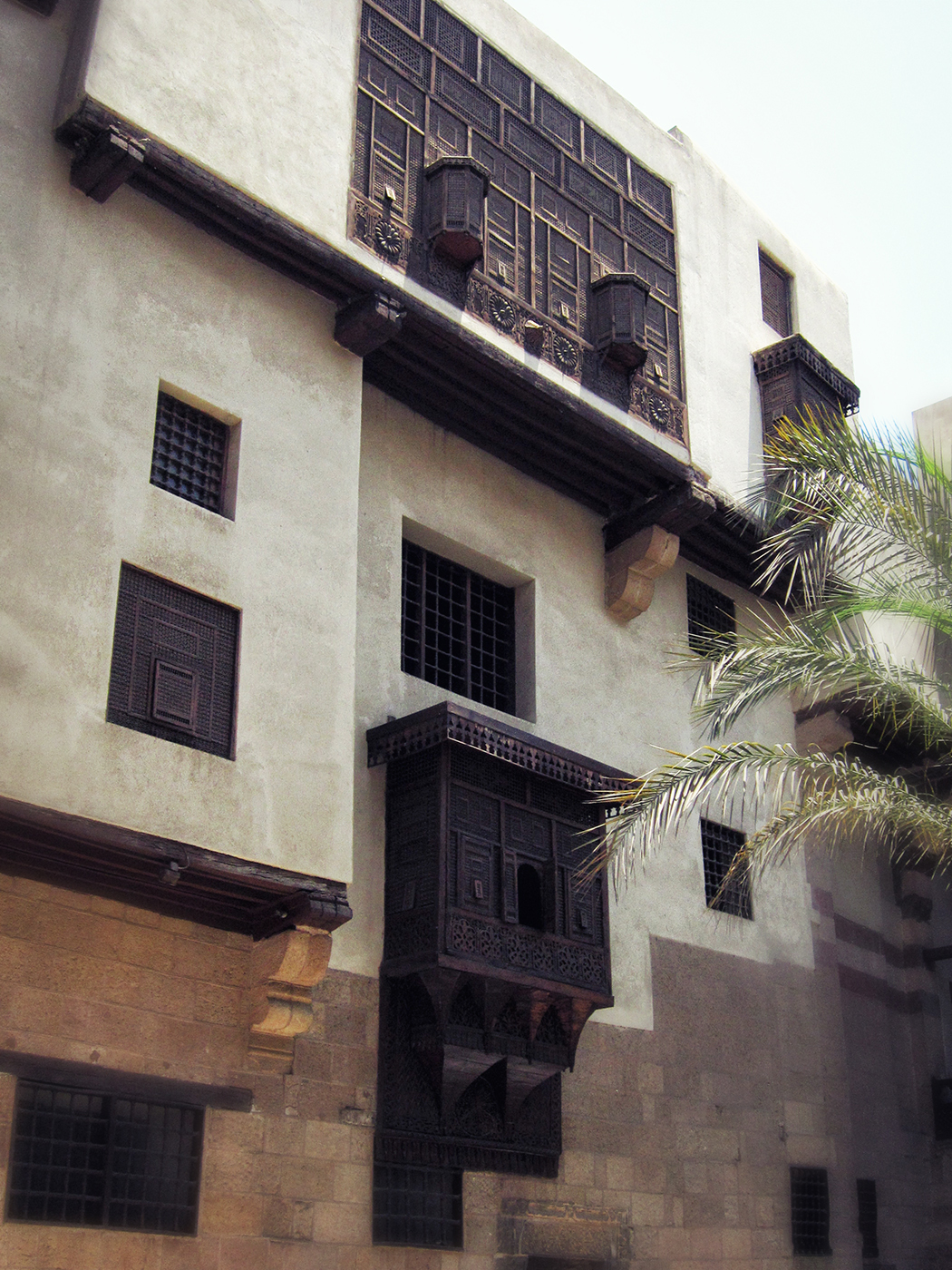
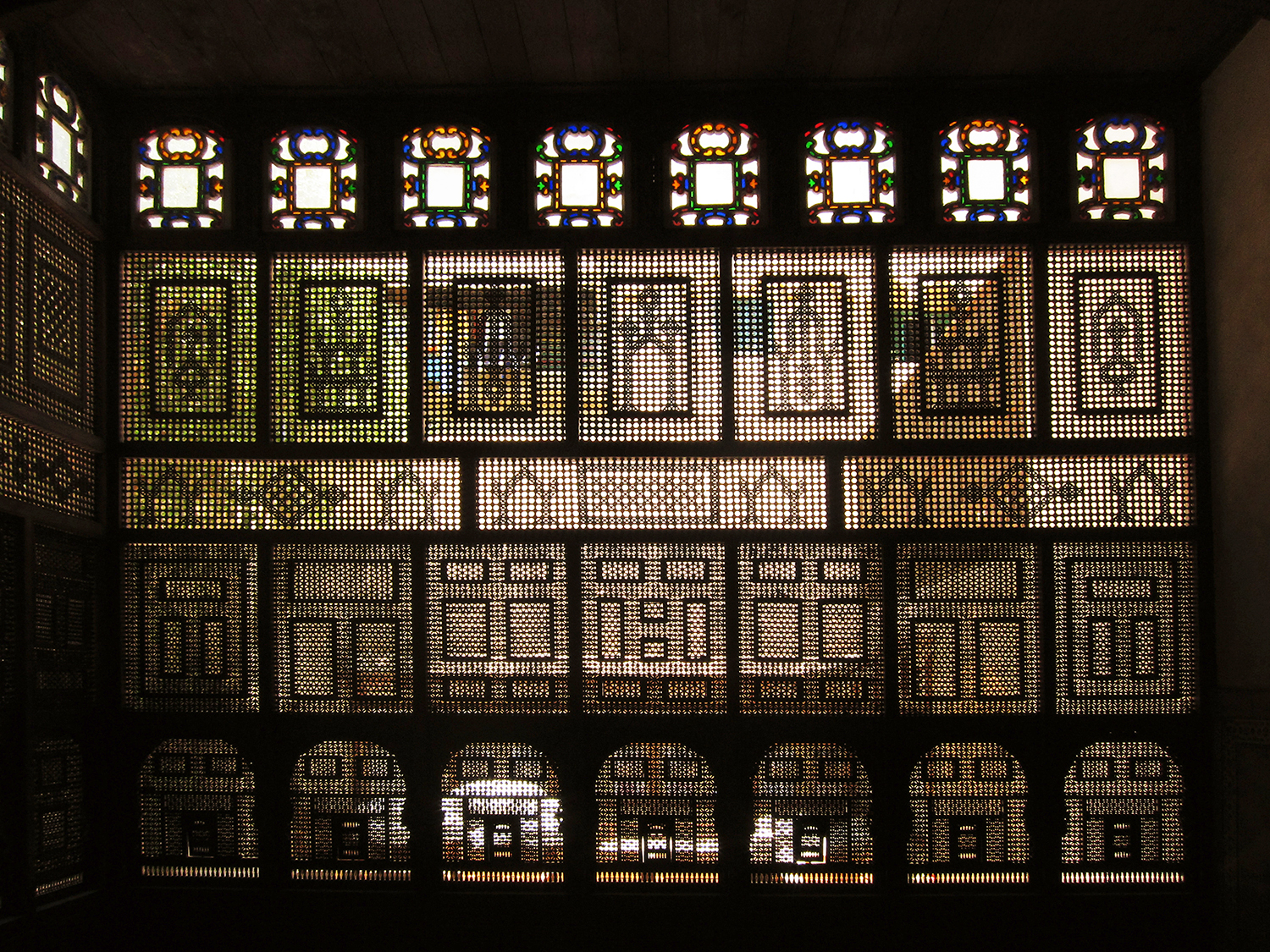
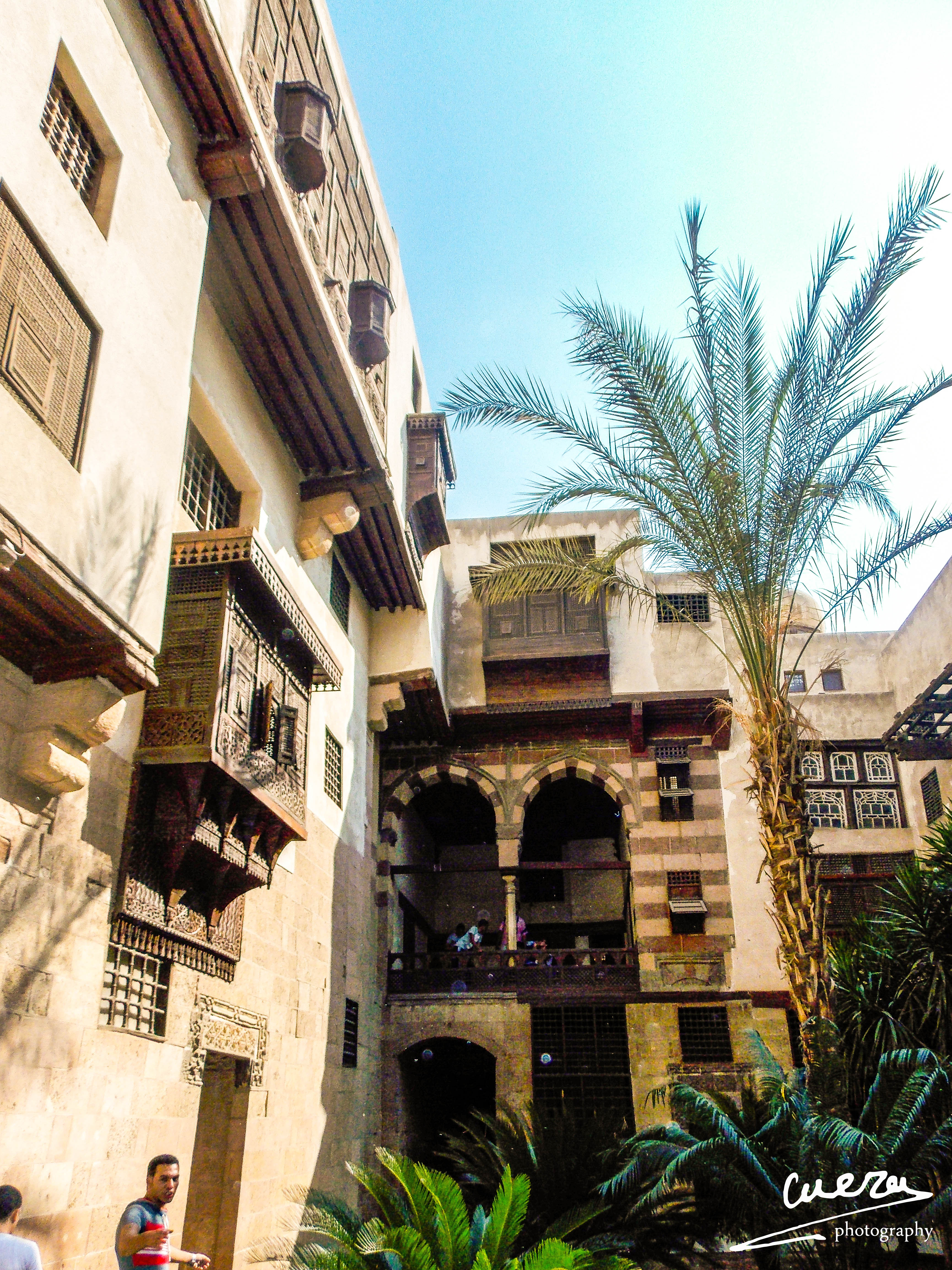
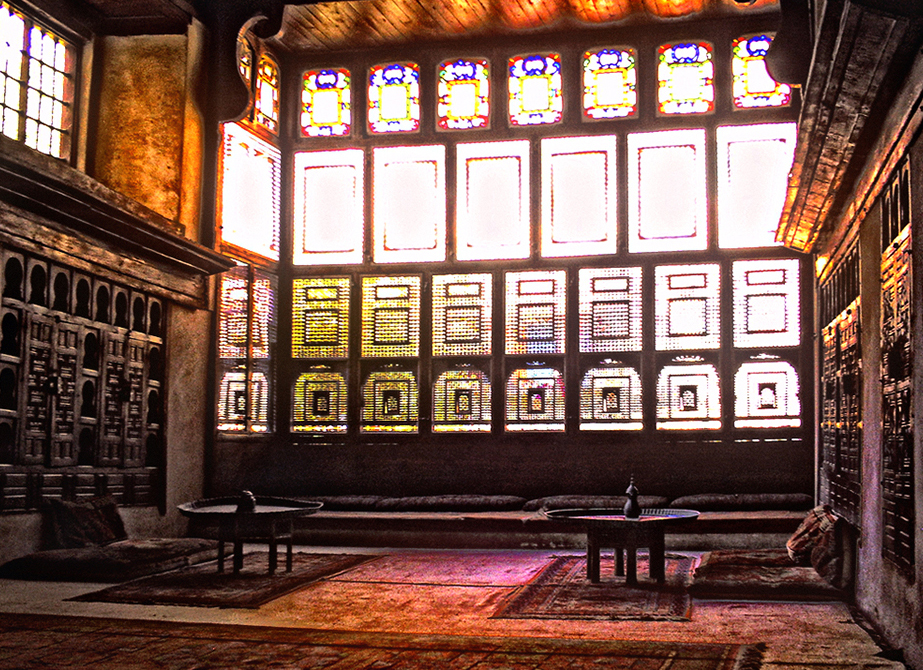
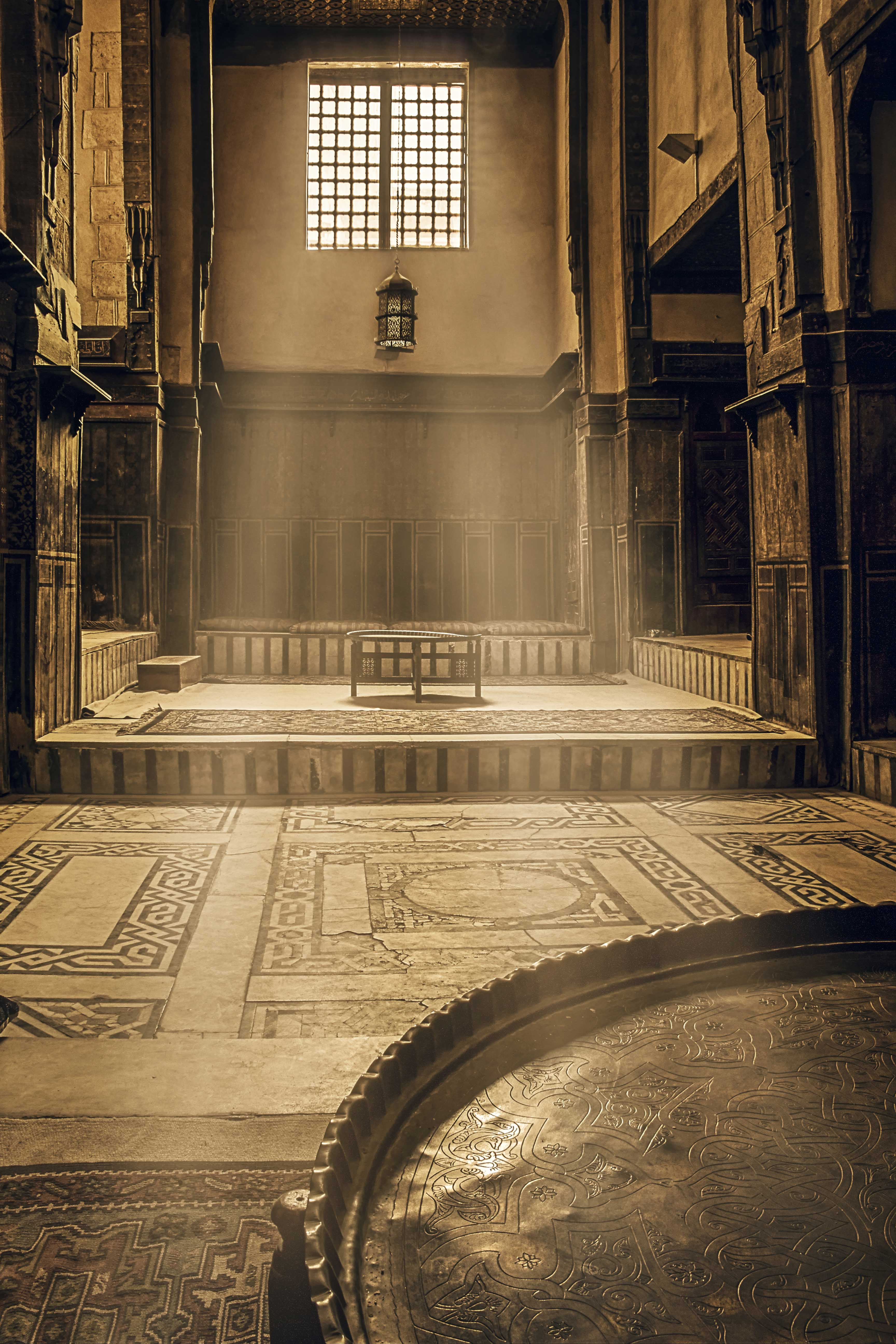
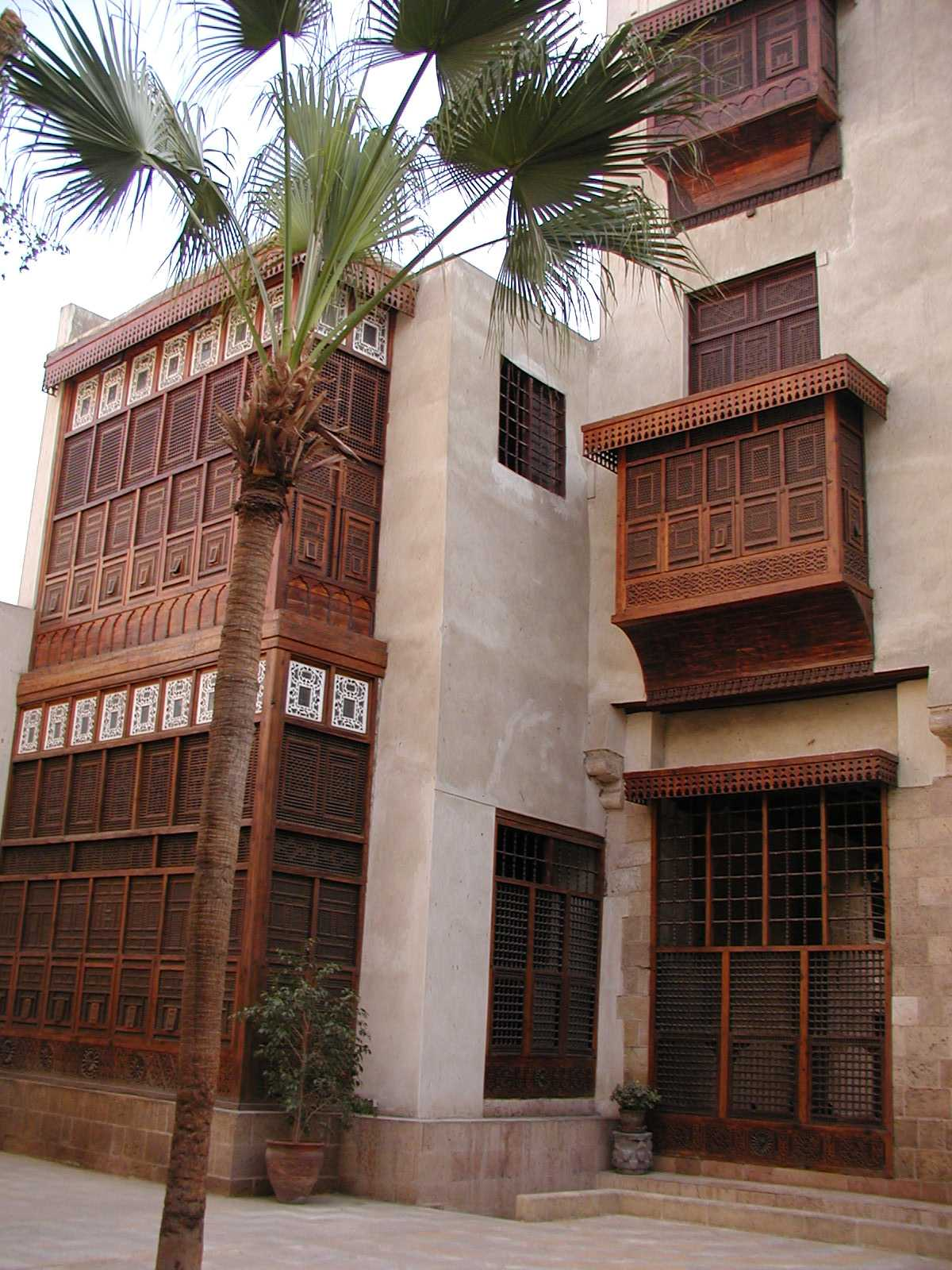
بيت السحيمي
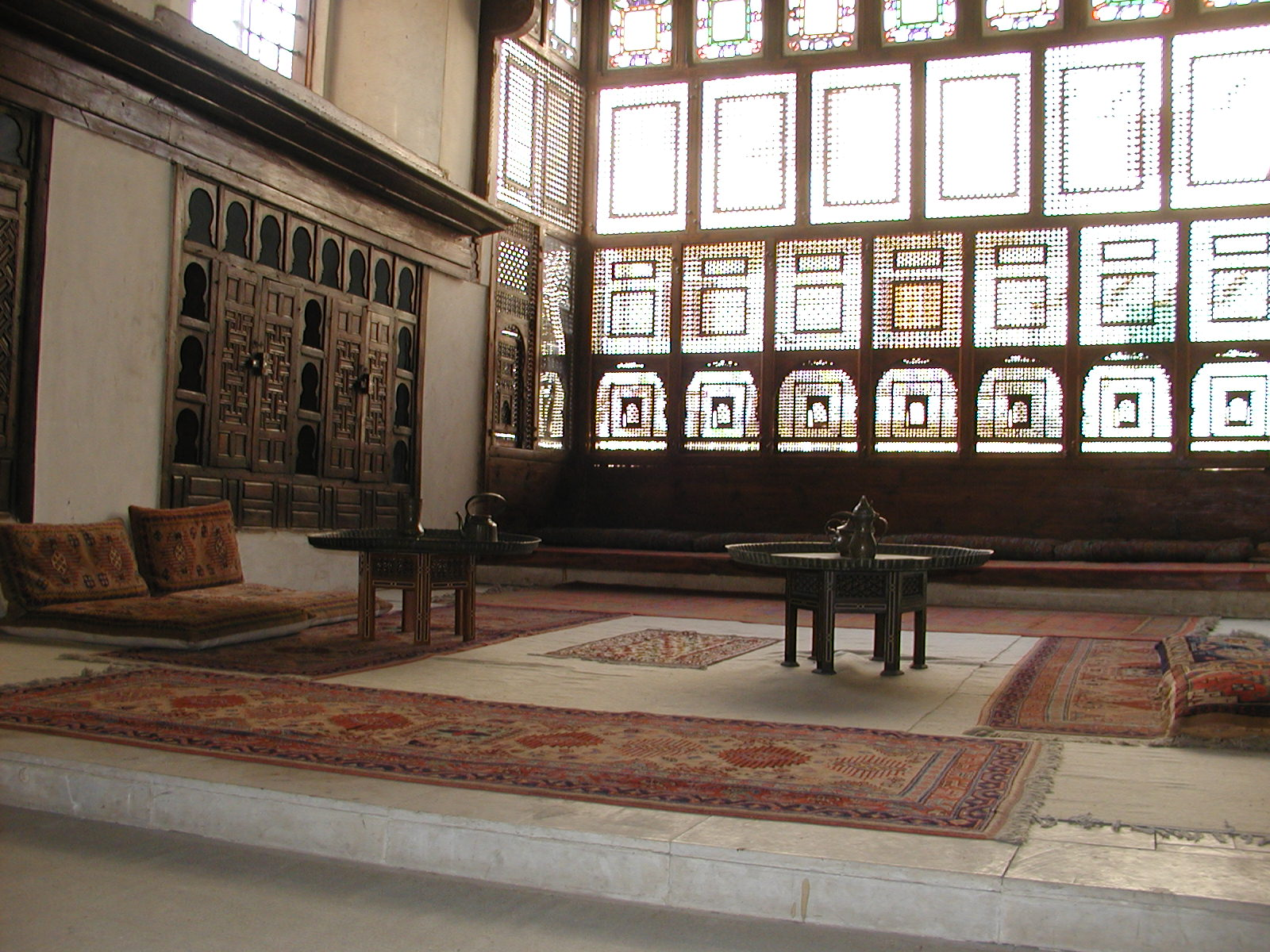
بيت السحيمي من الداخل
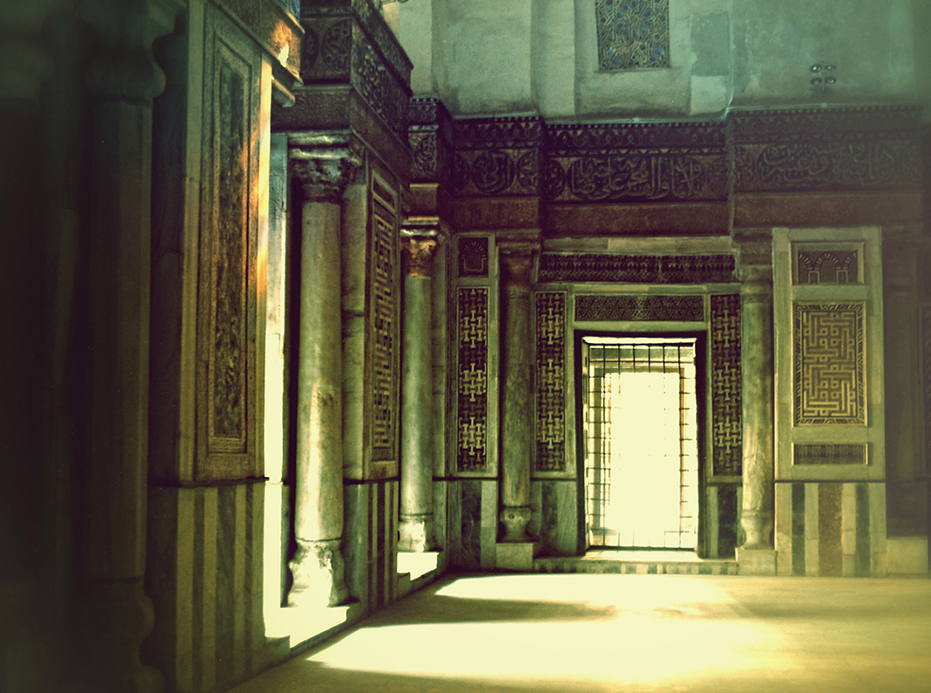
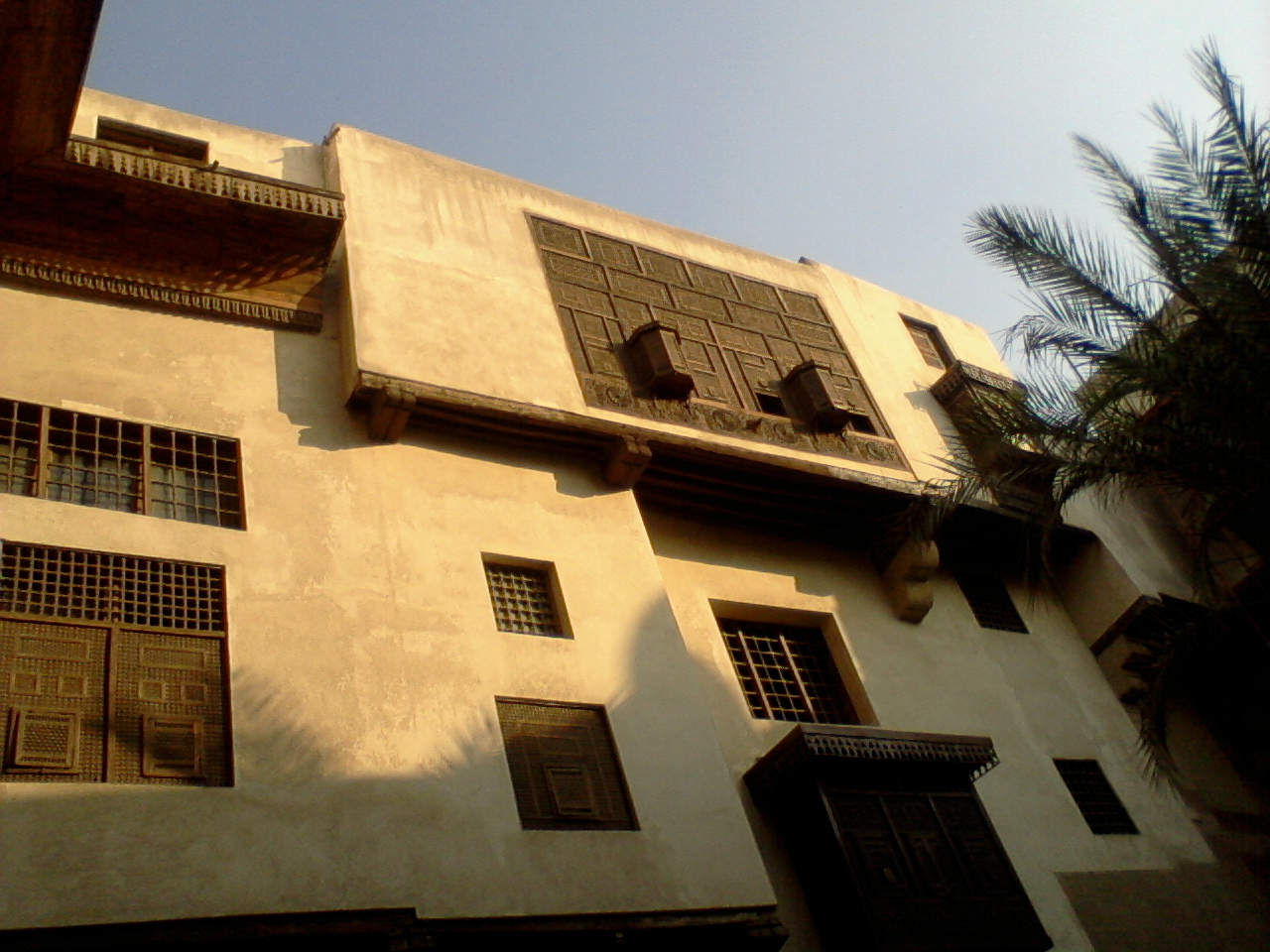
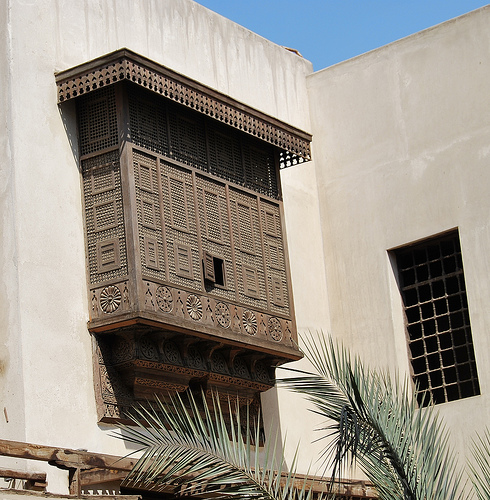
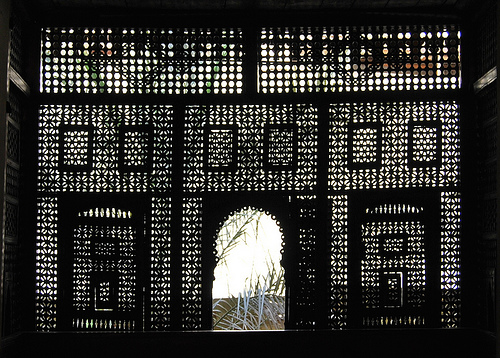
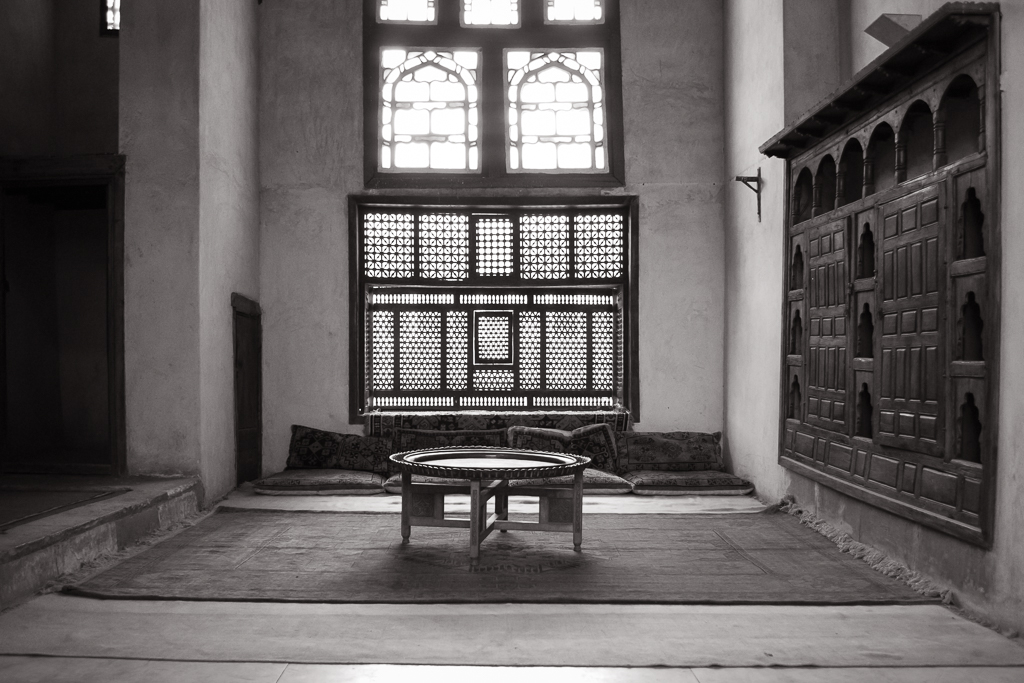
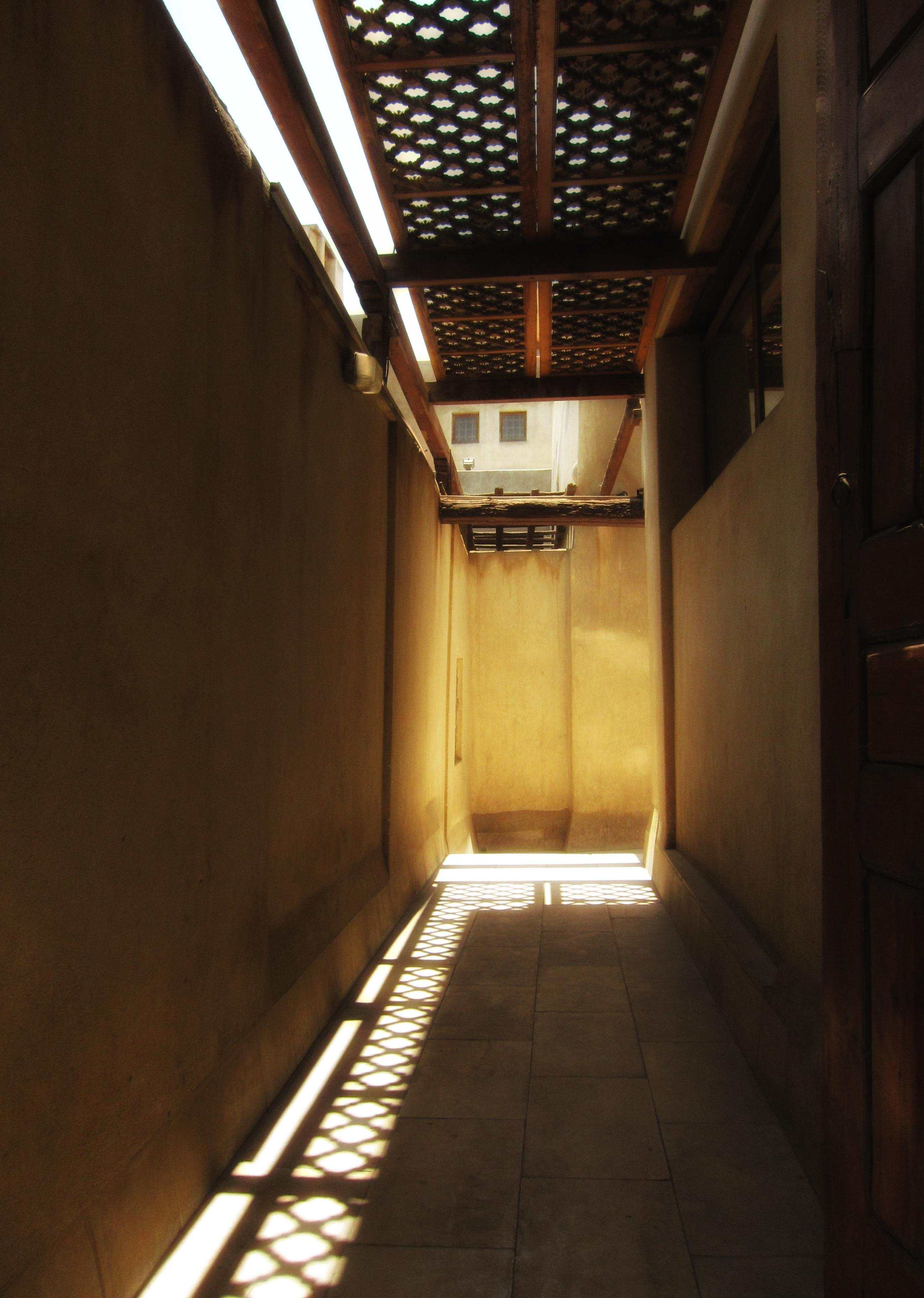
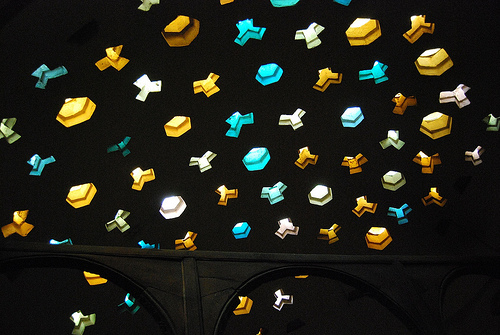
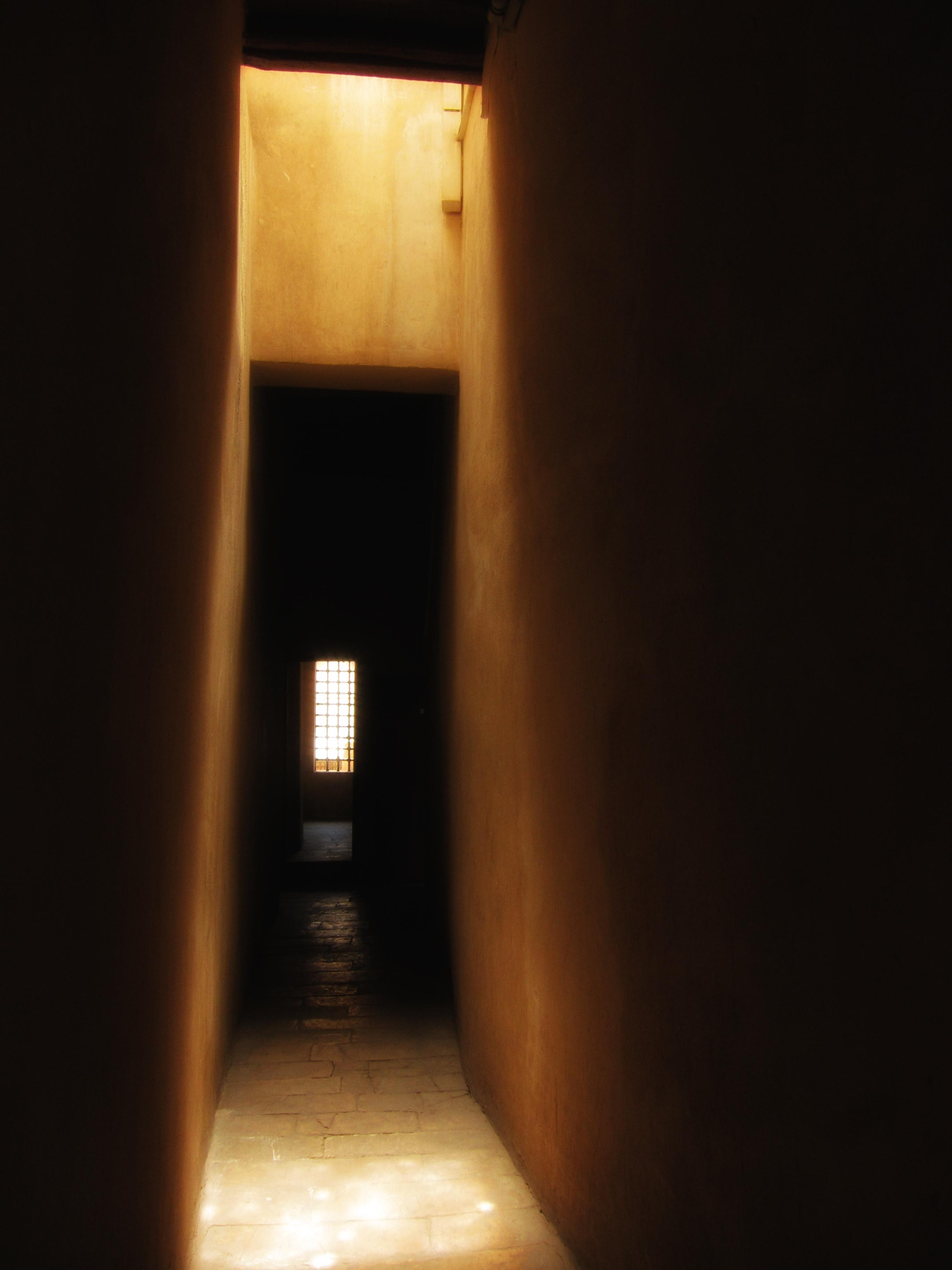
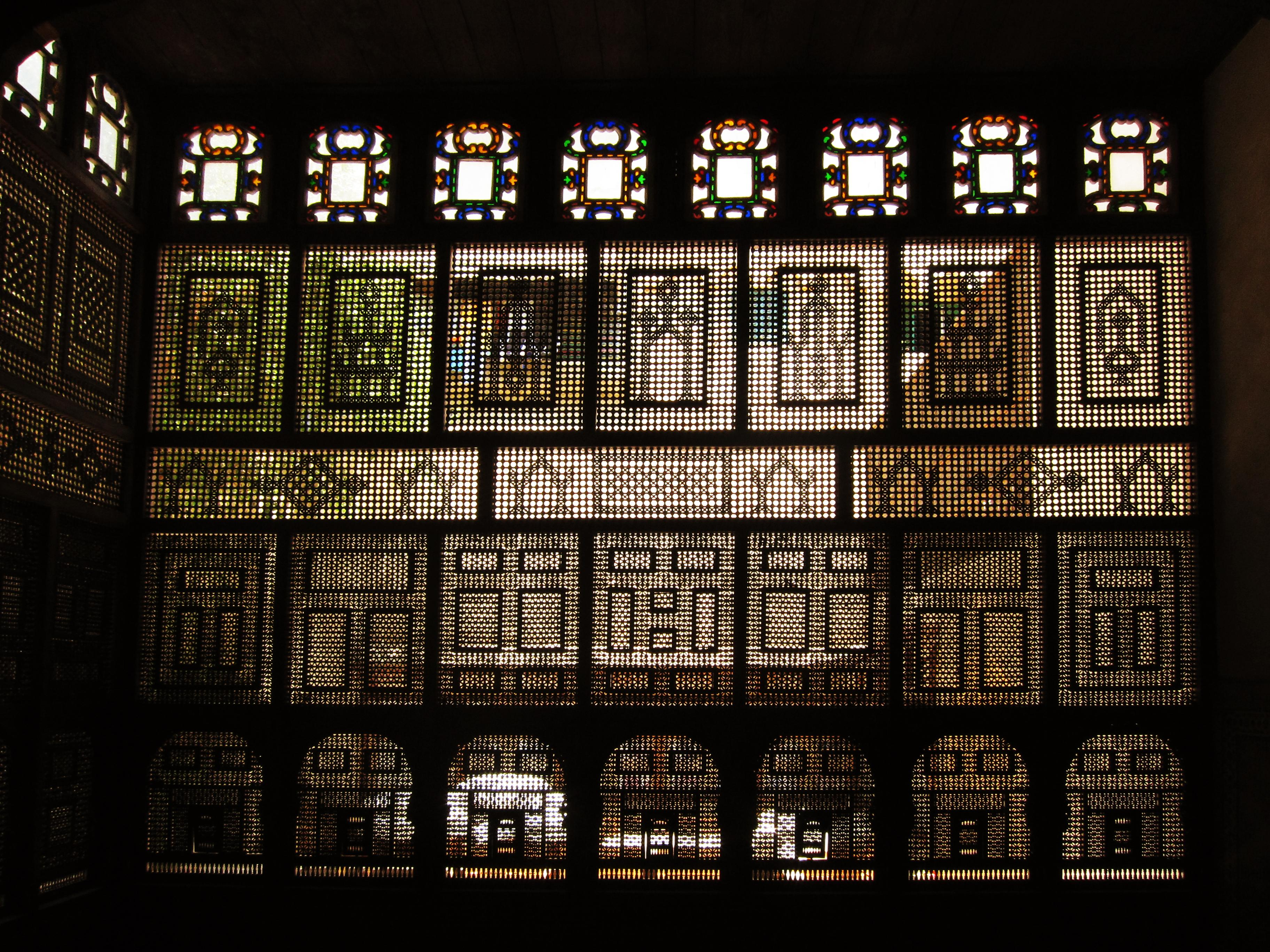
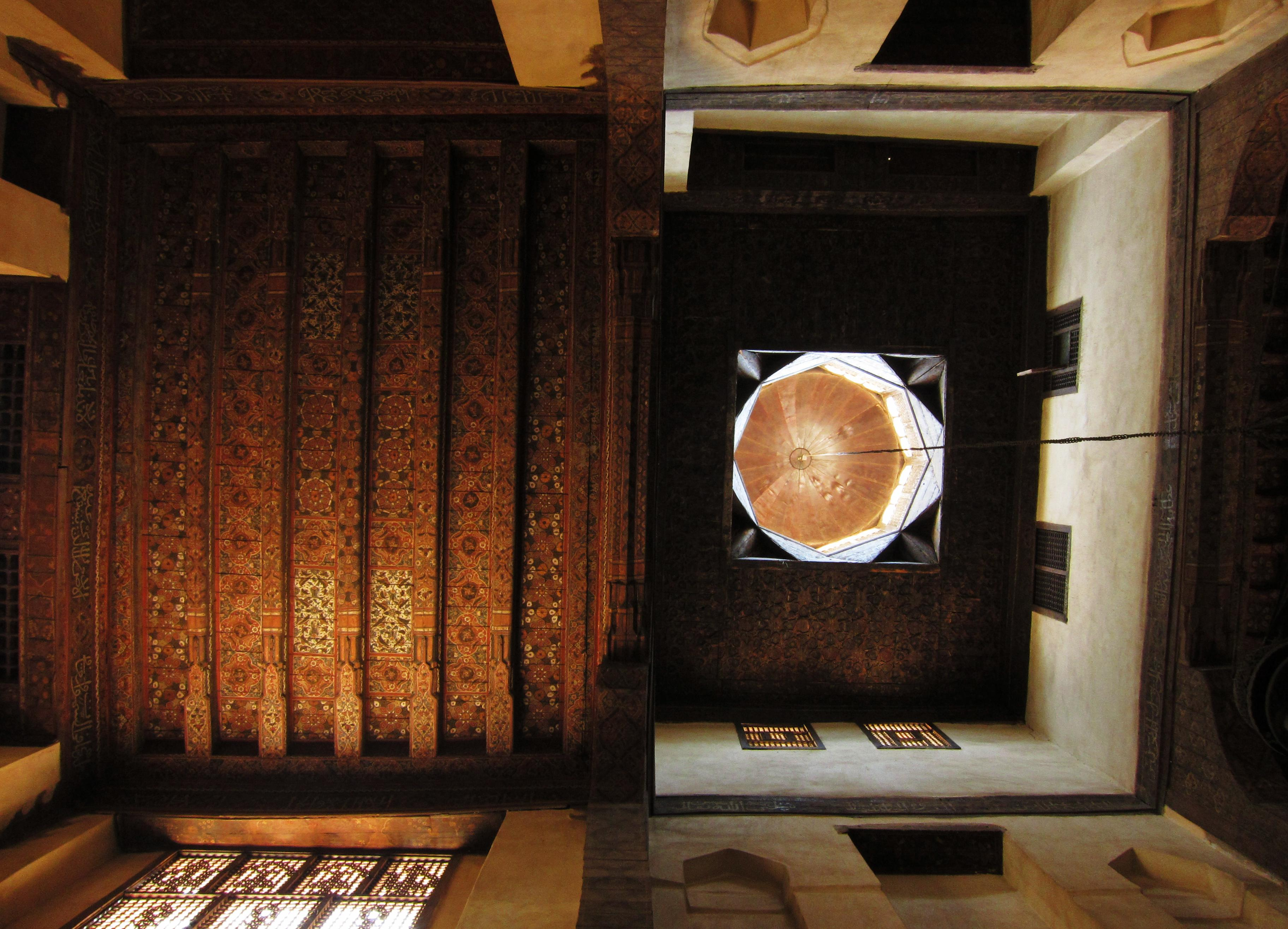
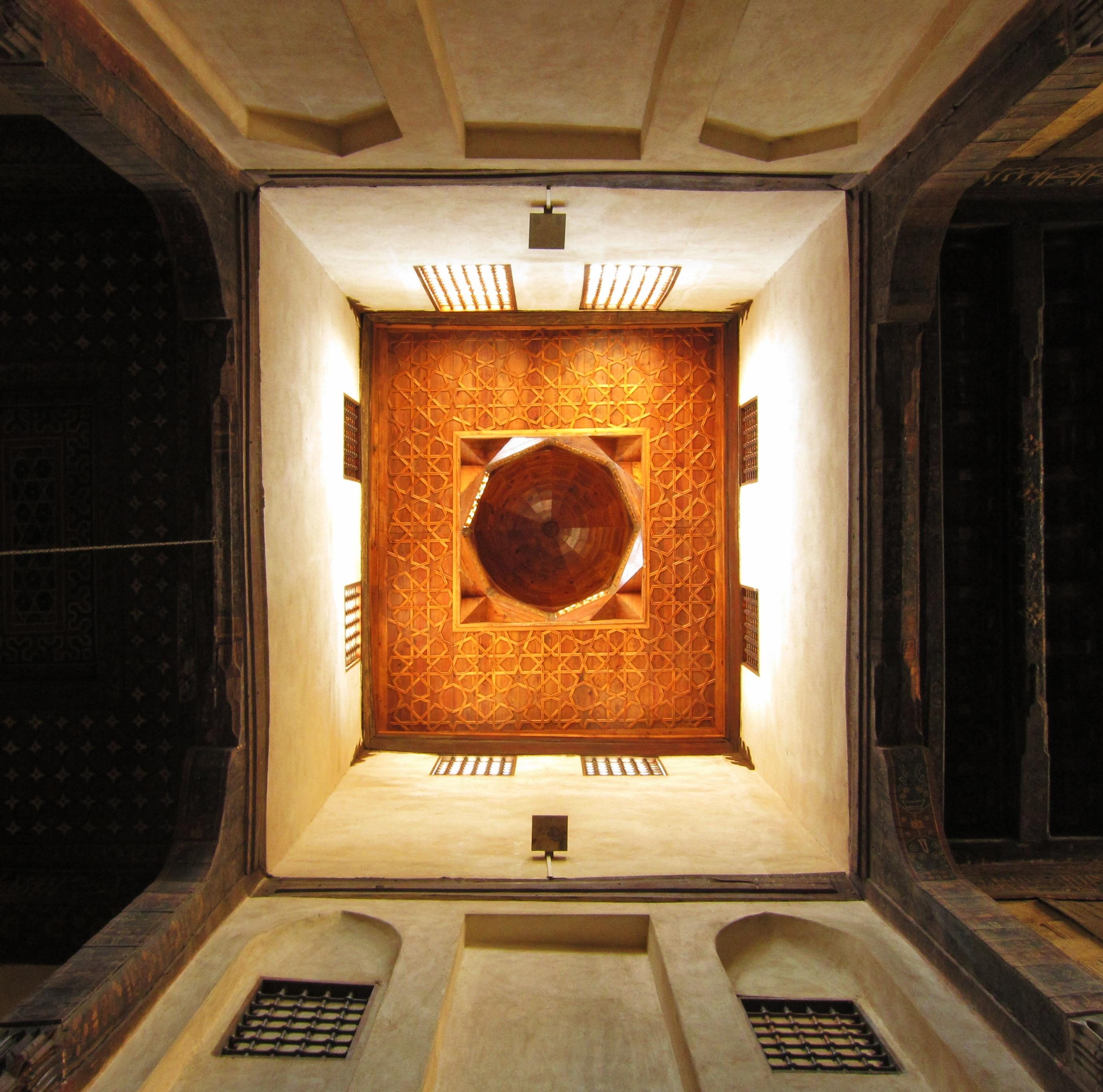
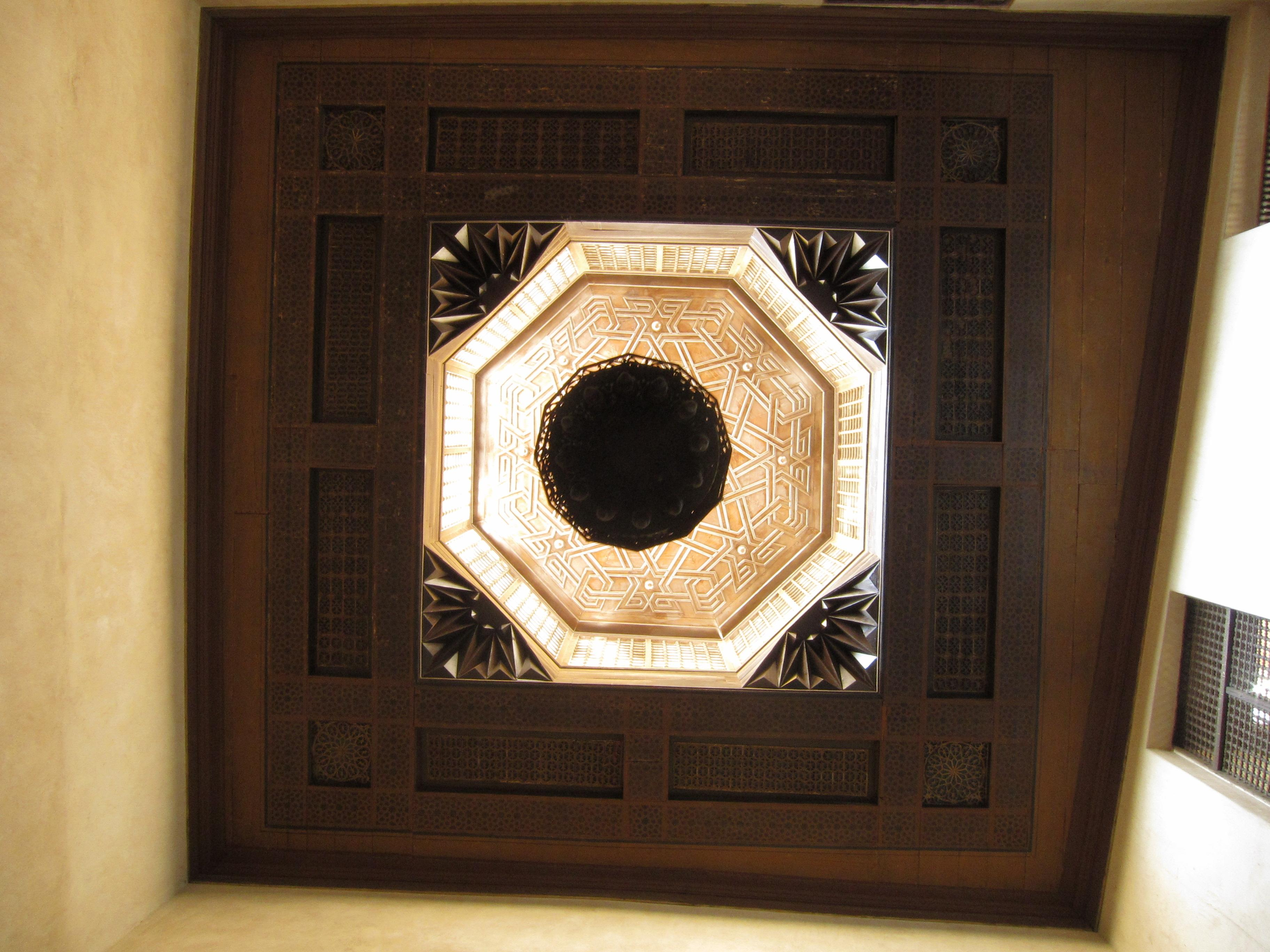
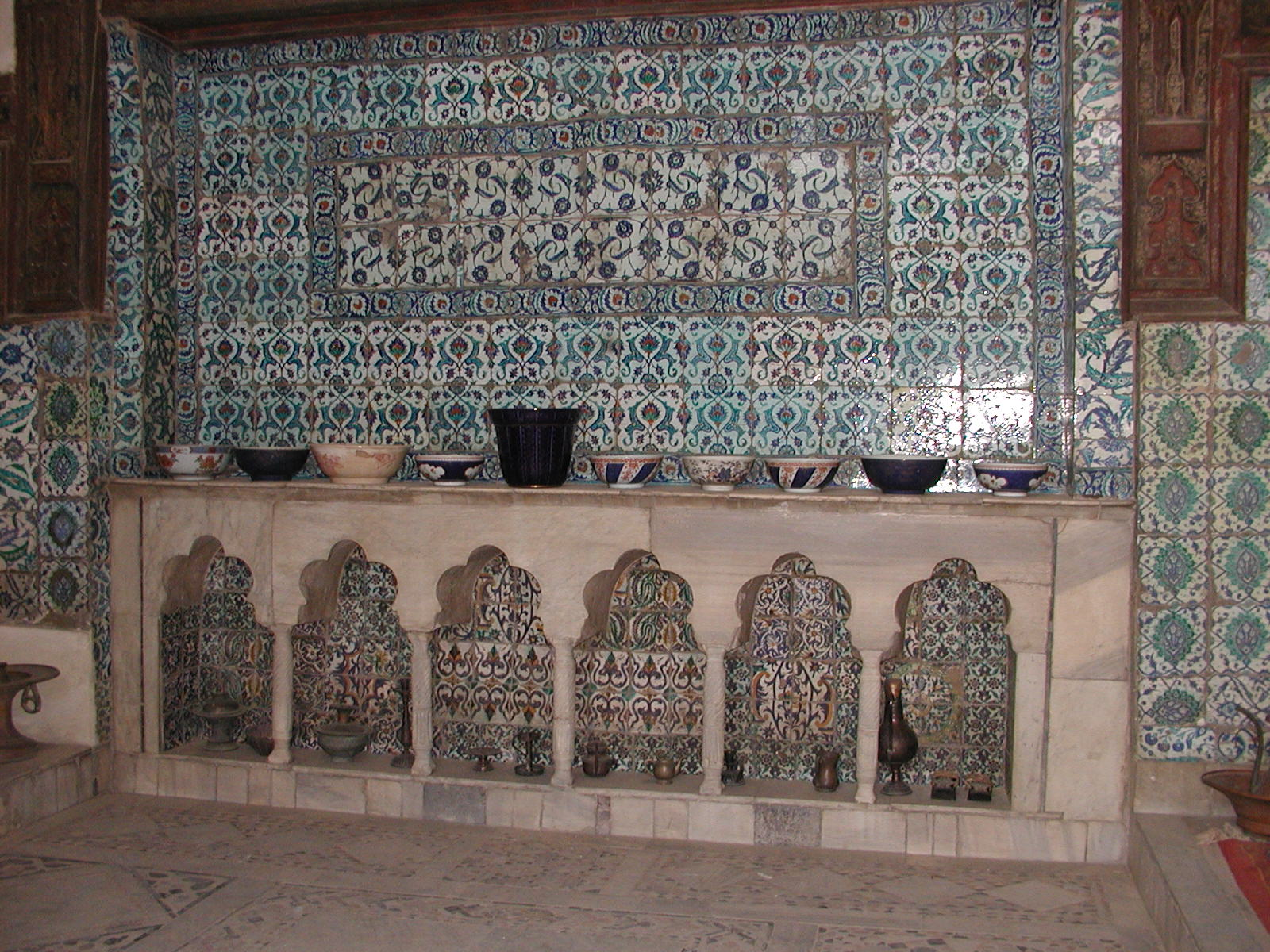
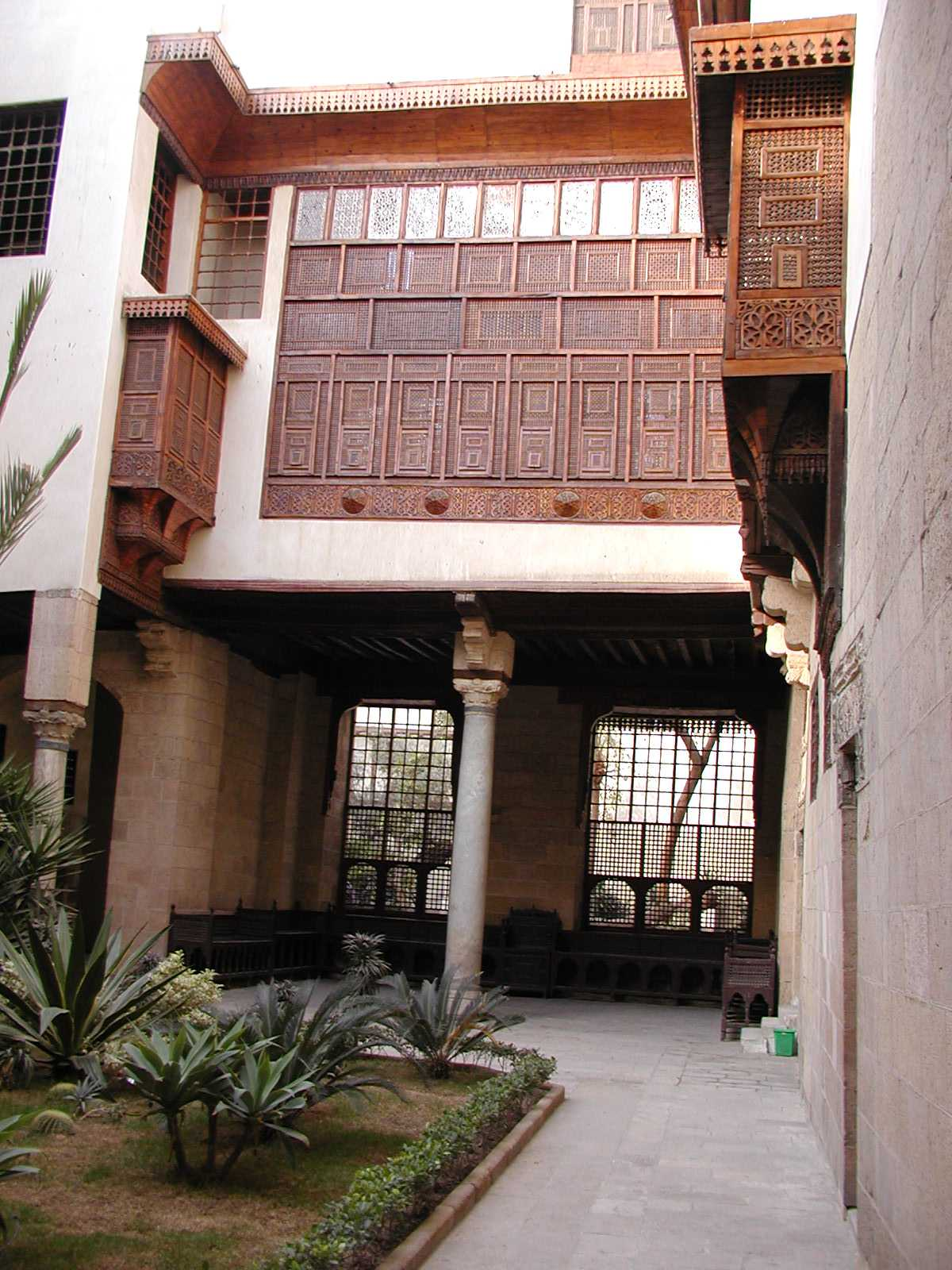
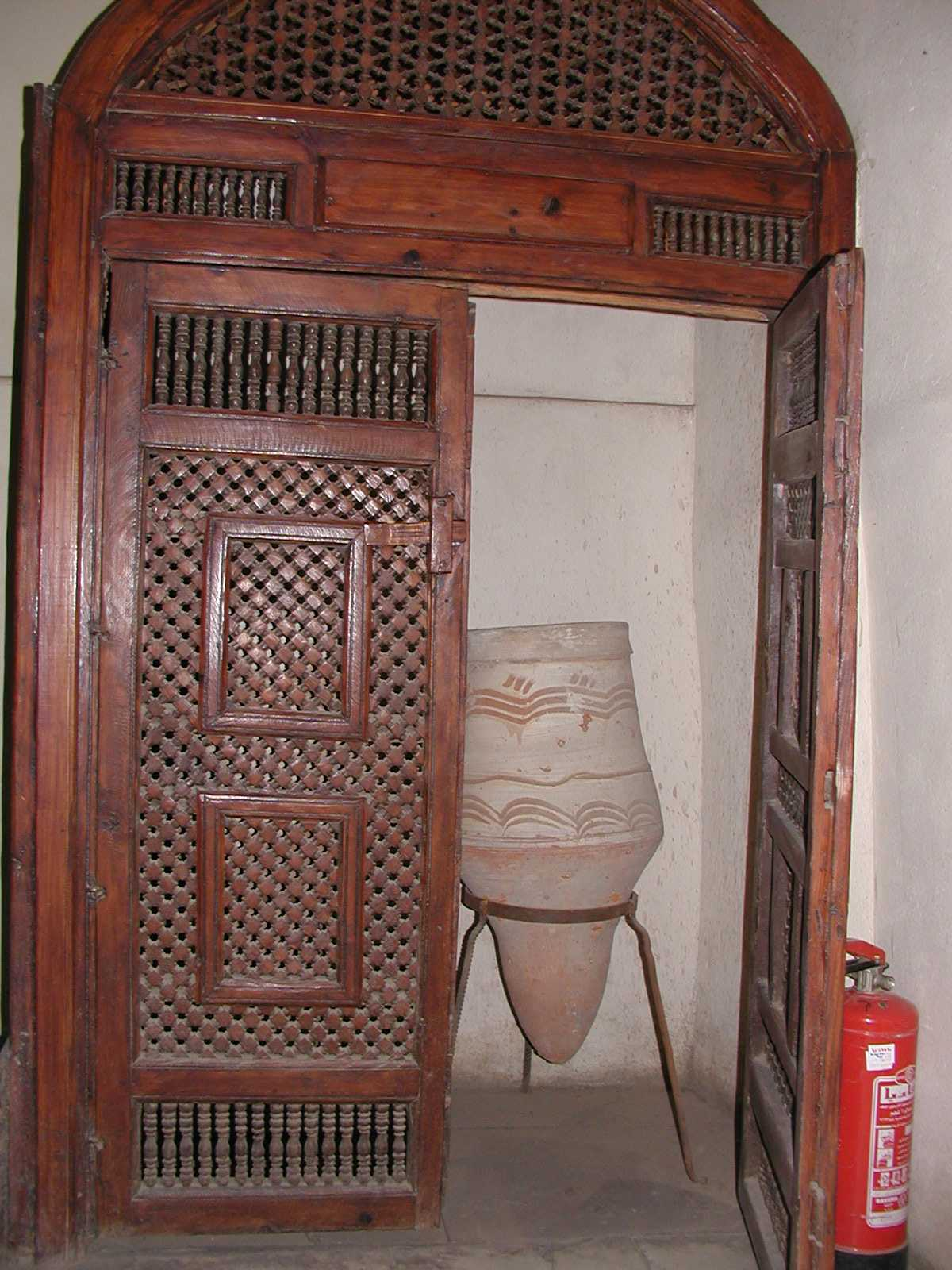
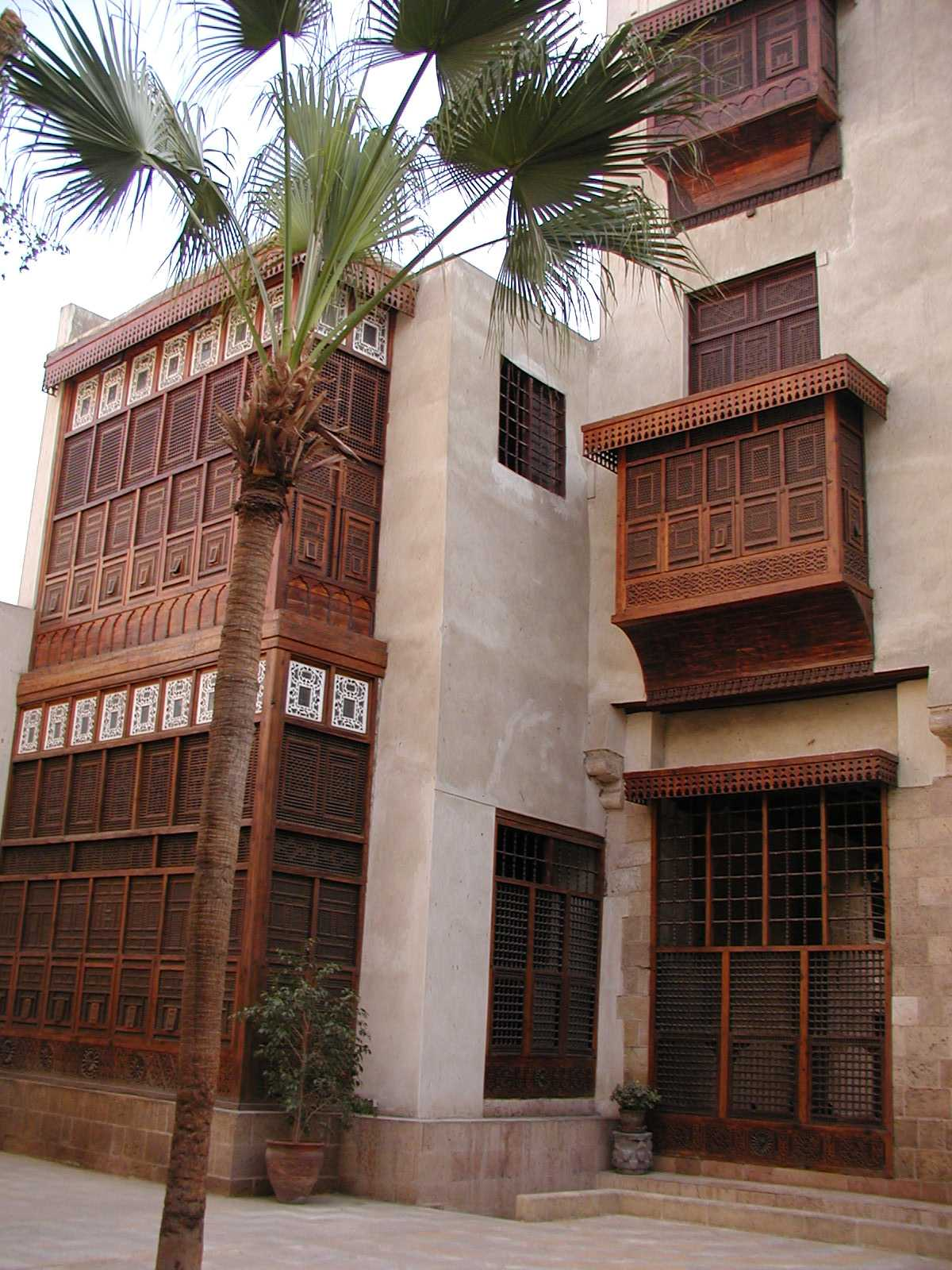
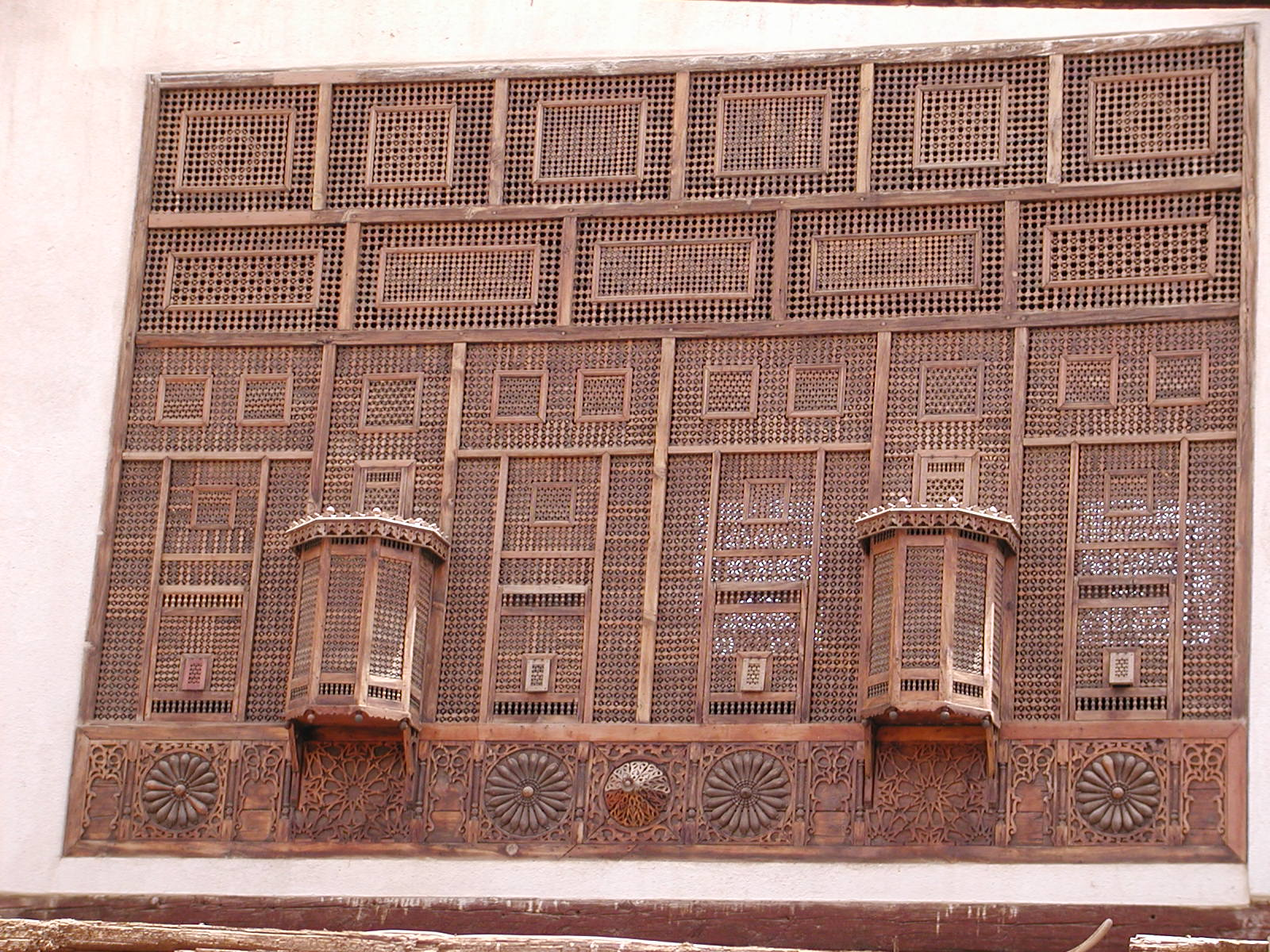
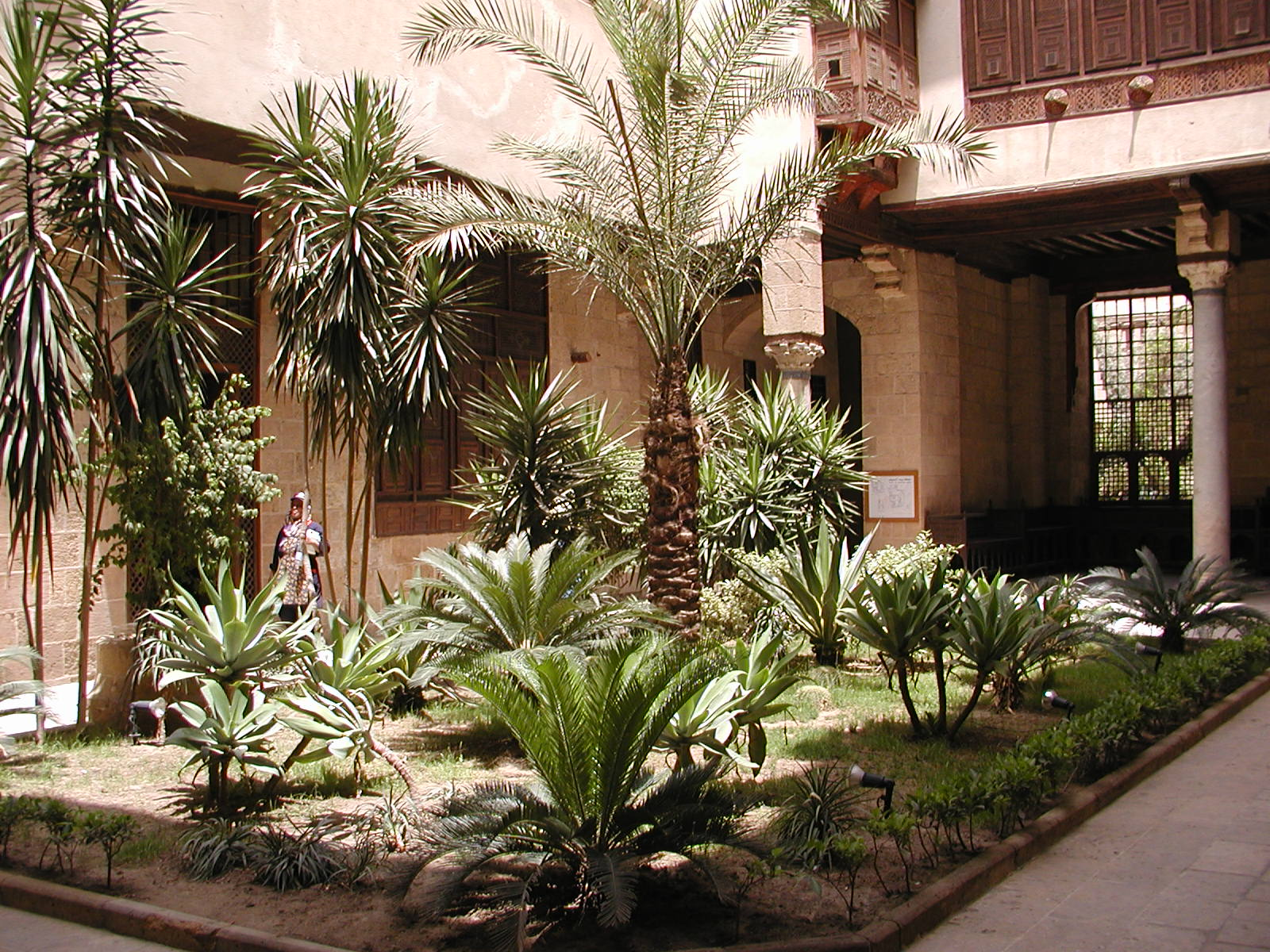
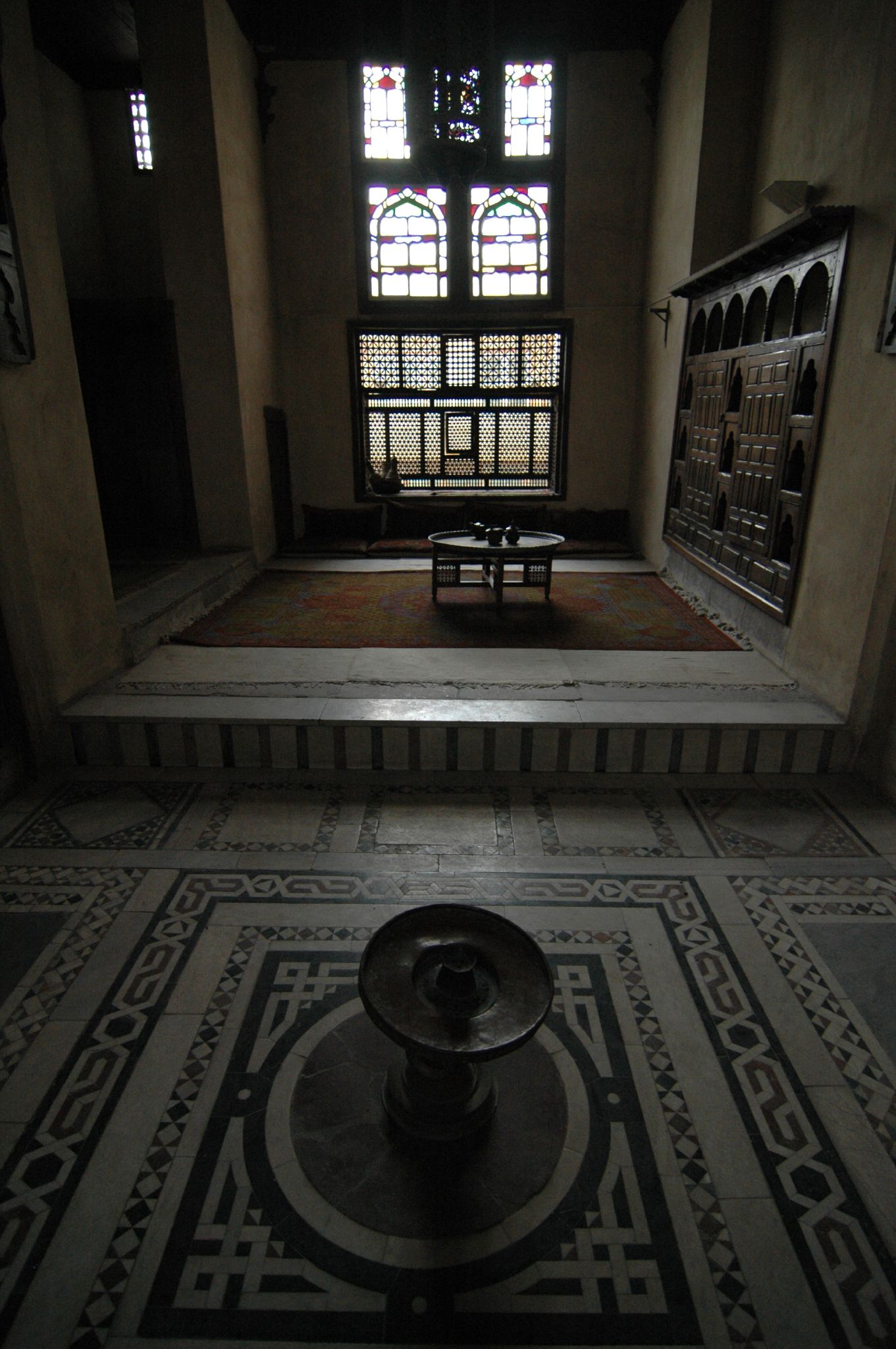
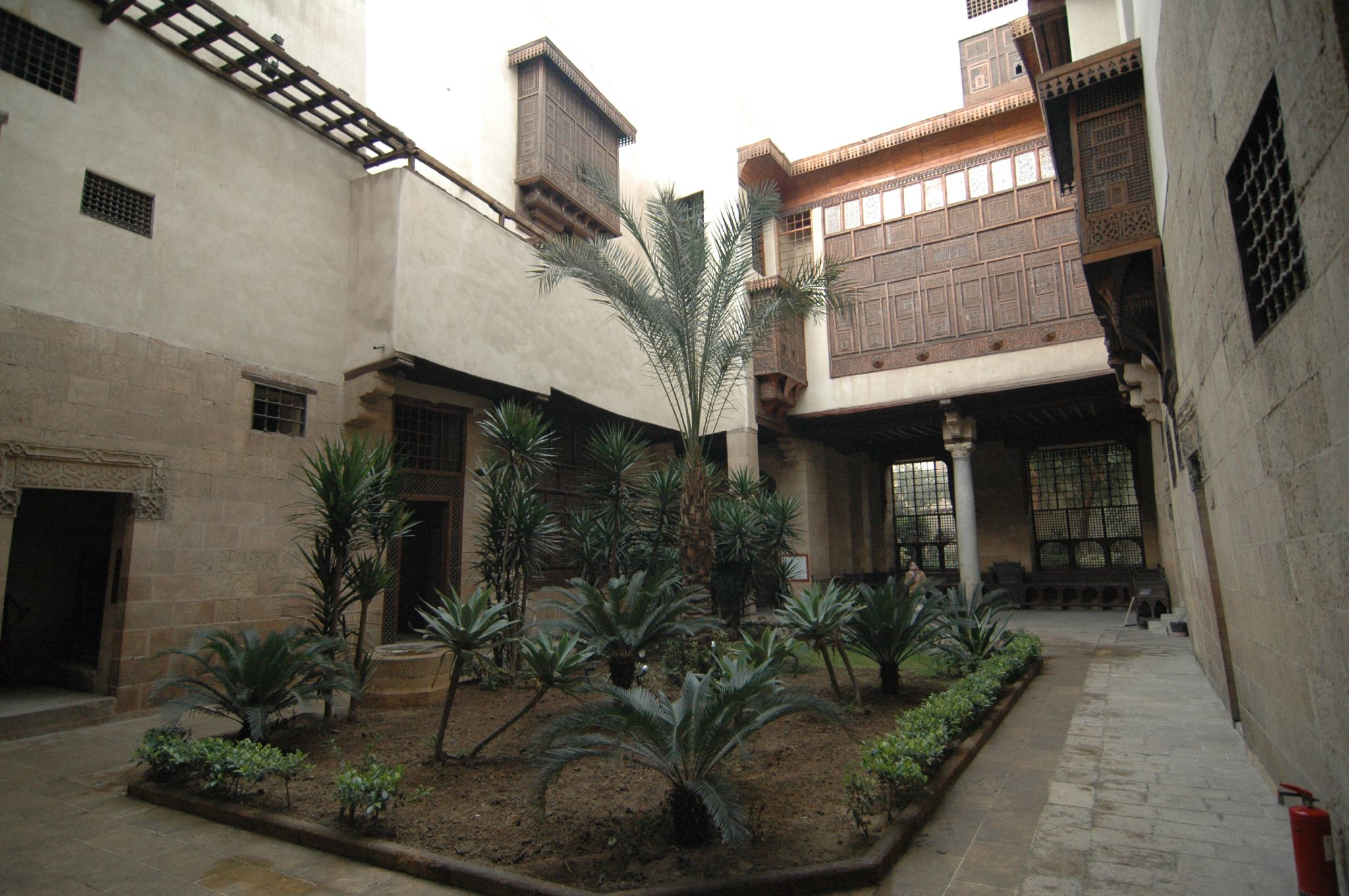
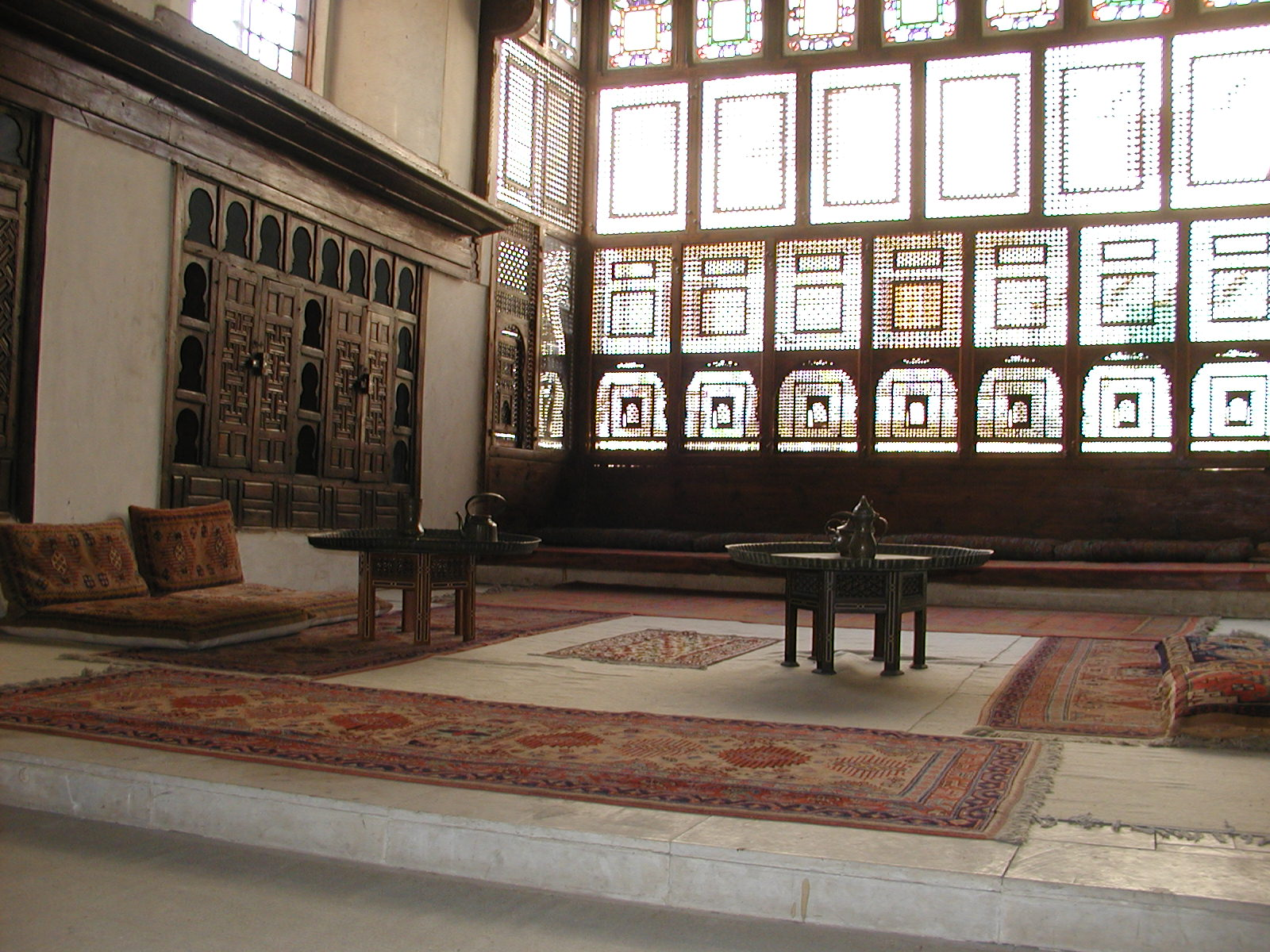
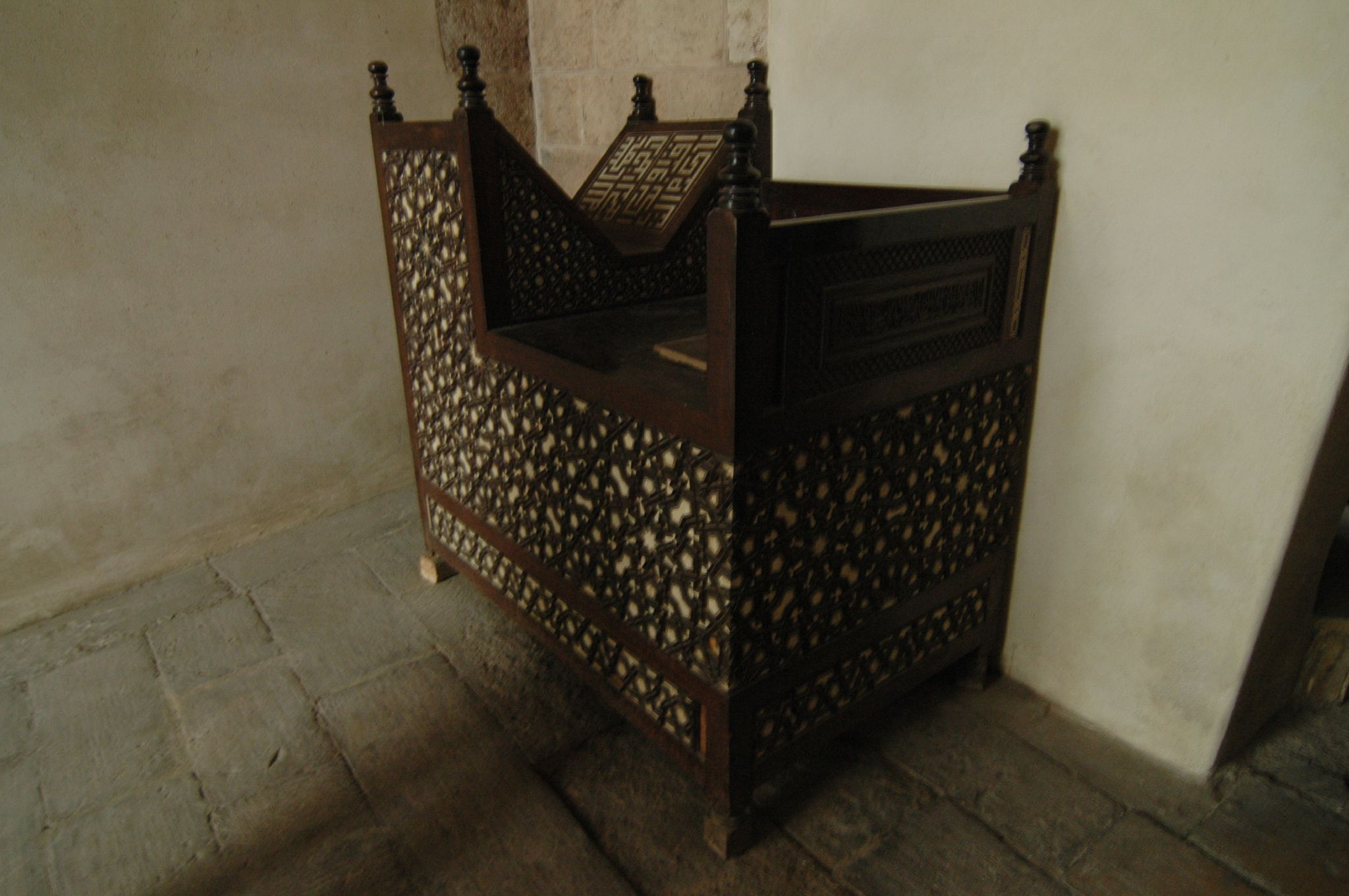
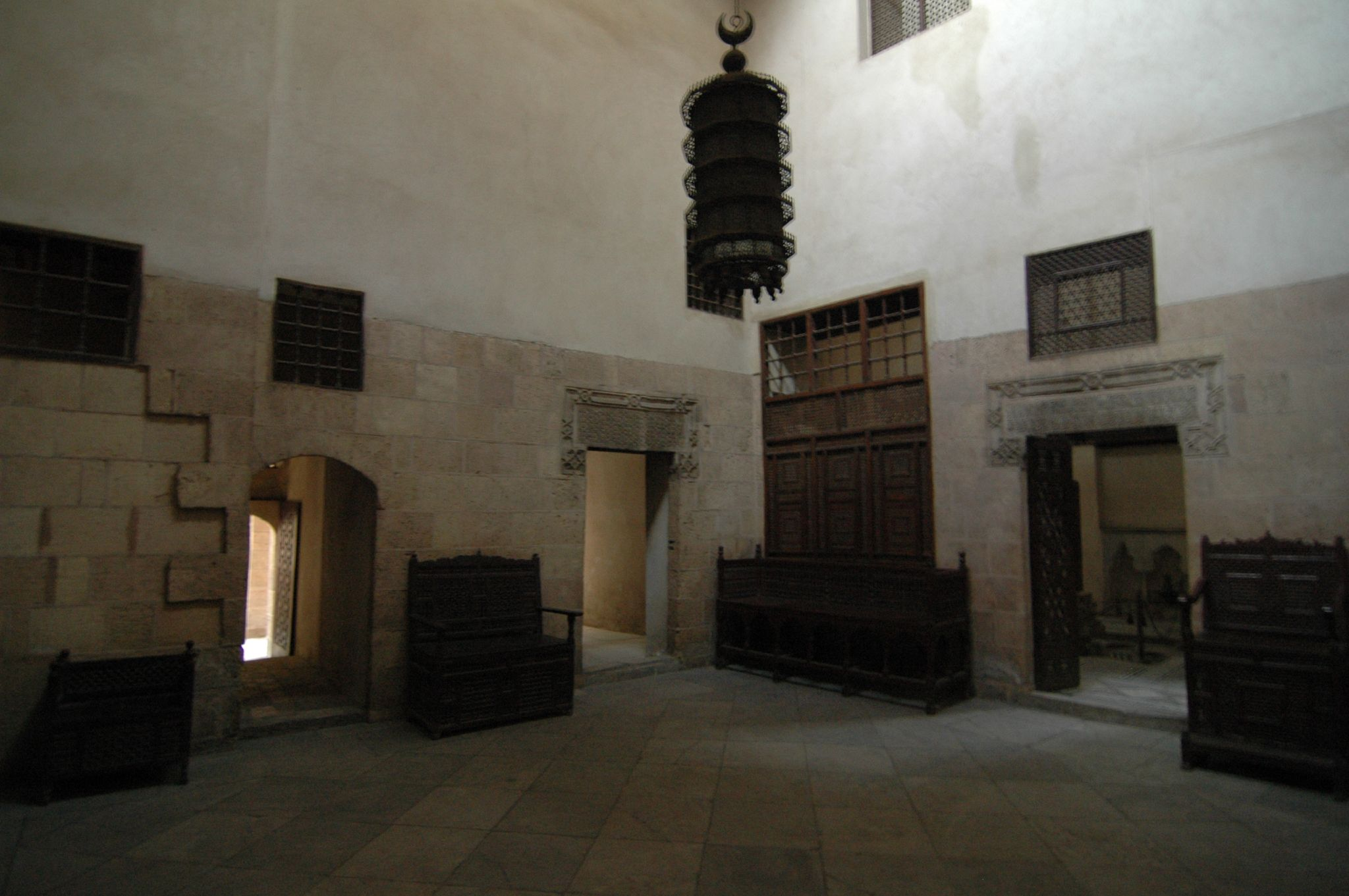
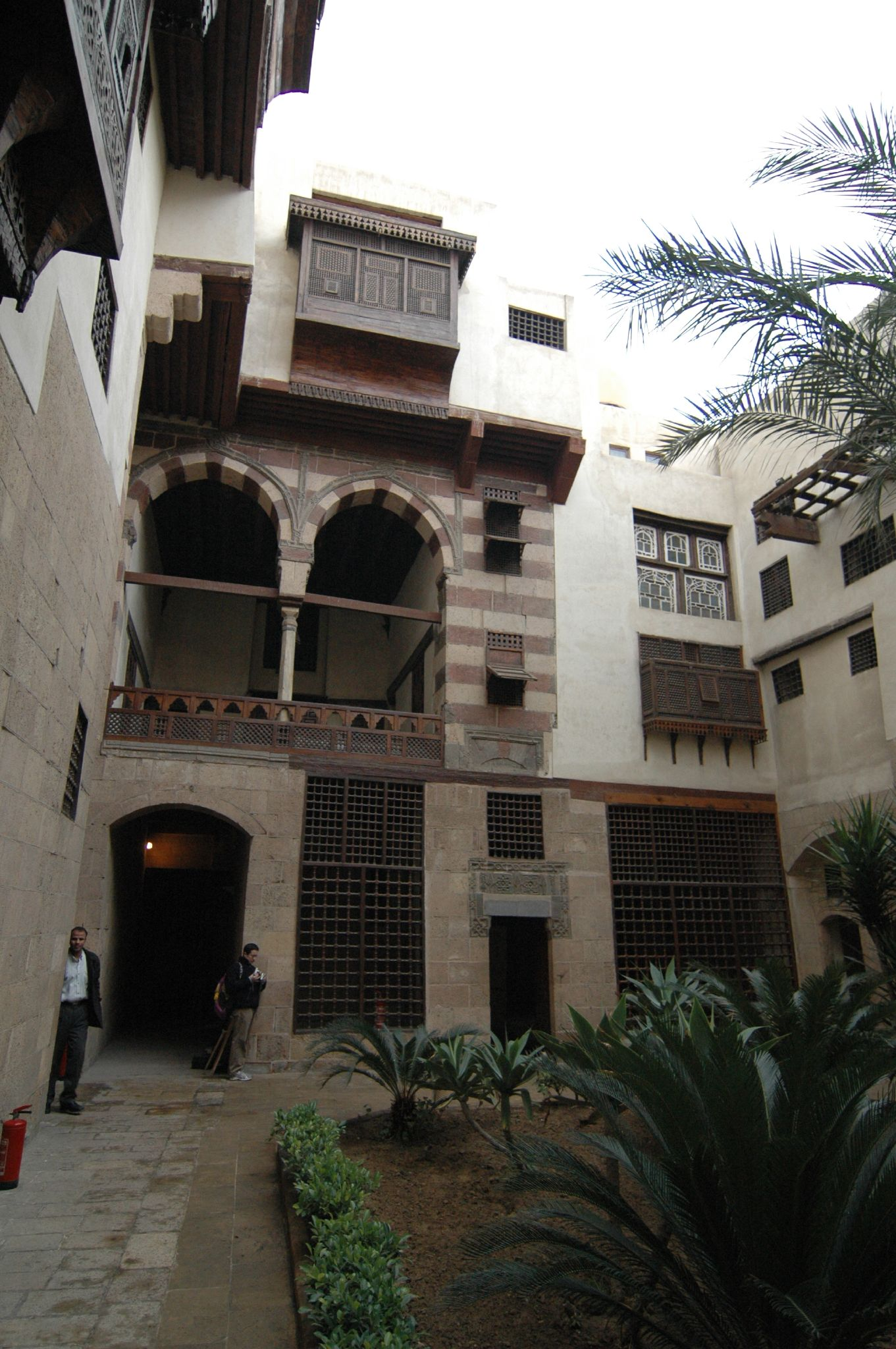
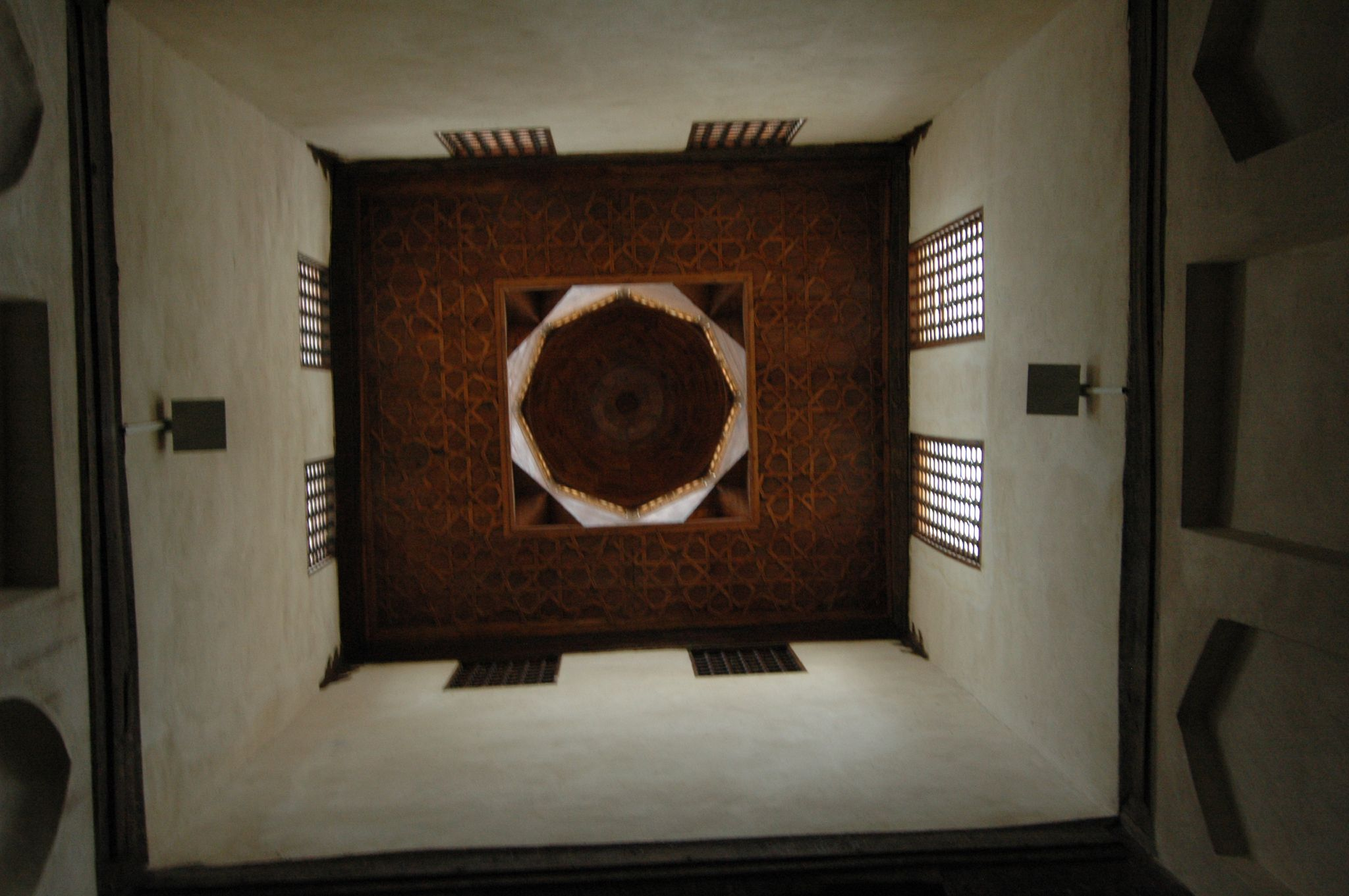
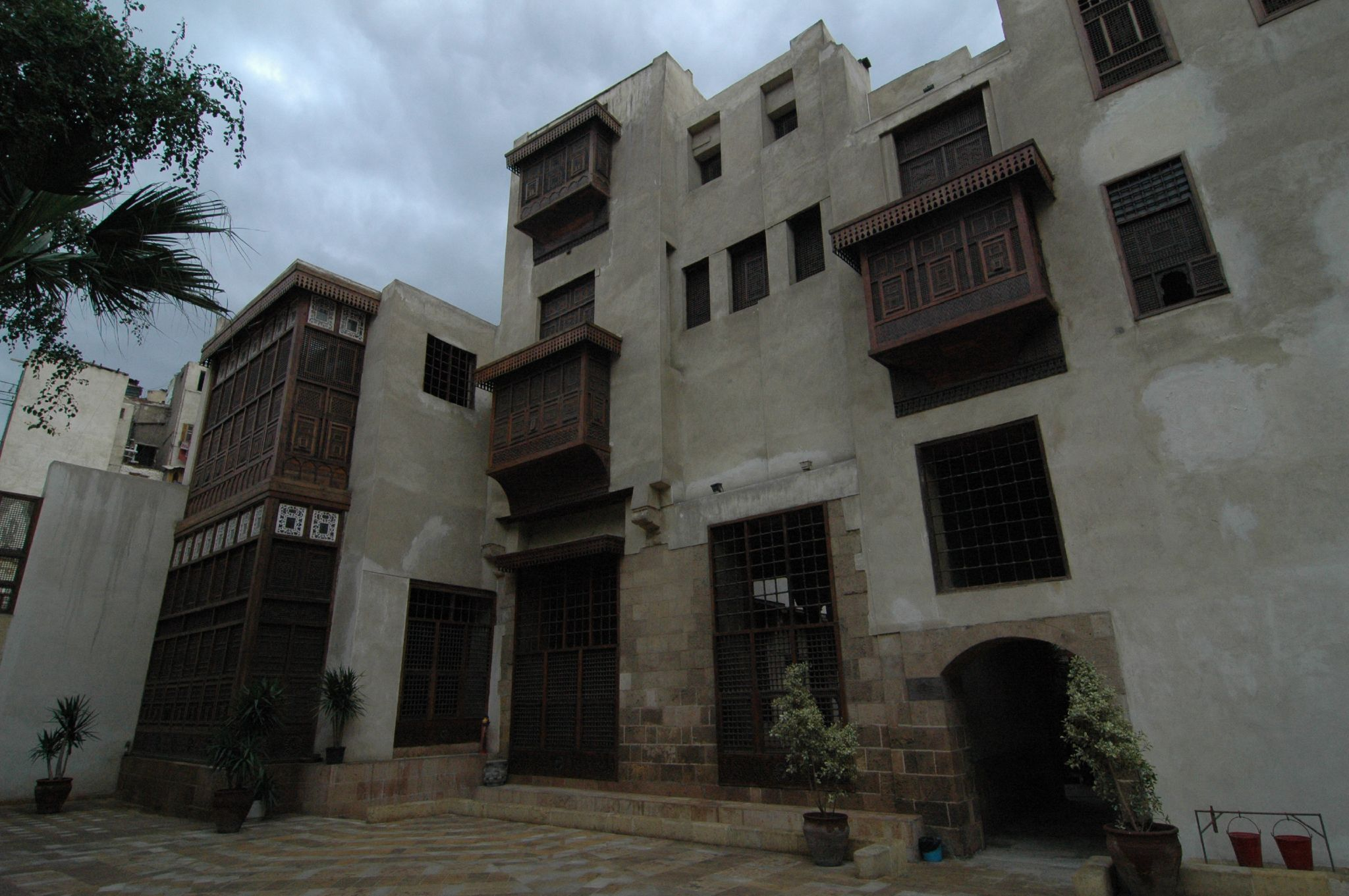
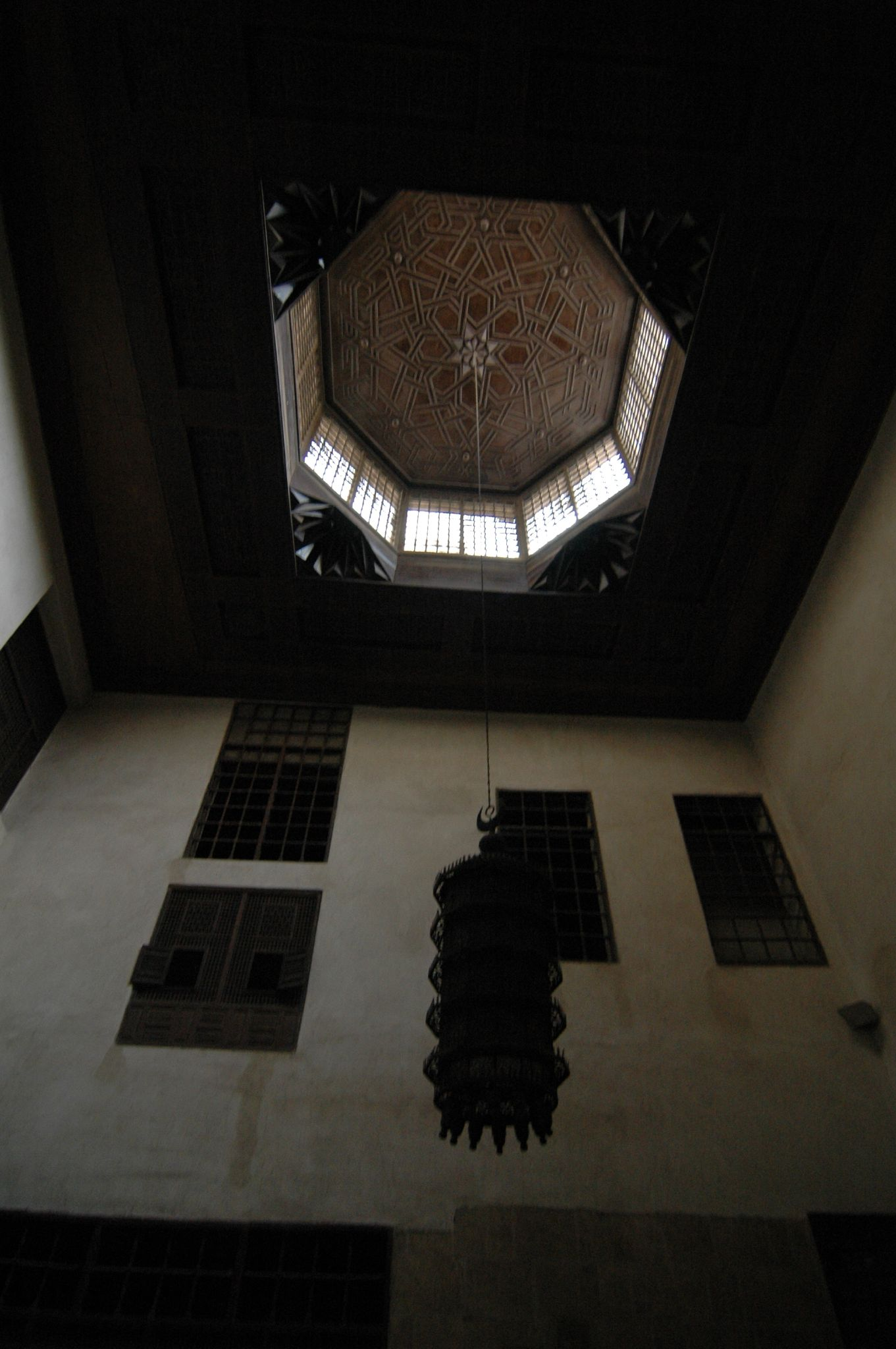
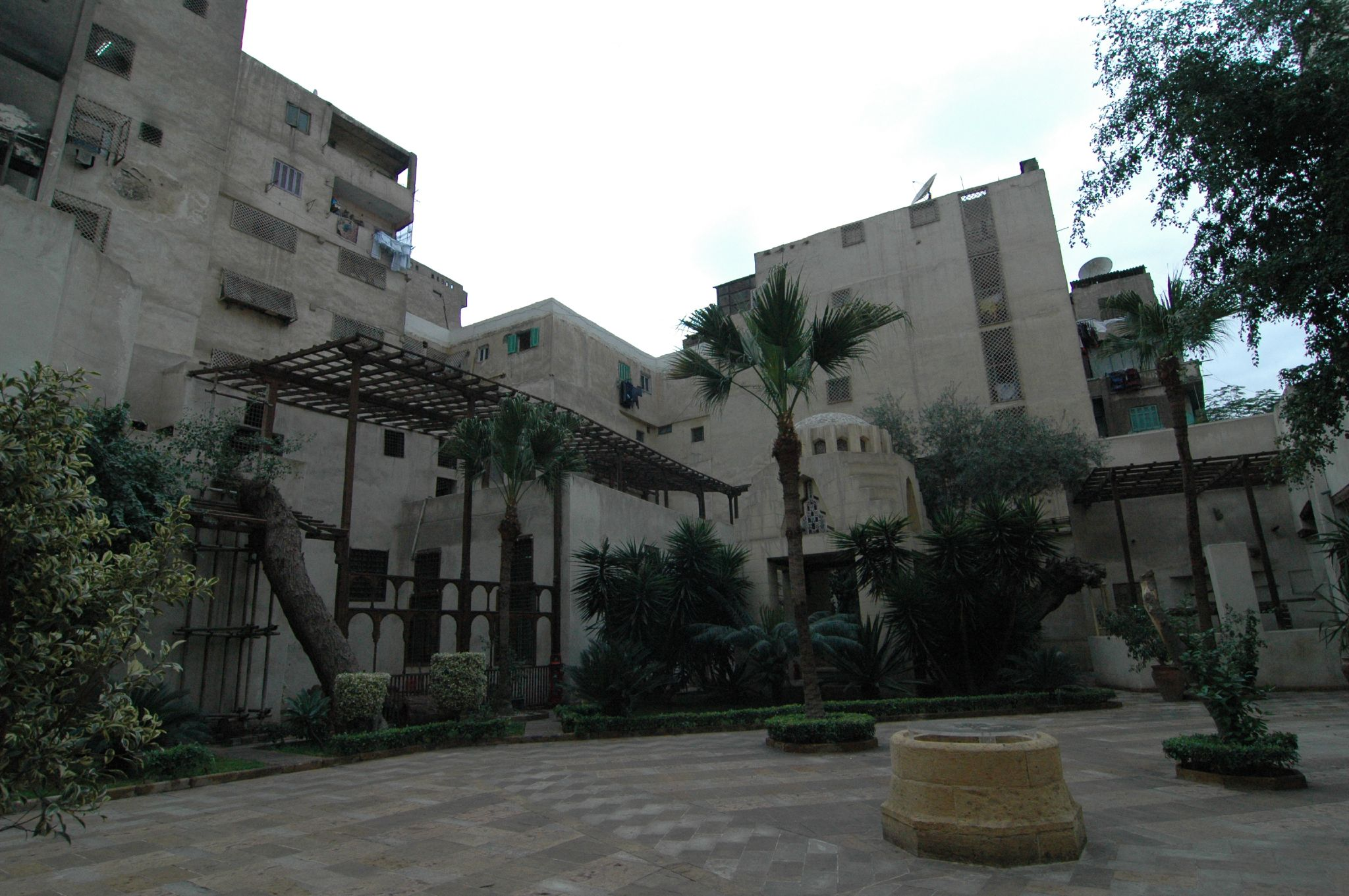
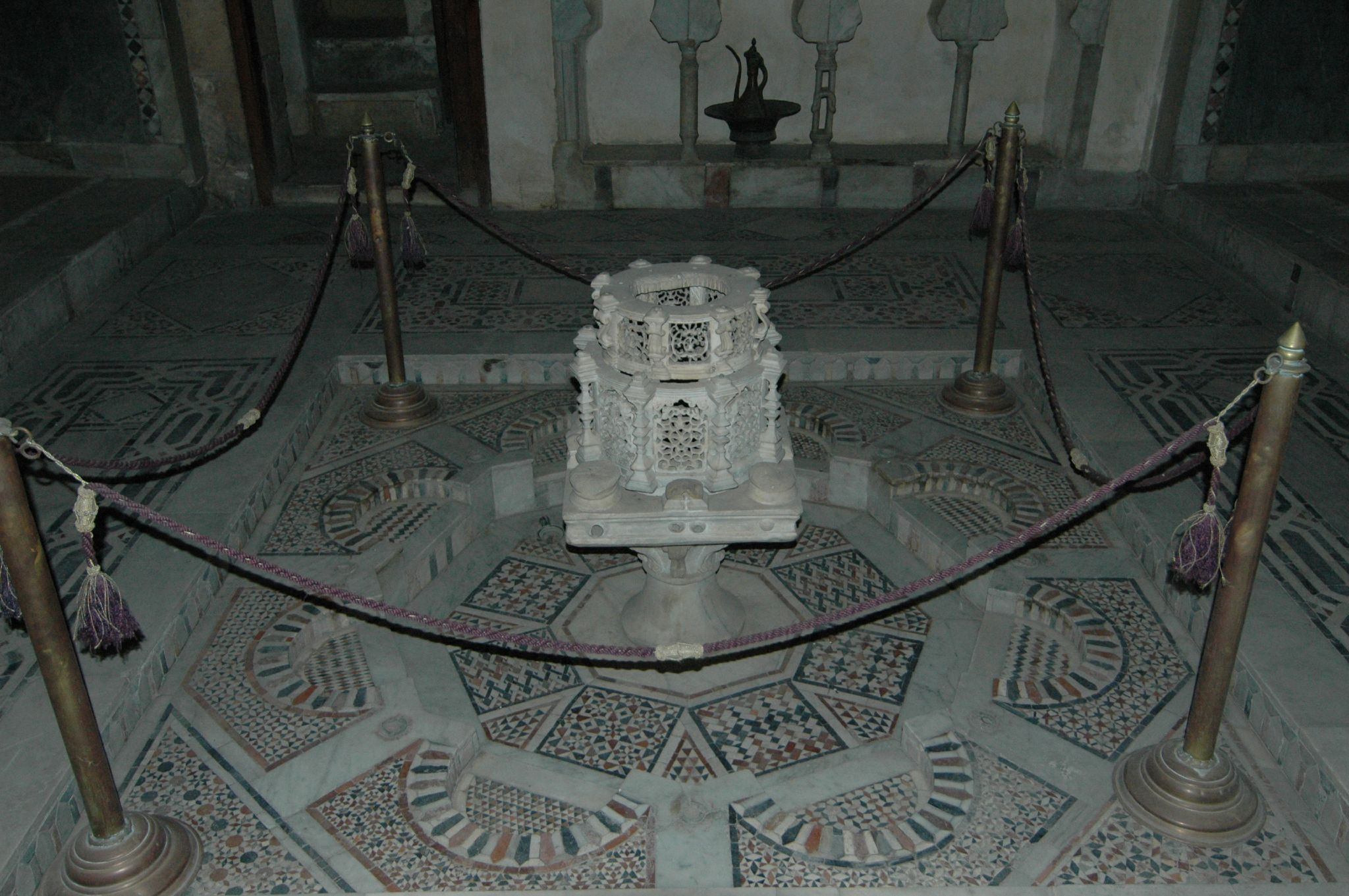
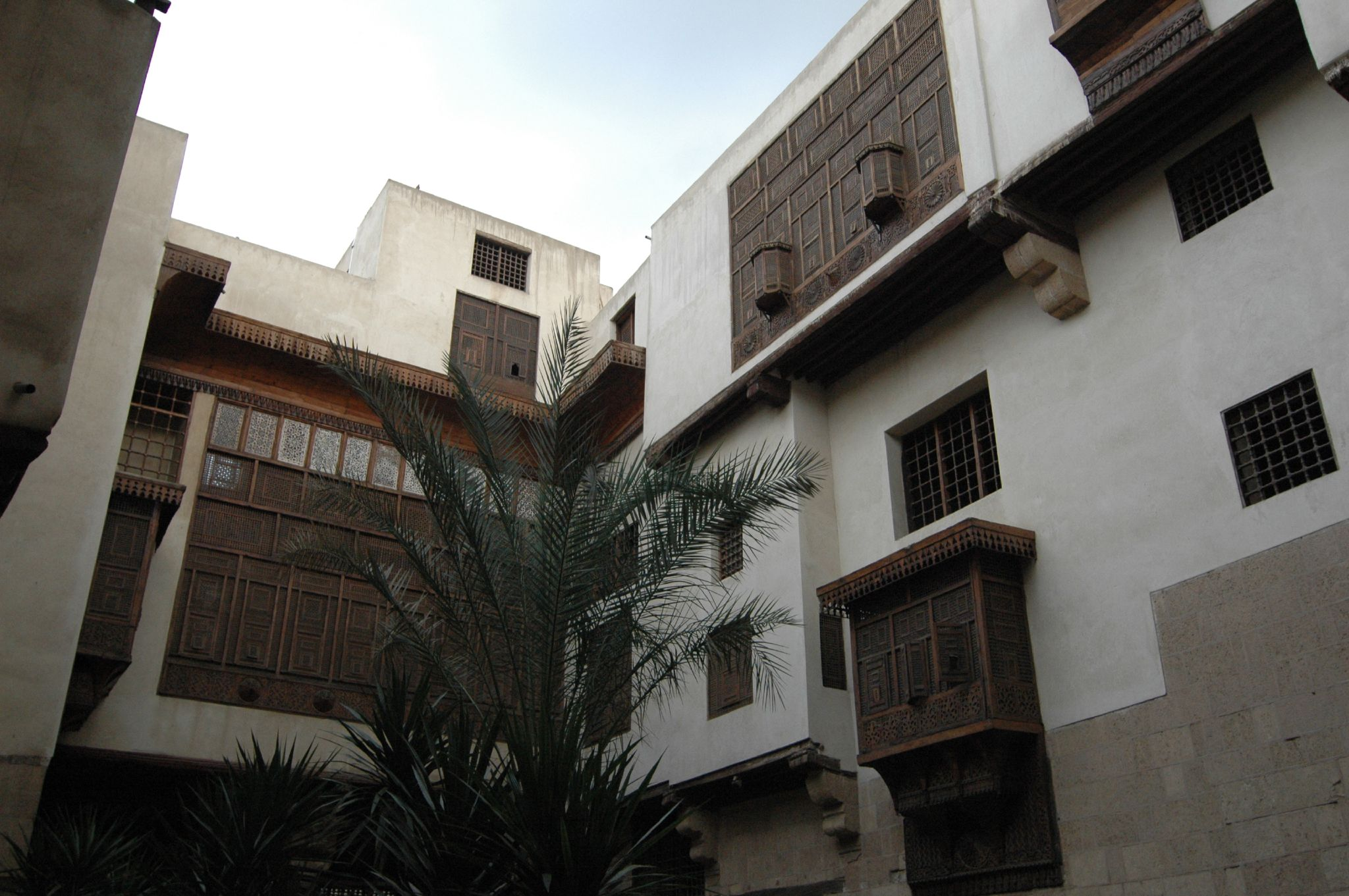
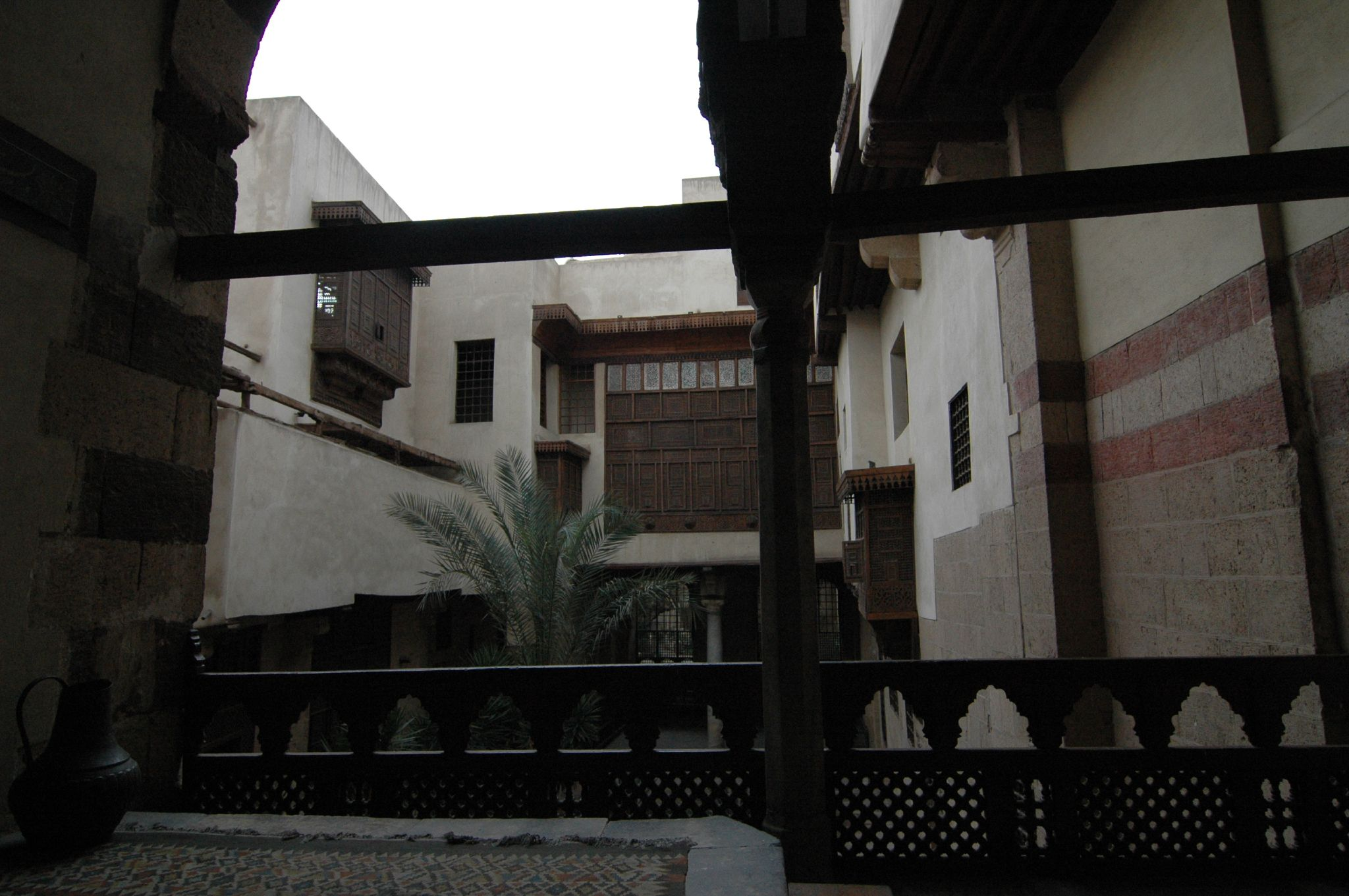
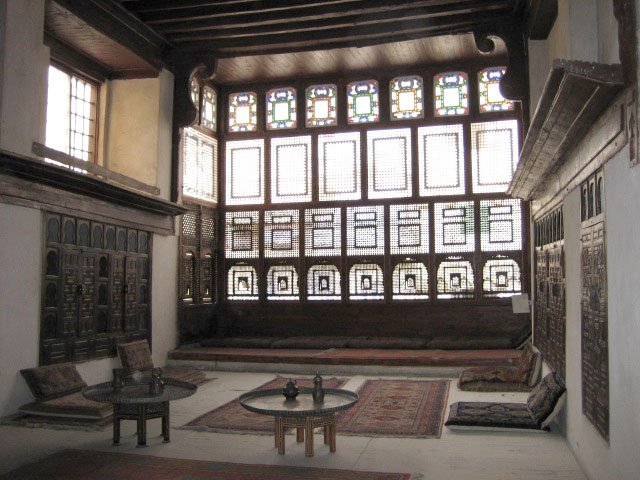
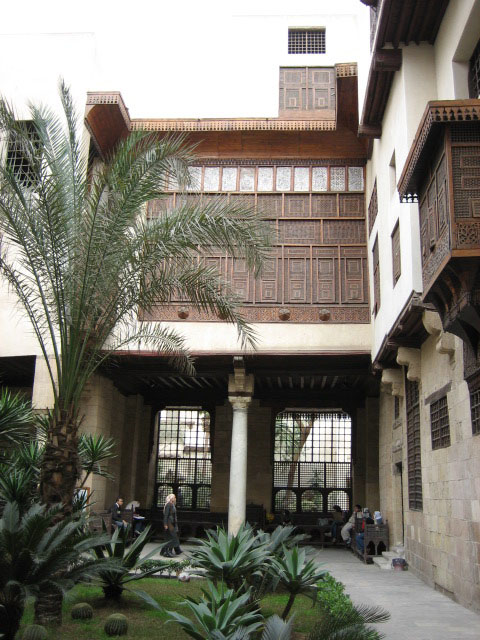
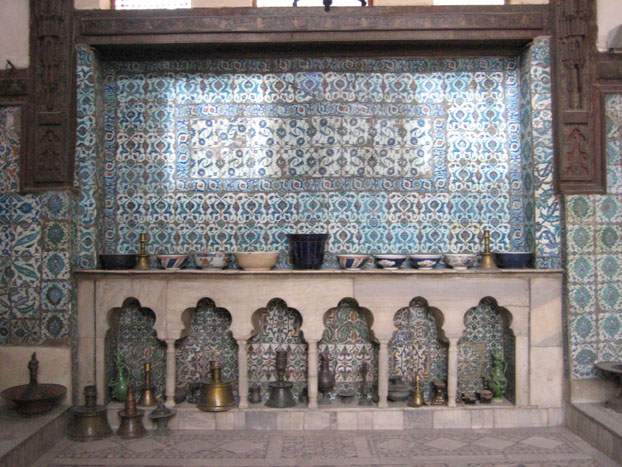
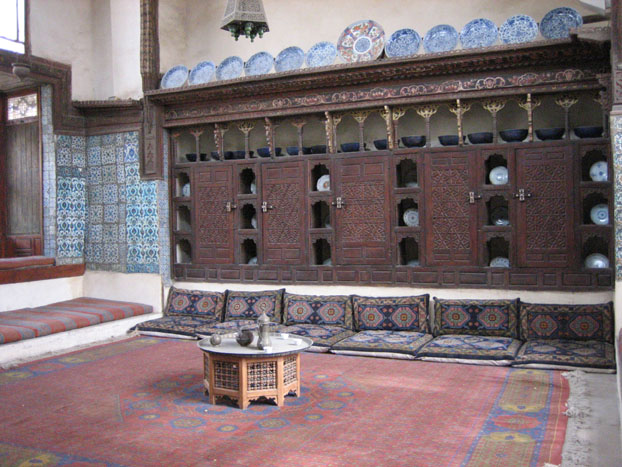
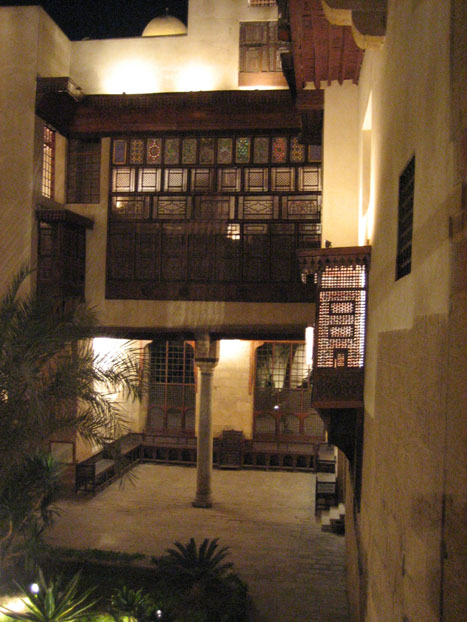
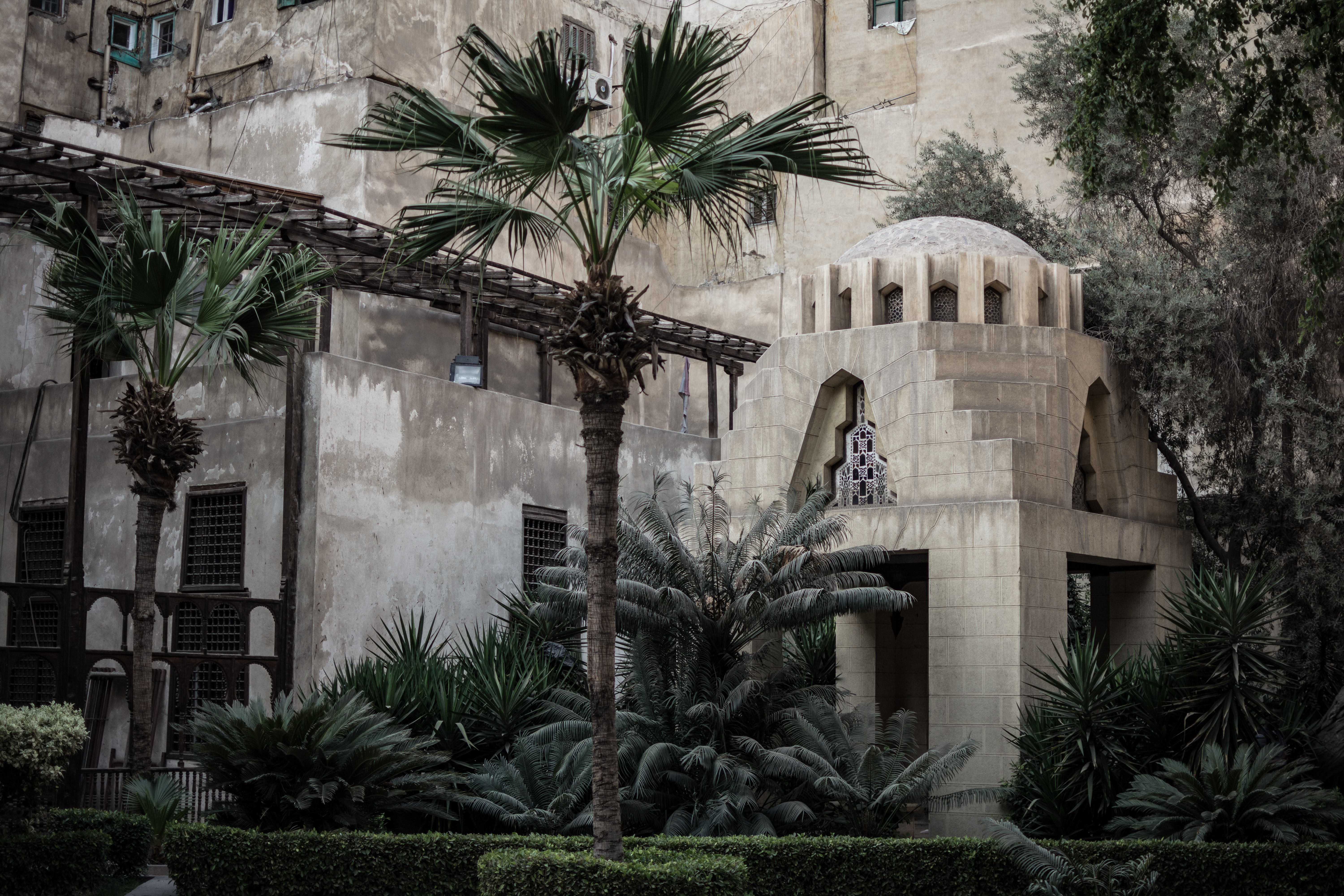
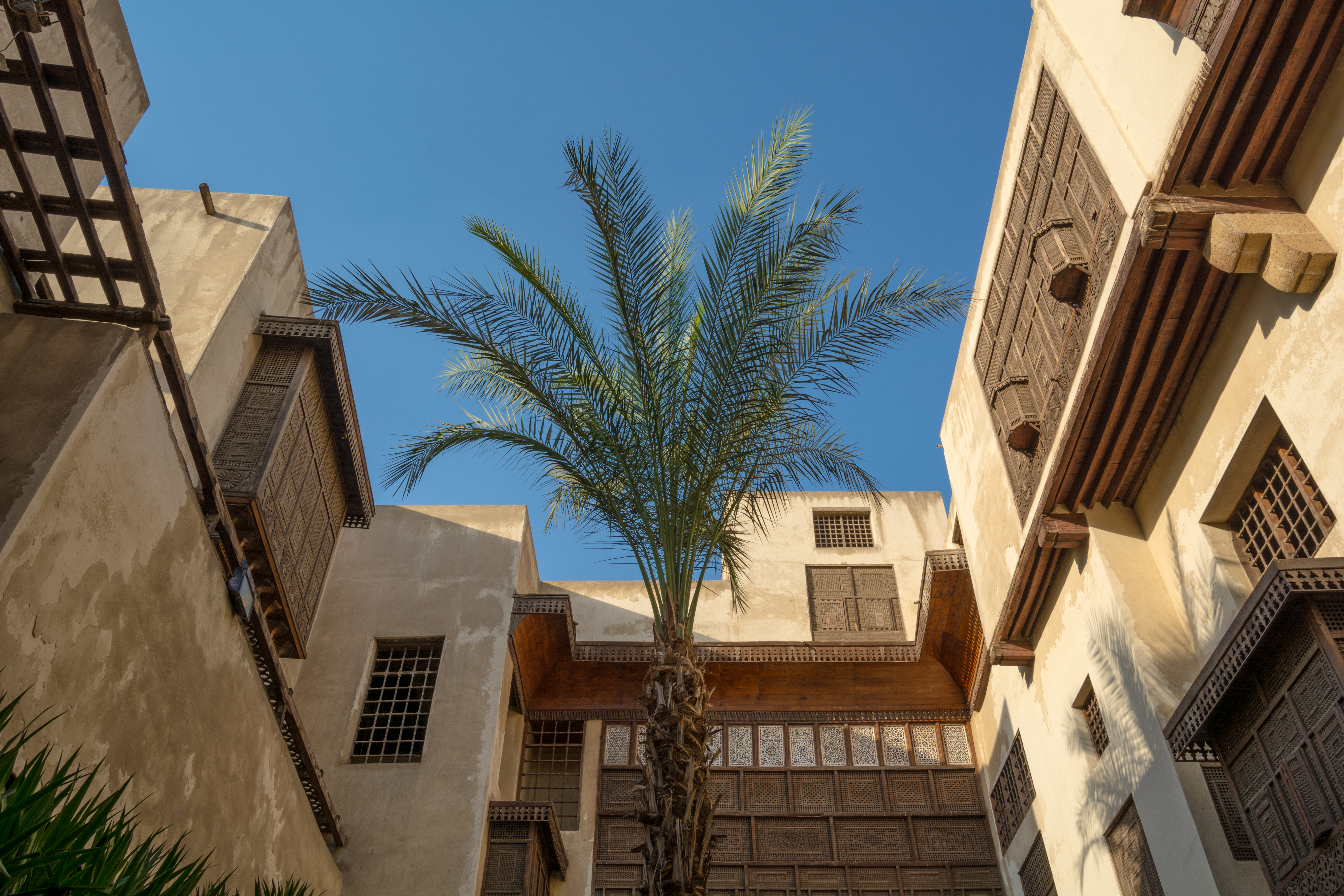
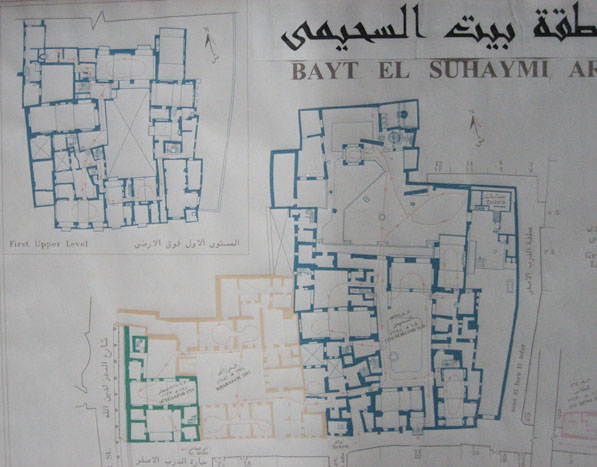
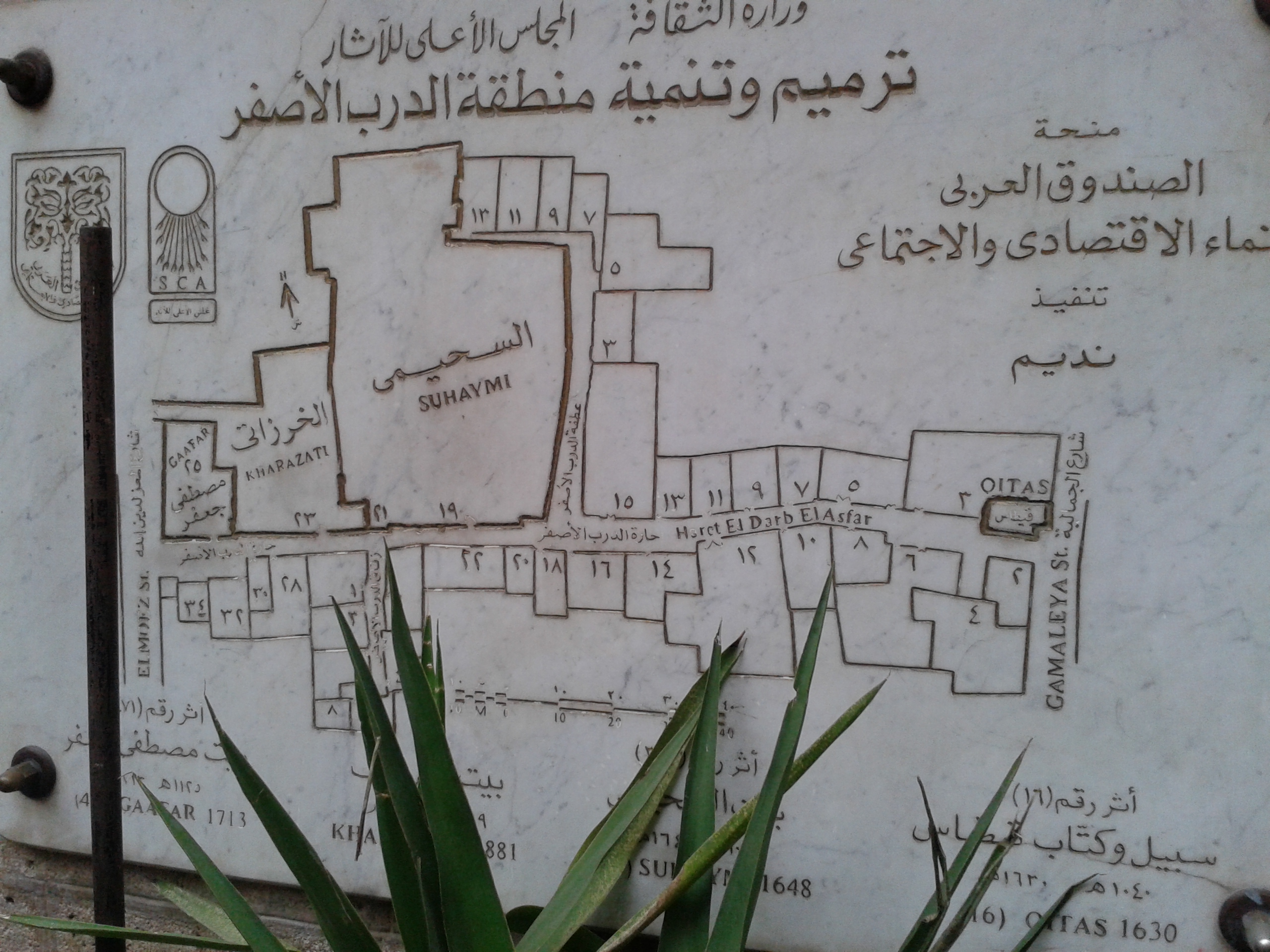